# Средневековый Львов

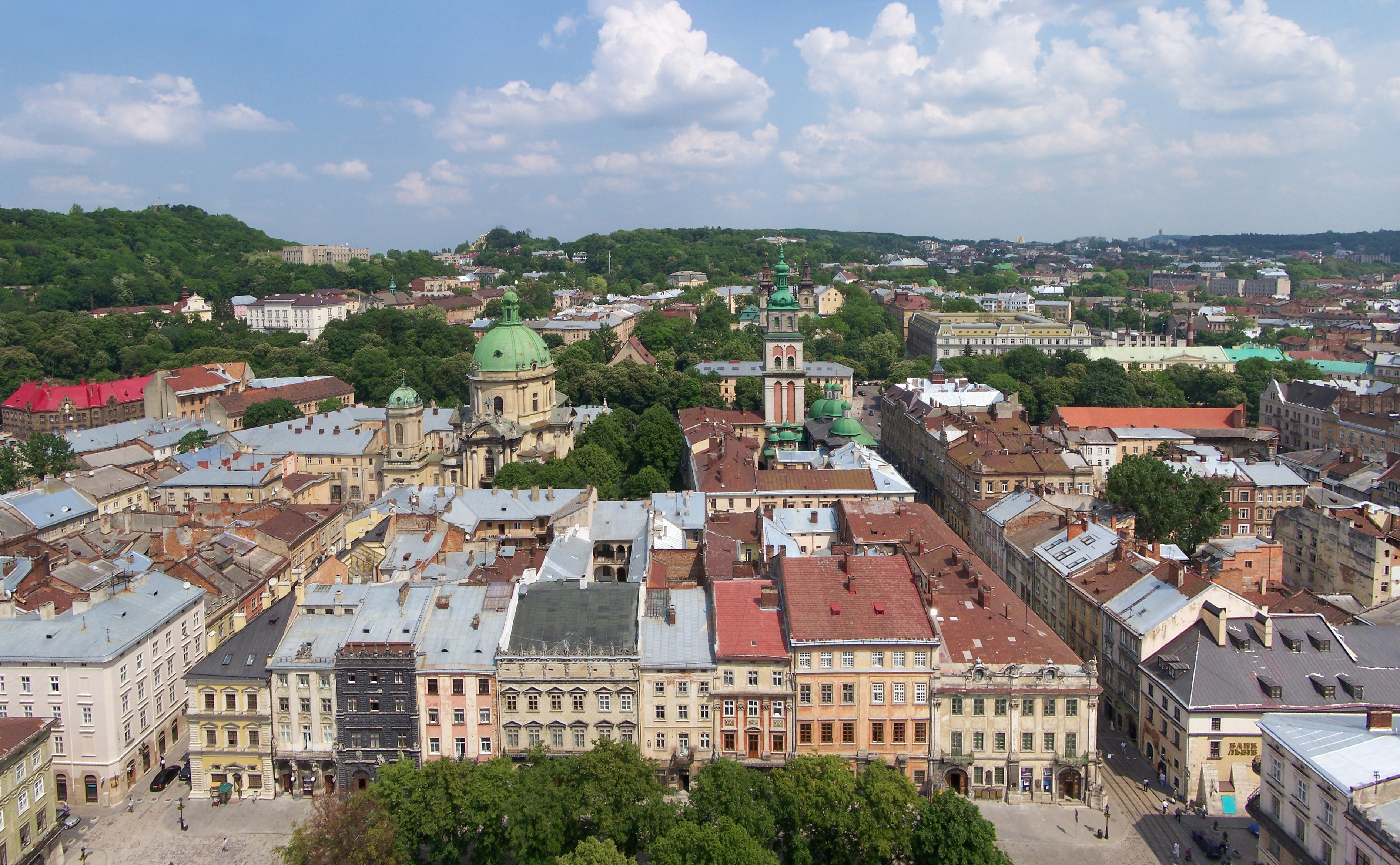
Вид на старую часть Львова

Средневековый Львов являлся важным экономическим, культурным и политическим центром Западной Руси. Его история охватывает период от основания крепости в середине XIII века до второй половины XVI века, когда образовалась Речь Посполитая и прервалась династия Ягеллонов. Первое упоминание Львова в письменном источнике относится к 1256 году. Со 2-й половины XIII века он был одним из крупнейших городов Галицко-Волынского княжества, после 1341 года — центром «Русского королевства» в составе Польши. В 1370 году Львов отошёл Венгерской короне, а в 1387 году вернулся в состав Польского королевства. После 1433 года Львов стал административным центром Русского воеводства. Население средневекового города отличалось полиэтничностью и многоконфессиональностью, что нередко приводило к трениям и открытым конфликтам между различными общинами.

## История
Согласно данным археологических раскопок, территории, на которых расположен современный Львов и его ближайшие окрестности, были заселены ещё в эпоху мезолита. В частности, на территории современных Брюхович были найдены несколько древнейших поселений, в том числе пещерное, а также каменные изделия, относящиеся к культуре Вороцев—Старуня (6-е — 4-е тысячелетие до н. э.). К концу медного века (3-е тысячелетие до н. э.) относятся следы поселений племён земледельцев и скотоводов, обнаруженные археологами на Замковой горе, а также на возвышенностях Лысовка, Жупан и Чёртова скала вблизи города Винники (эти поселения учёные относят к культуре воронковидных кубков). На территории современного парка имени Ивана Франко имеется курган, датируемый началом бронзового века.
В 1992 году во время раскопок на территории современного рынка «Добробут» (бывшее Краковское предместье, сегодня — площадь Князя Ярослава Осмомысла) были обнаружены следы поселений культуры фракийского гальштата (середина 1-го тысячелетия до н. э.), черняховской культуры (IV век), пражской культуры (VI век) и лука-райковецкой культуры (VIII—IX века). Следы поселения гальштатской культуры в 1986 году были найдены на улице Театральной и в 1987 году на площади Ивана Подковы.
Древнейшие постоянные славянские поселения на территории современного Львова существовали между долиной реки Полтва и Знесенскими холмами. На территории современного парка Знесенье, а именно — на вершине Змеиной горы, в VII—X веках существовало языческое капище бога Святовита, рядом с которым располагалось большое городище (сегодня эта местность известна как Святовитовое поле). На соседней горе Баба (известной также как гора Род) также были обнаружены следы капища и поселения, существовавшего примерно в это же время. Установлено, что в X веке эти поселения переместились под западный склон Замковой горы, а большую часть старого городища снесли. После этого за местностью закрепилось название Знесенье (Знесіння), которое является древнейшим львовским топонимом славянского происхождения.
Знесенские холмы
Следы другого древнего городища, видимо XI века, были обнаружены в парке имени Ивана Франко. Кроме того, во Львове и ближайших пригородах имеются многочисленные следы капищ Перуна, Рода, Рожаниц и Велеса. В окрестностях современного Львова была развита письменность, о чём свидетельствуют берестяные грамоты, найденные в 1988—1989 годах в Звенигороде Галицком и датированные первой третью XII века (это единственные из обнаруженных на территории Украины берестяных грамот).
Главными источниками по историографии средневекового Львова являются Галицко-Волынская летопись, воспоминания немецкого купца Мартина Груневега, «Топография города Львова» бургомистра Яна Альнпека, опубликованная в Кёльне в 1618 году, хроника «Leopolis Triplex» другого львовского бургомистра, Бартоломея Зиморовича, «История столичного королевств Галиции и Лодомерии города Львова от основания аж до нынешнего времени» Ходыницкого, изданная в 1829 году, «Хроника города Львова» Дениса Зубрицкого, изданная в 1844 году, «Львов за руських времён» (1887) архивариуса Александра Чоловского, «Очерк истории города Львова» профессора Паппе, изданный в 1894 году, «Очерки истории Львова» (1956) под редакцией Ивана Крипякевича, «История Львова. Краткий очерк» (1956) Львовского университета, «История Львова» (1984), «История Львова в документах и материалах» (1986), «Львов. Исторические очерки» (1996) и первый том «Истории Львова» (2006) под редакцией Ярослава Исаевича.

### Галицко-Волынское княжество

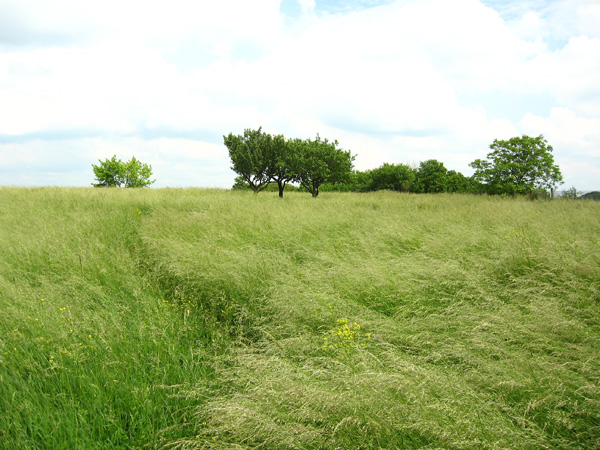
Вершина горы Баба (Род)

Первое письменное упоминание Львова встречается в Галицко-Волынской летописи, которая описывает большой пожар в городе Холм, случившийся осенью 1256 года. Основателем города считается галицкий князь Даниил Романович, назвавший укреплённое поселение в честь своего сына Льва. При этом ни один письменный источник того периода не даёт оснований для такого утверждения. Леонтий Войтович на основе белорусско-литовских летописей и авторов XVI—XVIII веков утверждает, что город заложил Лев Данилович. Город располагался на границе принадлежащих Льву Перемышльского и Белзкого княжеств. Ярослав Исаевич предполагает, что Даниил Романович осуществлял общее руководство строительством, а Лев Данилович руководил работами непосредственно на месте. Войтович отмечает, что Лев уже в 1245 году в битве под Ярославом командовал отдельным полком, и следовательно имел собственный удел, в котором мог закладывать города без разрешения отца.
Однако город существовал задолго до даты первого упоминания. В начале 1980-х годов, во время реставрационных работ под западной стеной городского арсенала, были выявлены остатки дубовых конструкций, датированные 1213 годом. Возможно, Львов был основан сразу после первого набега монголо-татар на земли западной Руси (1239) чтоб стимулировать хозяйственную деятельность разграбленной державы или в честь династического брака Льва с венгерской принцессой Констанцией, дочерью Белы IV (1247).
В 1259 году (по другим данным — в 1261 году) монгольский темник Бурундай под угрозой вторжения вынудил князя Даниила и его сына Льва разрушить деревянный Львовский замок, возвышавшийся на Замковой (или Княжей) горе. Гипотезу про расположение княжеского замка на горе Высокий замок выдвинул историк Антон Петрушевич. Согласно историку Александру Чоловскому, в XIII веке детинец располагался на одной из соседних гор, а на Замковой находилась лишь наблюдательная башня. По версии историка Исидора Шараневича, Львов периода Даниила Галицкого располагался на месте нынешнего Знесенья, а после 1261 года был возведён князем Львом вокруг нынешней площади Старый Рынок. Замковые укрепления охватывали нижнюю террасу Княжей горы и шли над Старым Рынком, церквями Святого Николая, Святого Онуфрия, Святой Параскевы Пятницы и районом Подзамче.
Согласно некоторым источникам («Житие Святой Кинги», литовские летописи, западноевропейские и армянские источники), в 1270—1280 годах Львов имел статус столицы Галицко-Волынского княжества, об этом свидетельствует также использование львовского герба в качестве общегосударственного символа. В этот период львовский замок был отстроен заново и в январе 1288 году выдержал осаду золотоордынского хана Телебуги. Монгольские войска, в составе которых были отряды беклярбека Ногая и волынского князя Мстислава Даниловича, не предприняли попытки штурма замка, а лишь разорили окрестности. До наших дней сохранились обнаруженные во время археологических раскопок 1974 года следы фундамента круглой башни, остатки каменной стены и земляного вала, укреплённого с внешней стороны камнями, а поверху — частоколом.

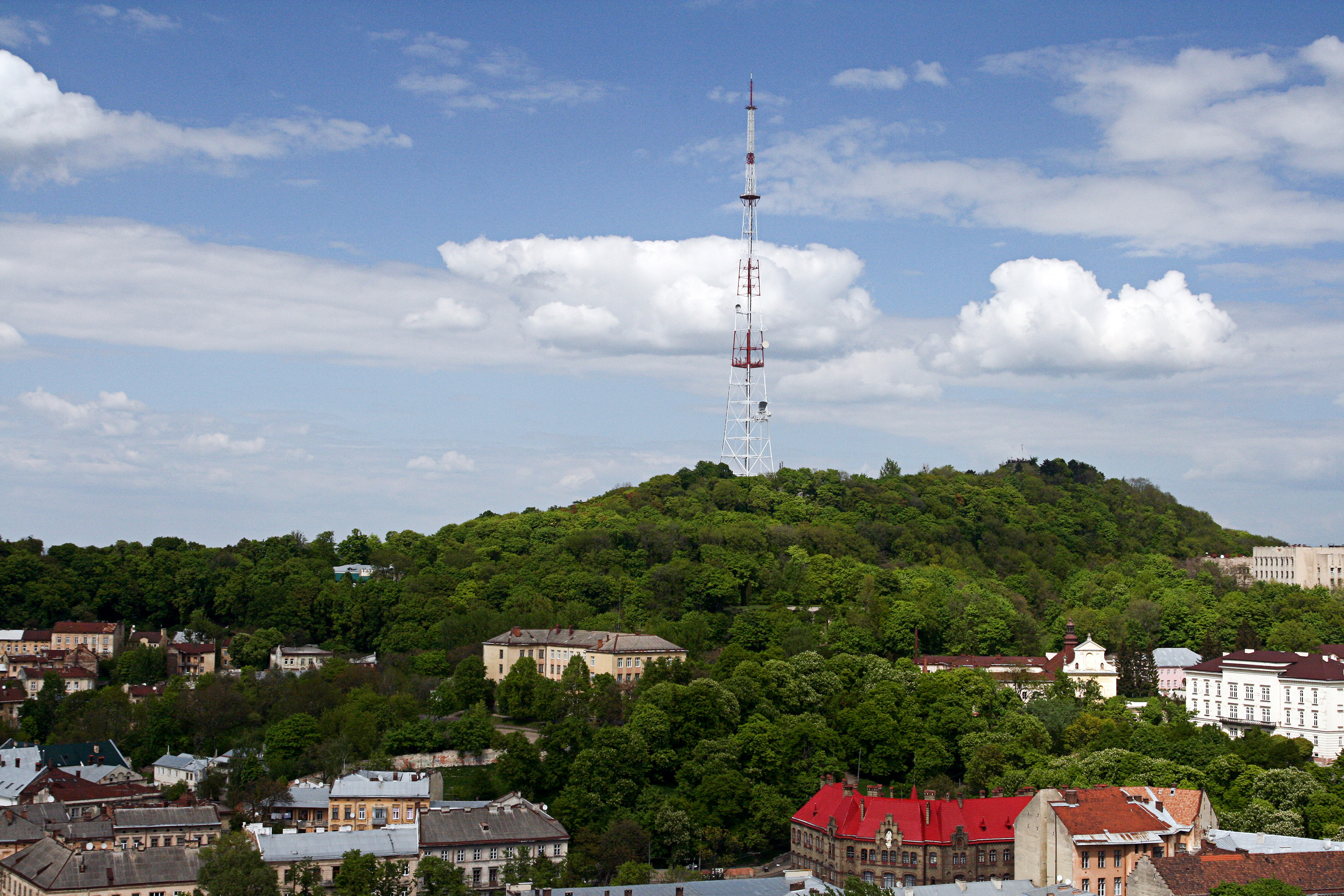
Замковая гора

С конца XIII и в первой половине XIV века Львов являлся одним из крупнейших городов Галицко-Волынского княжества. Он имел свой герб с изображением льва, в Высоком замке хранилась княжеская казна и арсенал. Князь Лев Данилович и его наследник Юрий I Львович проживали во дворце, который располагался на месте нынешнего монастыря доминиканцев (этот дворец был соединён с Нижним замком дорогой, которая позже превратилась в улицу Армянскую). Вокруг дворца по образцам западноевропейских городов было заложено новое поселение (середмістя), куда из Подзамче постепенно переселялись русины, немцы, армяне и татары.
В апреле 1340 года заговорщиками был отравлен князь Юрий II Болеслав, что вызвало волнения во Львове. Галицкие бояре направили народный гнев против иностранных купцов, прежде всего немцев-католиков, которые пользовались личной поддержкой князя и дарованными им большими привилегиями. Междоусобицей решил воспользоваться польский король Казимир III, что вылилось в войну за галицко-волынское наследство между Польшей и Венгрией с одной стороны и литовцами, русинами и монголо-татарами с другой.
В конце апреля 1340 года войска Казимира III при поддержке венгров захватили Львов, разграбили княжескую казну (в том числе короны, трон и коронационный плащ), сожгли укрепления замка и вернулись в Краков. В июне 1340 года ещё большее польское войско вышло во второй поход, однако галицкий воевода Дмитрий Детько (Дедько) возглавил сопротивление горожан и при помощи татар вынудил поляков отступить. Пользуясь поддержкой литовского князя Любарта Гедиминовича и наместников Золотой Орды, Детько стал фактическим правителем города, а также старостой Руси (формально галицкие бояре признали князем Любарта, принявшего православие).
В 1341 году Детько обратился к немецким купцам города Торн с призывом продолжить торговлю во Львове и обещанием компенсировать имущество, разграбленное во время погрома. В 1349 году, после смерти Детько, Казимир ІІІ, заручившись нейтралитетом татар, вновь овладел Львовом (с этого момента земли Галиции отошли полякам, а литовцы сохранили за собой Волынь). Город стал административным центром так называемого «Русского королевства» (Regnum Russiae), в нём разместился большой гарнизон из числа поляков и немцев, а недовольные бояре и горожане из числа русинов были изгнаны. В 1351 году литовцы напали на Львов, разрушили многие строения и угнали в неволю большое количество жителей. В мае 1352 года войска Любарта вновь подошли к городу, но затем отступили и захватили Галич.
В первой половине XIV века Львов, в отличие от Галича, Владимира, Перемышля или Теребовли, будучи крупнейшим экономическим центром княжества, так и не стал важным политическим, религиозным или культурным очагом русинского этноса. Он возник позже, никогда не был центром удельного княжества, здесь был большой процент иностранцев, занимавших ключевые посты. В результате немецкой колонизации во Львове появилась значительная группа мещан, которые руководствовались не общим русским, а собственным городским правом. Вообще львовское мещанство, как отдельный общественный слой с чётким юридическим статусом, изначально сформировалось в основном на немецкой этнической основе.

### Польское королевство

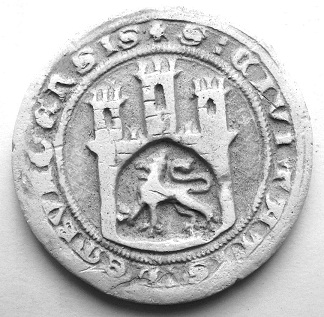
Печать с гербом Львова. 1359 год

Летом 1352 года Казимир III своим привилеем даровал детям львовского войта Бертольда огромные владения на месте нынешнего города Винники (ранее эти земли Бертольду передал князь Лев). Также король подтвердил давние земельные права галицких бояр и раздал им новые земли, обязав в ответ исполнять воинскую повинность. Кроме того, воинскую службу обязаны были нести войты и солтысы (сельские старосты). После походов Любарта Казимир III приказал перестроить старый Высокий замок. На горе появились каменные стены и башни, два двора и двухэтажный дворец, дорога к которому вела с юга через подъёмный мост.
В 1356 году Львов получил самоуправление по магдебургскому праву. Католики стали привилегированной общиной города, но Казимир признал права и других национальных общин Львова (армян, русинов и евреев). В конце 1370 года, после смерти Казимира III, город отошёл венгерской короне. Сперва здесь правил как наместник короля Людвика князь Владислав Опольчик, а затем — венгерские воеводы. Опольчик подарил католическому архиепископу десятину доходов от львовских таможен, финансово помогал монастырям францисканцев и доминиканцев. Кроме того, он подарил армянам костёл Святого Креста за стенами Львова и дорогу к Высокому замку. В 1381 году в городе случился огромный пожар, уничтоживший многие здания, в том числе деревянную ратушу на площади Рынок, Нижний замок и городской архив, в котором хранились указы, грамоты и рукописи княжеского периода.

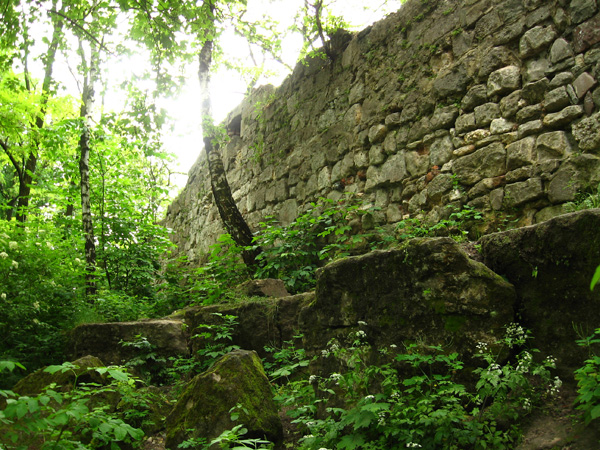
Фрагмент польской стены на Высоком замке

В 1386 году венгерская королева Мария восстановила права Владислава Опольчика на владение Галицкой землёй. В начале 1387 года польская королева Ядвига, также дочь и наследница Людвика, заняла Львов и вернула его в состав Польши (в этом конфликте королеву Марию поддержали лишь Владислав Опольчик и галицкий староста Бенедикт). Осенью того же года в Нижнем замке Львова состоялись переговоры между Владиславом II и княжичем Василием, сыном московского князя Дмитрия Донского. В 1388 году Владислав II в своей грамоте пообещал, что никогда и никому не отдаст Львов в феодальную собственность.
Русины и евреи подвергались национальной и религиозной дискриминации со стороны польских властей, насаждавших католицизм. Зато польские и немецкие переселенцы получали значительные привилегии и к концу XIV века превратились в зажиточный патрициат. Владислав II дарил обширные земли и денежные средства доминиканскому монастырю Божьего Тела и францисканскому монастырю Святого Креста, в 1402 году предоставил львовским армянам право торговать на всей территории Польши. Из 358 городов, упомянутых в «Списке русских городов дальних и ближних» (конец XIV века), только Львов и Новгород названы великими.

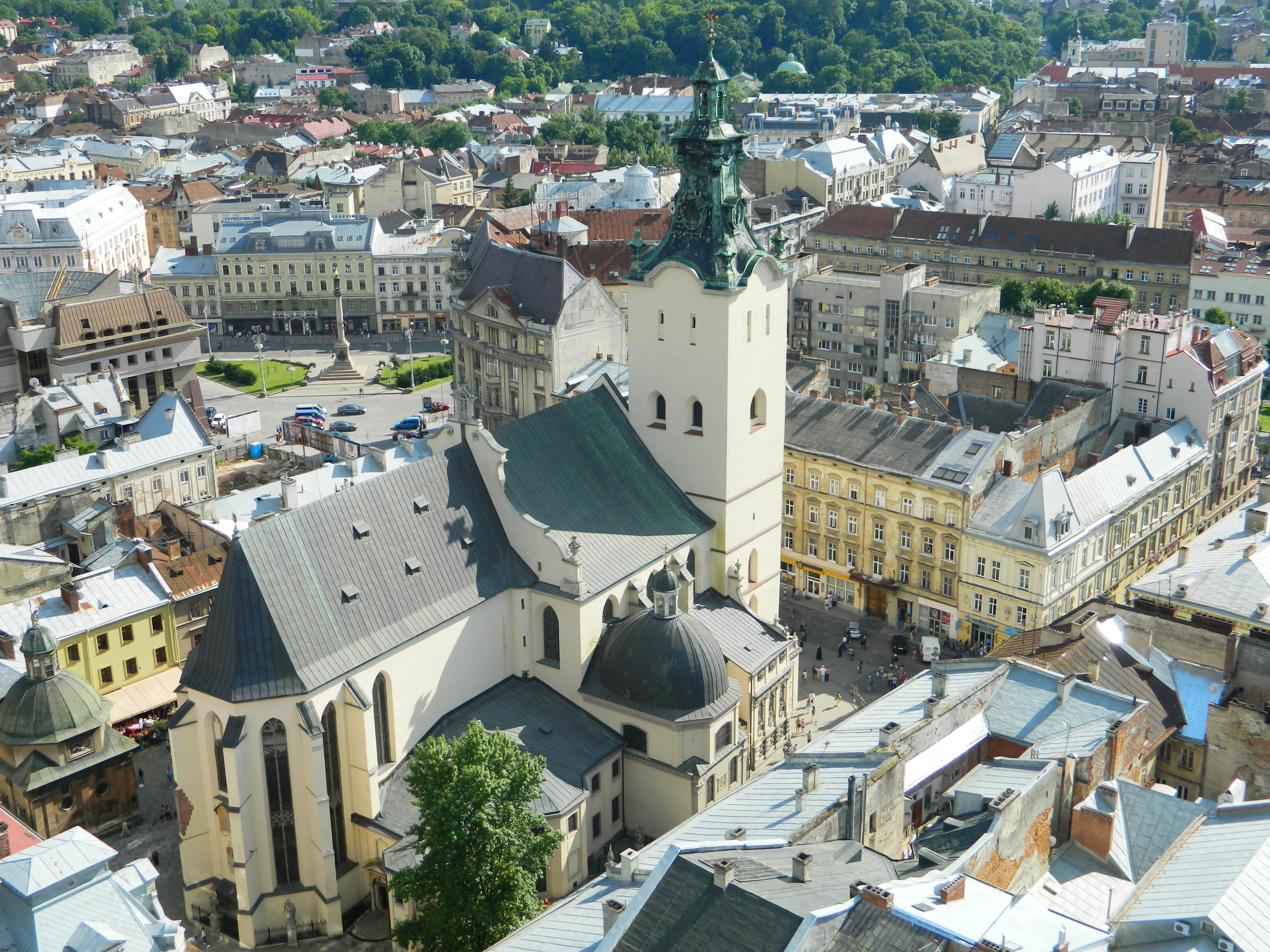
Латинский собор

Весной 1410 года Владислав II, пребывая во Львове, разрабатывал план похода против Тевтонского ордена, а после Грюнвальдской битвы (июль 1410 года) Львов, наряду с другими городами королевства, устроил Владиславу триумфальную встречу. В 1414 году с согласия римского папы польский король окончательно перенёс резиденцию католического архиепископа из Галича во Львов.
В 1415 году Владислав II даровал Львову обширные земли, на которых позже возникли сёла Кульпарков, Белогорща и Брюховичи. В 1429 году вместе с польским королём Львов дважды посещал король Венгрии, Германии и Чехии Сигизмунд I Люксембург, который ездил в Луцк на съезд европейских монархов. В 30-х годах XV века львовские немцы привезли из Молдовы саженцы виноградной лозы и разбили на склонах Высокого замка виноградники, просуществовавшие до середины XVII века.
В 1433 году Владислав II подписал, а в следующим году его сын Владислав III Варненьчик подтвердил Едлинский статут, согласно которому Галиция окончательно присоединилась к Польскому королевству, здесь внедрялась польская административная и судебная система, а галицкая шляхта была уравнена в правах и привилегиях с польской (что ускорило полонизацию и окатоличивание знатных русинских родов, их отрыв от основной массы русинов-мещан). Львов стал административным центром Русского воеводства, которое объединило Галицкую, Львовскую, Перемышлянскую, Сянокскую и Холмскую земли. В июне 1434 года Владислав II умер в Городке по дороге во Львов, в связи с чем во Львове на год был объявлен траур.
В первой половине XV века большим влиянием во Львове пользовался польский шляхетский род Одровонж. Ян Одровонж был львовским архиепископом, его младший брат Пётр Одровонж — русским воеводой и львовским старостой, а их брат Павел — львовским каштеляном. В 1450 году львовским старостой, а через два года и русским воеводой становится сын погибшего Петра, Андрей Одровонж. Он способствовал развитию ремёсел, а также передал участок возле Галицких ворот для постройки деревянного бернардинского монастыря. В то же время Андрей Одровонж пытался ограничить экономические права Львова и забрать у города его традиционные источники доходов. В 1460 году во Львове начались волнения, подавленные войсками, в 1464 году против Андрея Одровонжа наряду с мещанами выступила и шляхта. После смерти Андрея в 1465 году львовским старостой стал его брат Ян Одровонж (под давлением шляхты и мещан король выкупил у него Львовскую землю, заложенную ранее Андрею).

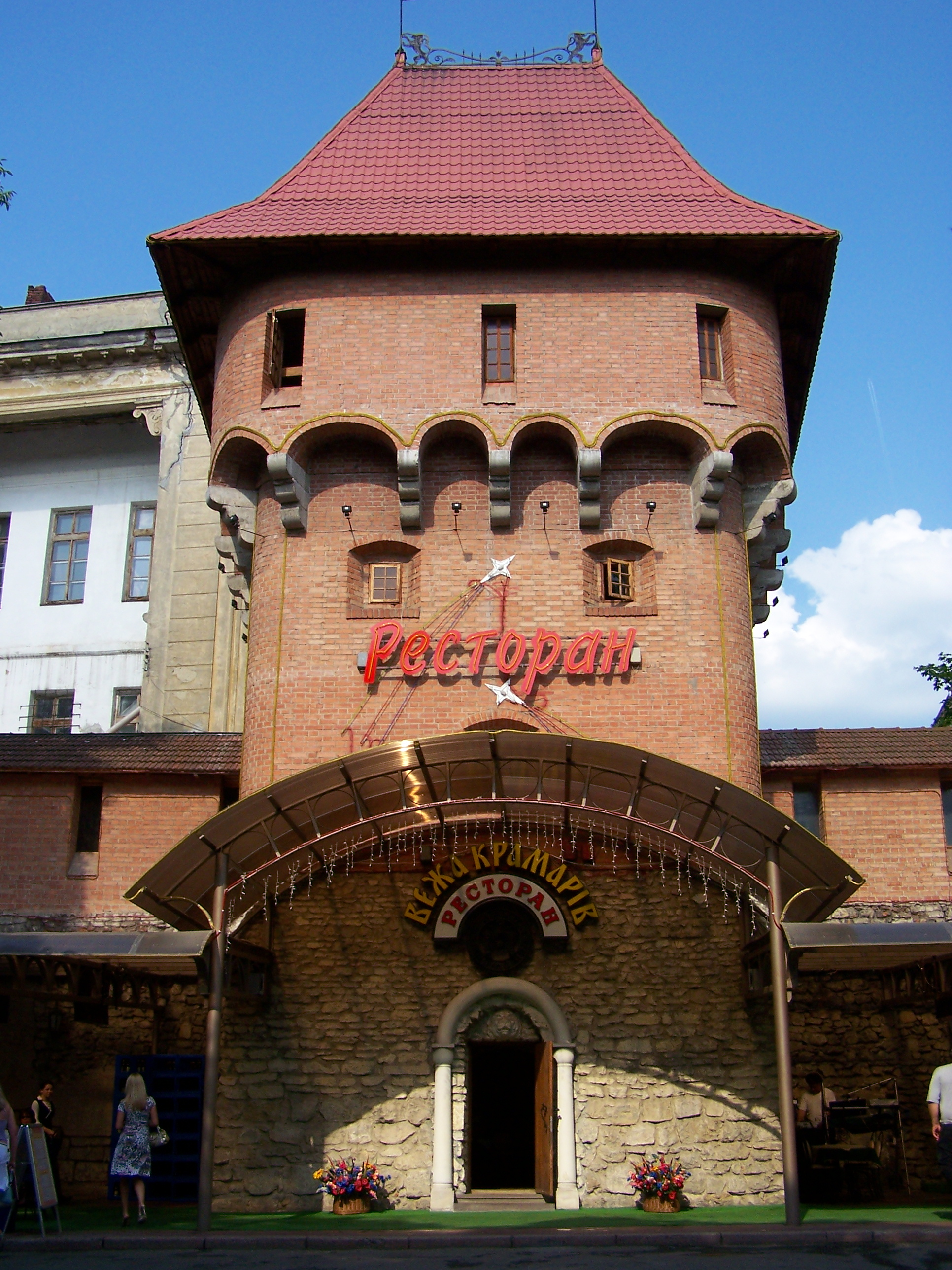
Современная реконструкция оборонной башни

В 1489 году через Львов прошли польские войска, направлявшиеся в поход против Валахии. В 1494 году во время большого пожара, охватившего улицы Русскую и Еврейскую, сгорело множество домов и пять оборонных башен. Весной 1497 года Львов стал местом сбора польских рыцарей, которые под предводительством короля Яна I Ольбрахта готовились к походу против Молдавского княжества. После жестокого поражения от молдавского господаря Стефана III в октябре 1497 года отступающие польские войска принесли во Львов чуму, а в 1498 году войска теперь уже Стефана III осадили Львов, после чего сожгли предместья. Кроме того, в 1498 году в ходе одного из набегов на Галицию предместья Львова сожгли татарские отряды.
В 1504 году в результате пожара сгорели несколько домов в еврейском квартале и на прилегающей улице, воскобойня, городские конюшни, семь оборонных башен городской стены и публичный дом. Летом 1509 года сын Стефана, Богдан III Кривой, вторгся с большим войском в Галицкие земли и три дня осаждал Львов, предприняв несколько штурмов и разорив окрестности. На сторону молдавской армии перешли многие роды шляхты, в том числе Балицкие, Витвицкие, Дрогомирецкие, Березовские, Луцкие, Демидецкие, Шумлянские и Княгиницкие, а также часть православного духовенства (позже польский король объявил восставших шляхтичей предателями и отобрал их имения).
Подоспевшие на помощь польские войска, к которым присоединилось немало львовян, настигли молдавскую армию и разбили её на Днестре. Вскоре во Львове были публично повешены 30 пленных молдавских вельмож. Это стало местью за то, что во время осады молдаване сожгли монастырь и больницу Святого Станислава вместе с прокажёнными, находившимися там. В ноябре 1515 года во Львове был сожжён крестьянин, которого признали виновным в том, что по наитию валахов он собирался поджечь город. В 1524 году Львов осадили татары, вставшие лагерем в селе Збоища. В 1525 году русины попытались добиться равноправия относительно вступления в цехи, но безрезультатно. В 1526 году король Сигизмунд I своим привилеем формально утвердил львовский герб с изображением льва (он широко использовался на флагах, цеховых знаках, печатках и клеймах, им метили изготовлявшиеся во Львове книги и даже топленый воск).
Большой пожар 1527 года, начавшийся с возгорания пивоварни, почти полностью уничтожил средневековый Львов и часть пригородов. Запасы пороха, хранившиеся в оборонных башнях, при взрыве разрушили значительные участки городских стен и повредили большое количество пушек. Огонь был такой силы, что перекинулся из района вокруг Краковских ворот даже на Высокий замок. Уцелели только три башни, входившие в комплекс Нижнего замка. Пожар 1527 года привёл к уничтожению готической застройки и вынудил власти кардинально перестроить город. Во время большого пожара 1565 года полностью сгорели Нижний замок и кварталы домов в северной части Львова. Пожар 1571 года также нанёс огромный ущерб городу, в огне были уничтожены сотни домов, десятки церквей, ратуша и даже городской арсенал.

Костёл доминиканского монастыря

В 1539 году во Львове было основано православное архиепископство (третье после армянского и католического). В 1544 году львовский православный епископ Макарий утвердил братство церкви Святого Николая. Весной 1556 года во Львове гостила венгерская королева Изабелла Ягеллонка. В благодарность за гостеприимство горожан в марте 1557 года она издала грамоту, согласно которой львовские купцы освобождались от уплаты каких-либо налогов на территории Венгерского королевства. Во второй половине XVI века наблюдался стремительный рост предместий и городских сёл, особенно за счёт притока ремесленников и разнорабочих из числа бывших крестьян (например, с 1544 по 1583 год количество домов в Галицком предместье выросло со 130 до 578).
В 1559 году в доминиканском монастыре Львова укрылись бежавшие из Кракова внебрачная дочь короля Сигизмунда I Беата Косцелецкая и её дочь, княгиня Эльжбета Острожская. В марте того же года монастырь осадил отряд графа Лукаша Гурки, за которого Сигизмунд II Август обманом выдал Острожскую. Во время осады в монастырь под видом нищего проник племянник киевского воеводы Константина Константиновича Острожского князь Семён Слуцкий, который женился на Эльжбете и получил от Косцелецкой все её обширные владения. Вскоре монахи были вынуждены сдаться, после чего Гурка увёз молодую жену в своё имение (согласно другой версии, львовский староста заключил Острожскую в камеру Высокого замка, а позднее отправил её к королевскому двору).
Весной 1564 года на площади Рынок были обезглавлены беглый молдавский господарь Стефан VII Томша, а также его товарищи (воевода и первый боярин). В 1576 году львовские мещане протестовали против того, что городские усадьбы (Кульпарков, Клепаров, Голоско, Замарстынов, Белогорща и Брюховичи) превратились в источник обогащения для 12 райцов (члены совета магистрата) и их семей. В июне 1578 года во Львове на площади Рынок был казнён Иван Подкова — претендент на молдавский трон, который с наёмными казацкими отрядами совершил два похода на Яссы (его похоронили в подвале Успенской церкви).
В сентябре 1582 года во Львове был обезглавлен смещённый с трона молдавский господарь Янку Сасул (по просьбе Сасула казнь исполнили не мечом палача, а его собственным боевым мечом, который до конца XVII века хранился в ратуше). В 1583 году во Львове одновременно были обезглавлены несколько пленных казаков. В январе 1586 года Львов посетил патриарх Антиохийский и всего Востока Иоаким V, который благословил устав Свято-Успенского братства. В этом же году папа Римский Сикст V предоставил Львову право пользоваться своим гербом (изображение стоящего на задних лапах льва, который держит звезду) наряду с городскими символами. В 1588 году Львов посетил патриарх Константинопольский Иеремия II, который запретил православному епископу Гедеону вмешиваться в дела Успенского братства и подчинённых ему Успенской церкви и Онуфриевского монастыря.

## Градостроительство и планировка

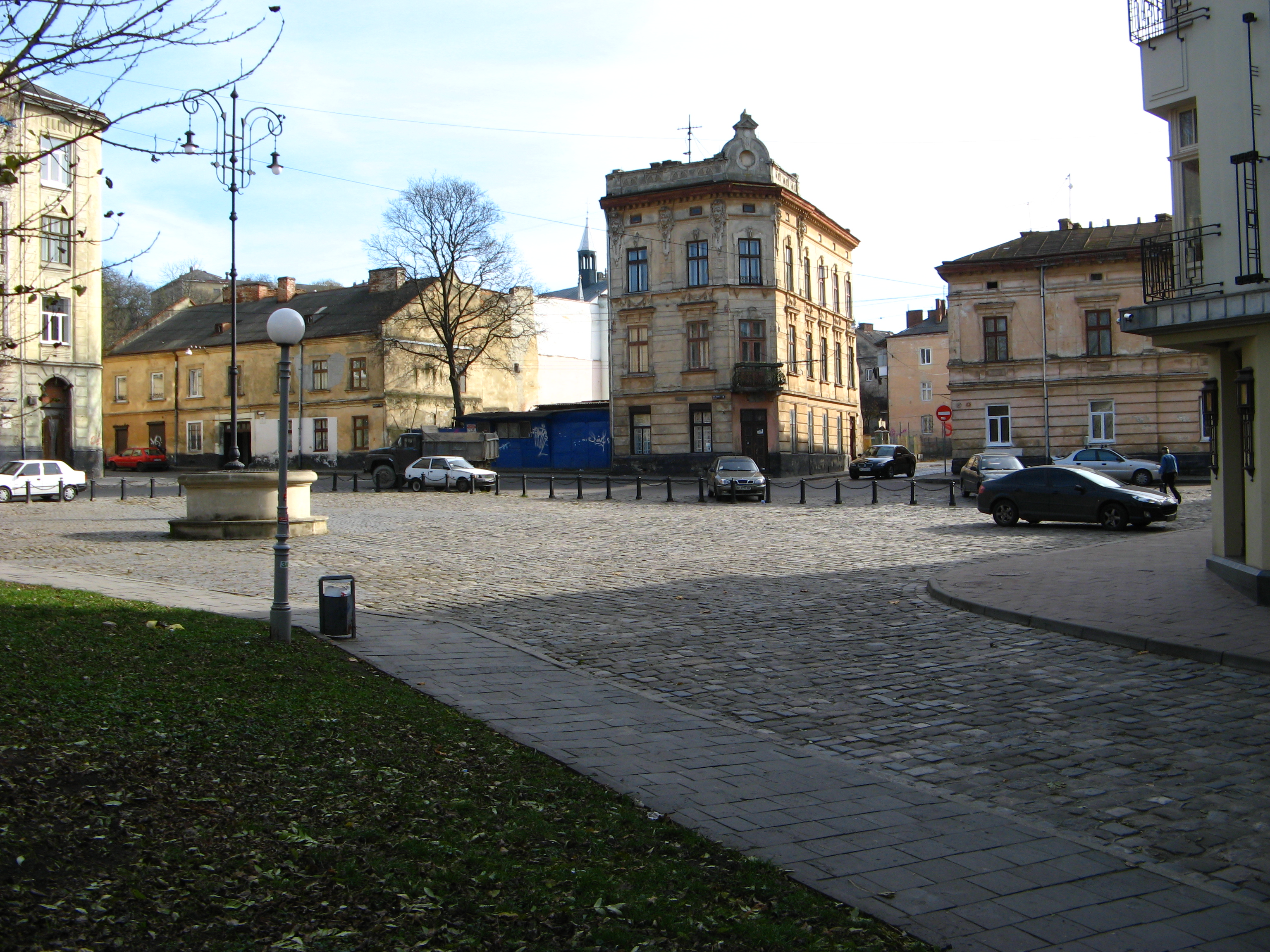
Площадь Старый Рынок

Княжеский город состоял из Высокого замка (детинца), располагавшегося на вершине Замковой (Княжей) горы, и Нижнего замка, построенного в долине реки Полтва, на месте современной Вечевой площади. На северо-востоке ко Львову примыкало село Знесенье, с запада и юга он был ограничен реками Полтва и Пасека. Центр города (окольный город) располагался у западного склона Замковой горы, в районе от современной площади Старый Рынок до района Подзамче (Подгорье). Здесь среди плотной жилой застройки возвышалось около десяти православных храмов. К городским стенам примыкали предместья (посады).
На юго-запад от центра Львова уходила дорога на Городок (современная Городоцкая улица), у которой на Святоюрской горе возвышался оборонный монастырь (располагался на месте современного собора Святого Юра). В южном направлении тянулась дорога на Галич (современные улицы Галицкая и Князя Романа), возле которой стоял княжеский дворец (позже на его месте вырос доминиканский монастырь). На северо-восток от главной торговой площади уходила Волынская дорога, связывавшая Львов с Луцком (современная улица Богдана Хмельницкого). В восточном направлении шла Глинянская дорога (современная Лычаковская улица), тянувшаяся через Винники в Глиняны, в юго-восточном направлении — Валашская дорога (современная Зелёная улица), соединявшая Львов с Валахией. К началу XIV века за счёт притока переселенцев из Западной Европы и окрестных земель город значительно разросся и поглотил ближайшие сёла.

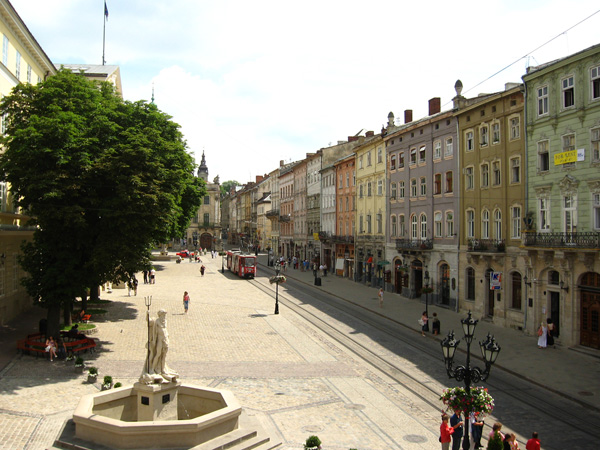
Площадь Рынок

В конце XIV — начале XV века новым центром города стал район, в котором поселились немецкие мещане, а также католическая шляхта (дворянство) и духовенство. Район окружала высокая каменная стена с башнями, городскими воротами, земляным валом и глубоким рвом, наполненным водой (позже была построена другая стена с более просторными башнями, фрагменты которой сохранились до наших дней). Современными границами средневекового центра являются проспект Свободы, площадь Мицкевича, Галицкая площадь, Соборная площадь, улица Винниченко, Таможенная (Митна) площадь, Подвальная улица, площадь Данила Галицкого, улица Ивана Гонты, площадь князя Ярослава Осмомысла и площадь Торговая.
В центре этого нового города располагалась площадь Рынок, на которой возвышалась ратуша, занятая городскими учреждениями. Некатолическое население города жило в отдельных кварталах, на современных улицах Русской, Армянской, Фёдорова и Староеврейской (соответственно русины, армяне и евреи). Прежний центр Львова постепенно приходил в упадок, превратившись в будущем в Жолковское предместье (кварталы на север от нового центра). На западе от центра раскинулось Краковское предместье, на юге — Галицкое предместье, на востоке — Лычаковское предместье (в средневековом Львове выделяли Краковское и Галицкое предместья, остальные появились несколько позже). В них селились евреи, армяне и русины, которые имели ограниченные права как в хозяйственной, так и в общественно-политической жизни.
Знесенье принадлежало непосредственно польским королям, которые сдавали его в аренду богатым шляхтичам и мещанам. Если привелеем 1356 года Казимир III предоставил городу 70 франконских ланов, то грамотой 1368 года территория города увеличилась ещё на 30 ланов. Эти земли, позже ставшие предместьями и городскими сёлами, также подпадали под магдебургское право и не входили в юрисдикцию королевской власти. Во время закладки и интенсивного строительства львовского средместья (конец XIII — конец XIV века) произошёл постепенный переход от силезской системы планирования к поморской, в которой использовались фламандские меры длины. Инвентарная опись всех 100 ланов была осуществлена в 1608 году, что свидетельствует о неизменной площади Львова на протяжении нескольких веков.

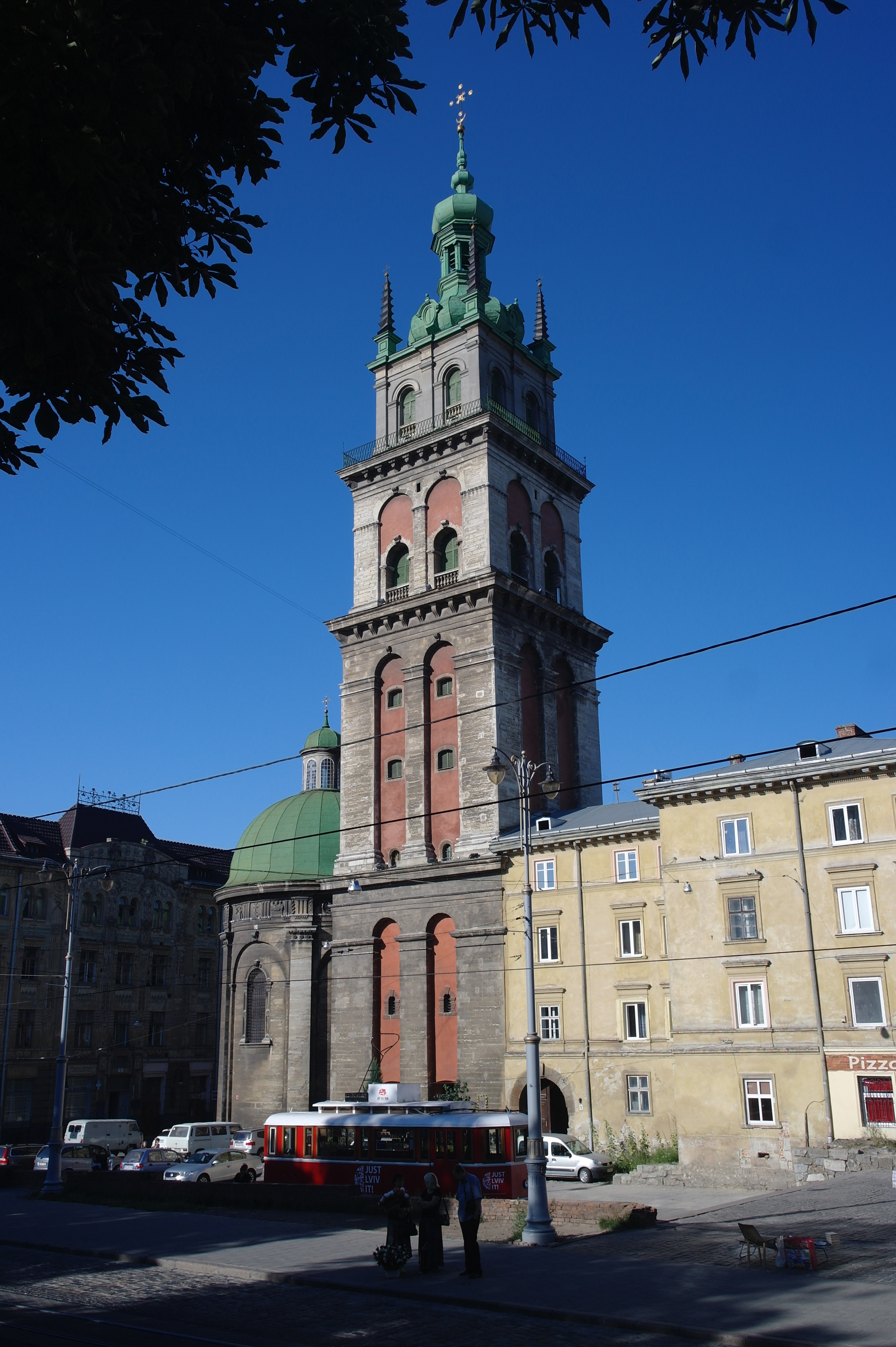
Башня Корнякта

Попасть в город можно было через двое главных ворот (брами) — Галицкие и Краковские, ключи от которых служили одним из символов города. Галицкие ворота располагались на перекрёстке современных улиц Галицкая и Братьев Рогатинцев, через них в город въезжали обозы из Галича и Венгрии. Оборонный комплекс состоял из башни и двух больших ворот, через высокую (внутреннюю) и низкую (внешнюю) стену, а также из двух меньших ворот, закрывавших доступ на валы между стенами. С 1430 года на башне Галицких ворот были часы.
Через Краковские ворота, располагавшиеся на перекрёстке современных улиц Краковская и Леси Украинки, в город въезжали обозы из Кракова и Луцка. До 1441 года эти ворота были известны как Татарские, потому что рядом находился татарский квартал. Оборонный комплекс состоял из надвратной башни цеха скорняков (кушнірів) и двух кованых ворот, между которыми опускалась тяжёлая дубовая решётка. Подходы к воротам защищали глубокий ров с перекинутым через него мостом и мощный барбакан. Сегодня фрагменты Краковских ворот сохранились в подвалах окрестных домов (они были исследованы во время строительных работ в середине 1990-х годов и летом 2006 года).
Важным элементом средневекового города были два ряда стен. Так называемая Высокая стена с башнями была внутренней (закончена в первой половине XV века), а Низкая стена с бастеями — внешней. Чтобы содержать фортификации в мирное время и оборонять их во время войны каждая башня была закреплена за ремесленным цехом. Вдоль нынешней улицы Леси Украинки стояли башня Лавочников (Крамарів), башня Пекарей, башня Скорняков (Кушнірів) над Краковскими воротами, башня Мыловаров и Жестянщиков (Бляхарів), башня Мечников, башня Ткачей, башня Шапкарей и Седельников, башня Пивоваров и Медоваров. На перекрёстке современных улиц Леси Украинки и Подвальной стояла угловая башня Кожевников (Римарів), вдоль Подвальной располагались башня Каменщиков (Мулярів), Тесёмщиков (Поворозників) и Токарей, а также угловая башня Сапожников (Шевців), примыкавшая с южной стороны к городскому арсеналу. Вдоль нынешней улицы Братьев Рогатинцев стояли башня Гончаров и Котляров, башня Портных (Кравців) над Галицкими воротами и угловая башня Золотарей. Вдоль берега Полтвы, на восточной стороне современного проспекта Свободы, стояли башня Мясников (Різників), башня Столяров, Бондарей (Боднарів) и Колёсников (Стельмахів), башня Кузнецов (Ковалів), Слесарей и Игольщиков (Голкарів), а также комплекс Низкого замка.

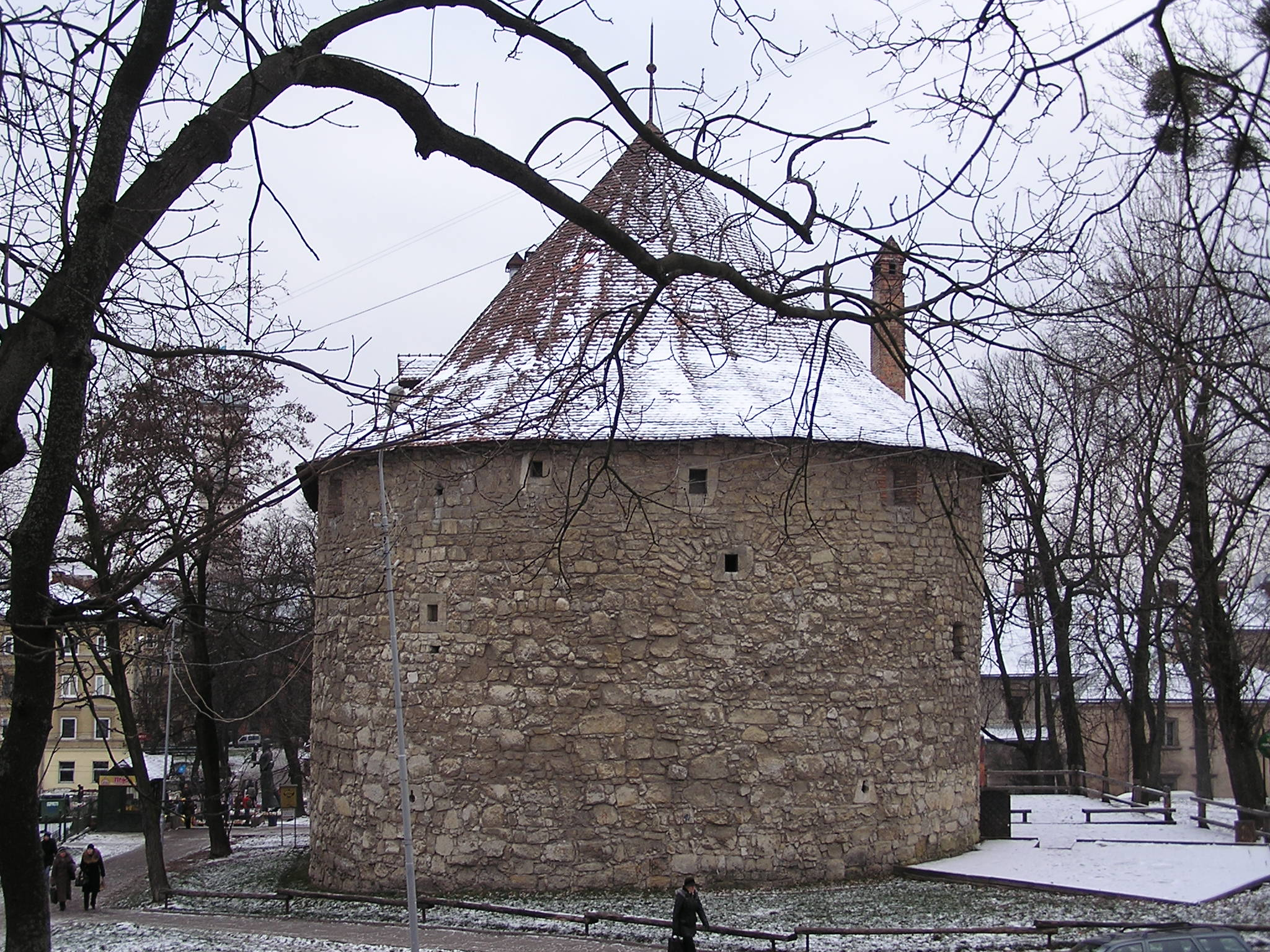
Пороховая башня

После большого пожара 1527 года, уничтожившего большую часть львовских фортификаций, городские власти реконструировали, а местами и заново отстроили оборонные стены и башни. На южном и восточном отрезках городской стены появились дополнительные башни — Котляров, которые отделились от гончаров, Пустая и Еврейская (Жидівська) башни возле Галицких ворот, башня Скорняков (Гарбарів) и Корняктовская башня (позже известная как Руська). После того, как австрийцы в конце XVIII века снесли городские стены и башни, окружавшие средневековый Львов, уцелели лишь фрагменты башни Кожевников, башни Сапожников и башни Каменщиков, Тесёмщиков и Токарей на восточной стороне укреплений.
Развитие огнестрельного оружия вынудило горожан построить вторую линию обороны, известную как Низкая стена. На ней в промежутках между башнями Высокой стены размещались 16 открытых полукруглых бастей (в 1970-х годах во время реставрационных работ были найдены подземные части двух бастей восточной линии Низкой стены). Третью линию обороны составляли земляные валы, оборудованные каменно-деревянными укреплениями (от них сохранилась только Пороховая башня). В первой половине XV века земляные валы, окружавшие Высокую стену, были нарощены и укреплены деревянным частоколом, а рвы углублены. С 1476 года архитектор Ян Шиндлер повторно нарастил валы и углубил оборонный ров.
После нападения на Львов татар в 1498 году городские власти приняли решение усовершенствовать внешнюю линию обороны. Первым оборонным пунктом стал барбакан у Краковских ворот. После 1520 года валы вновь были реконструированы, но уже с учётом перемен, произошедших в артиллерийском деле. Валы были обложены камнем, началось строительство нескольких внешних бастей, которые выступали за периметр фортификаций на особо опасной юго-восточной стороне обороны.
Напротив монастыря бернардинцев была построена Струмиловая башня, которая вместе с барбаканом Галицких ворот прикрывала Львов с юга. В месте соединения южной и восточной линий обороны была построена цилиндрическая Королевская башня, а севернее неё началось строительство крупнейшей из внешних башен — Пороховой. На северной стороне обороны появилась башня «На гребле», которая защищала подступы к Краковским воротам. На западной стороне подступы к Нижнему замку охраняла Гетманская бастея (здесь не требовалось сильных укреплений, так как возле стен начиналась болотистая долина реки Полтвы). Обустройство валов закончилось около 1540 года постройкой в юго-западном углу линии обороны двух бастей — Ужевой и Фарской башен. Ужевая башня называлась так из-за того, что на ней был помещён герб со змеями королевы Боны Сфорца, которая финансировала строительство (кроме того, эту башню называли и Водяной, так как через неё проходил водопровод из Полтвы во внутренний ров). От прежних валов сохранились топонимы Губернаторские валы (скверы между улицами Подвальной и Винниченко) и Гетманские валы (нынешний проспект Свободы).
Сохраняли своё значение и львовские замки — Высокий и Нижний. Высокий замок во второй половине XIV века был отстроен из камня и кирпича, в 1535—1538, 1574—1575 и 1586—1589 годах он ремонтировался и перестраивался. В центре замка возвышался донжон, вокруг которого находились дворец, казармы гарнизона и темницы для шляхты и простолюдинов. В 80-е годы XVI века по проекту Бернардо Морандо вокруг замка выкопали шанцы. Во дворце Высокого замка размещались часовня и оружейная мастерская, во дворах имелись колодец и хозяйственные постройки. Командиром замкового гарнизона был бургграф. До наших дней сохранился лишь фрагмент стены, которая отделяла двор. Во время раскопок 1955—1956 годов были обнаружены остатки замковой стены, в 1975 году — следы круглой каменной башни, датированной XIII веком.

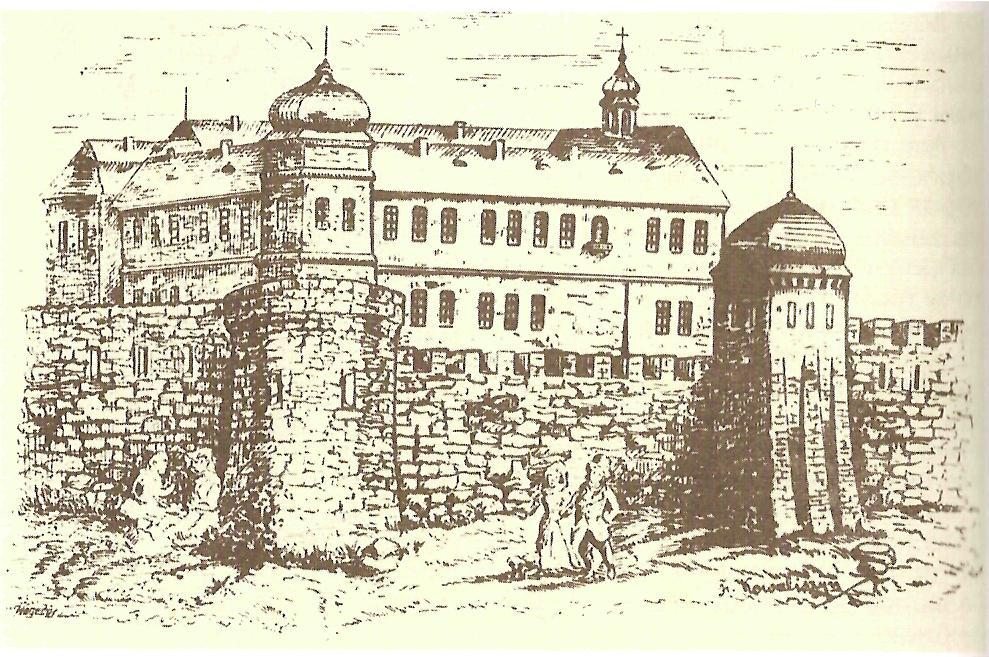
Нижний замок. Гравюра XIX века

Нижний замок был построен князем Львом Даниловичем в начале 70-х годов XIII века, в 50-х годах XIV века он был перестроен по приказу Казимира III и позже вписан в северо-западный угол городских фортификаций. Таким образом, западная и северная стены Нижнего замка продолжали линию городских стен, восточная стена замка, вдоль которой был вырыт ров, пролегала на месте нынешней улицы Театральной, а южная прилегала к соседнему монастырю францисканцев (южнее западной оконечности современной улицы Армянской). Вход в Нижний замок располагался на месте нынешнего перекрёстка улиц Театральной и Леси Украинки.
В 1381 году деревянный Нижний замок сгорел. Отстроенная в камне крепость значительно пострадала во время пожара 1527 года, хотя её внешние укрепления большей частью уцелели. В 1565 году Нижний замок повторно полностью сгорел, и его много лет отстраивали львовские старосты. При Николае Гербурте замок включал шесть строений, колодец и костёл Святой Катерины, возведённый на месте старой часовни. Формально Нижний замок не подчинялся магистрату, здесь располагалась резиденция королевского старосты, при которой действовали суд, архив и тюрьма. Во время осад Львова сюда пускали беженцев из окрестностей, здесь останавливались земские чиновники (урядники), приезжавшие на время каденции земских и гродских судов. Осенью 1387 года в Нижнем замке проживал будущий великий князь московский Василий I Дмитриевич, летом и осенью 1537 года — король Сигизмунд I. Близость Полтвы и влажные грунты вызывали постоянную сырость и порчу стен замка.

## Архитектура

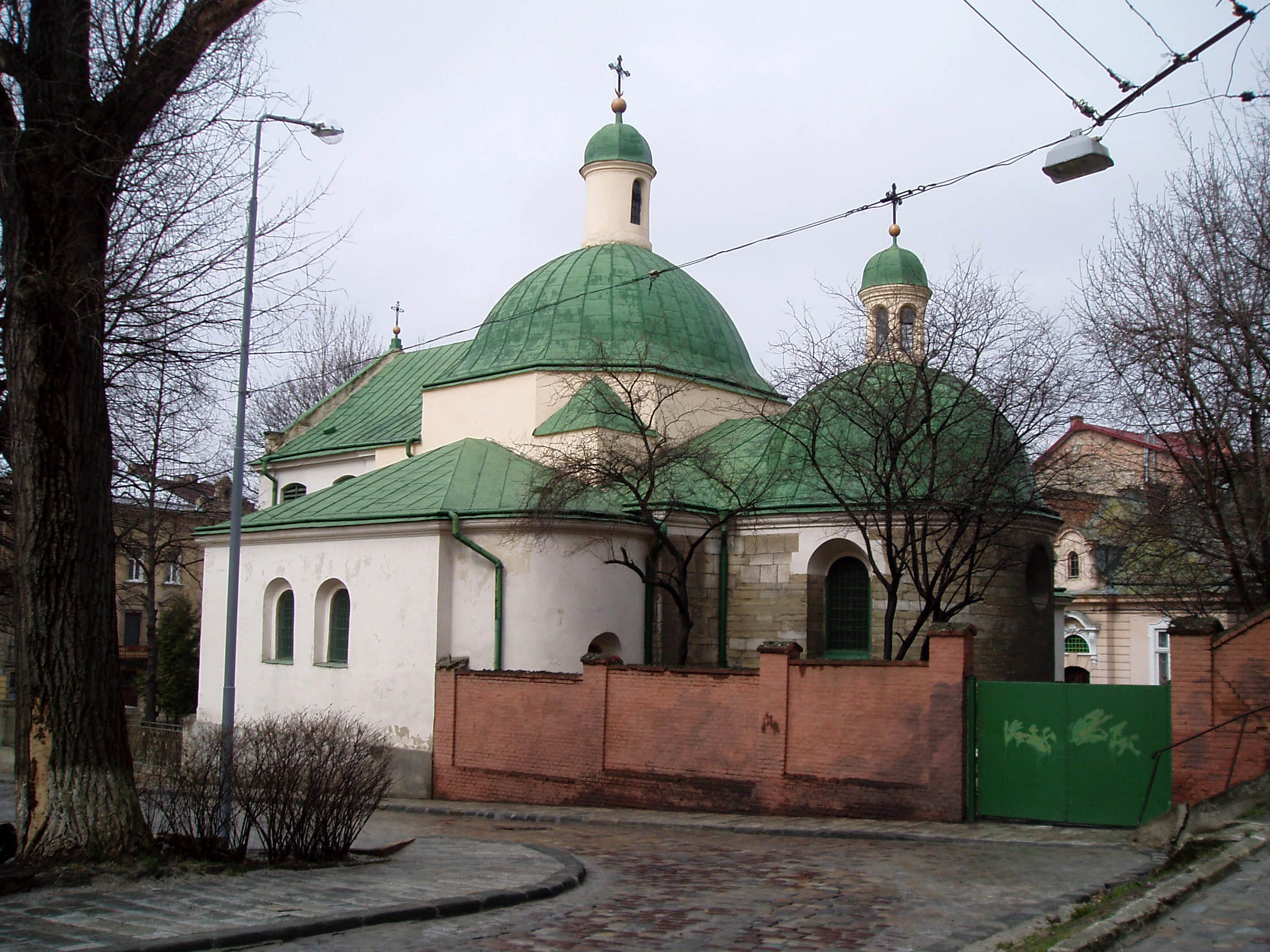
Церковь Святого Николая

Во Львове от эпохи Средневековья уцелел ряд памятников архитектуры княжеского и польского периодов, хотя и значительно перестроенных и видоизменённых. Православная церковь Святого Николая, основанная в конце XIII века как придворный княжеский храм, сохранила некоторые черты зодчества Галицко-Волынского княжества. От первоначального строения до наших дней дошли общий план крестово-купольного типа, нижняя часть стен и апсид, сложенных из тёсаного белого известняка.
Найденные во время археологических раскопок фрагменты фундаментов, подвалов и стен Святоюрского монастыря датируются концом XIII века, Пятницкой церкви, Онуфриевского монастыря, костёла Иоанна Крестителя и костёла Марии Снежной — XIV веком. Деревянная Пятницкая церковь служила оборонным бастионом и по преданию была связана с Княжьей горой подземным ходом. Нынешний храм, построенный в первой половине XVII века на пожертвования молдавских господарей, в значительной мере повторяет в плане своего предшественника княжеской эпохи. Деревянный храм Святого Онуфрия появился в конце XIII века при князе Льве, в середине XV века при церкви возник монастырь. После случившегося пожара церковь была отстроена в 1518 году, а нынешний каменный храм возвели в 1550 году на средства Константина Острожского. В 1583 году в церковной ограде был похоронен Иван Фёдоров.
Костёл Марии Снежной, расположенный на небольшом пригорке, уже к середине XIV века был религиозным центром немецкой общины (известно, что в 1352 году прежняя деревянная церковь была отстроена в камне). Сегодня храм представляет собой однонефную базилику, тяготеющую к романской архитектуре. Костёл Иоанна Крестителя был построен на месте деревянной православной церкви, подаренной князем Львом своей жене Констанции, которая в свою очередь передала храм доминиканцам. До наших дней сохранилась лишь крестовая кладка XIV—XV века.

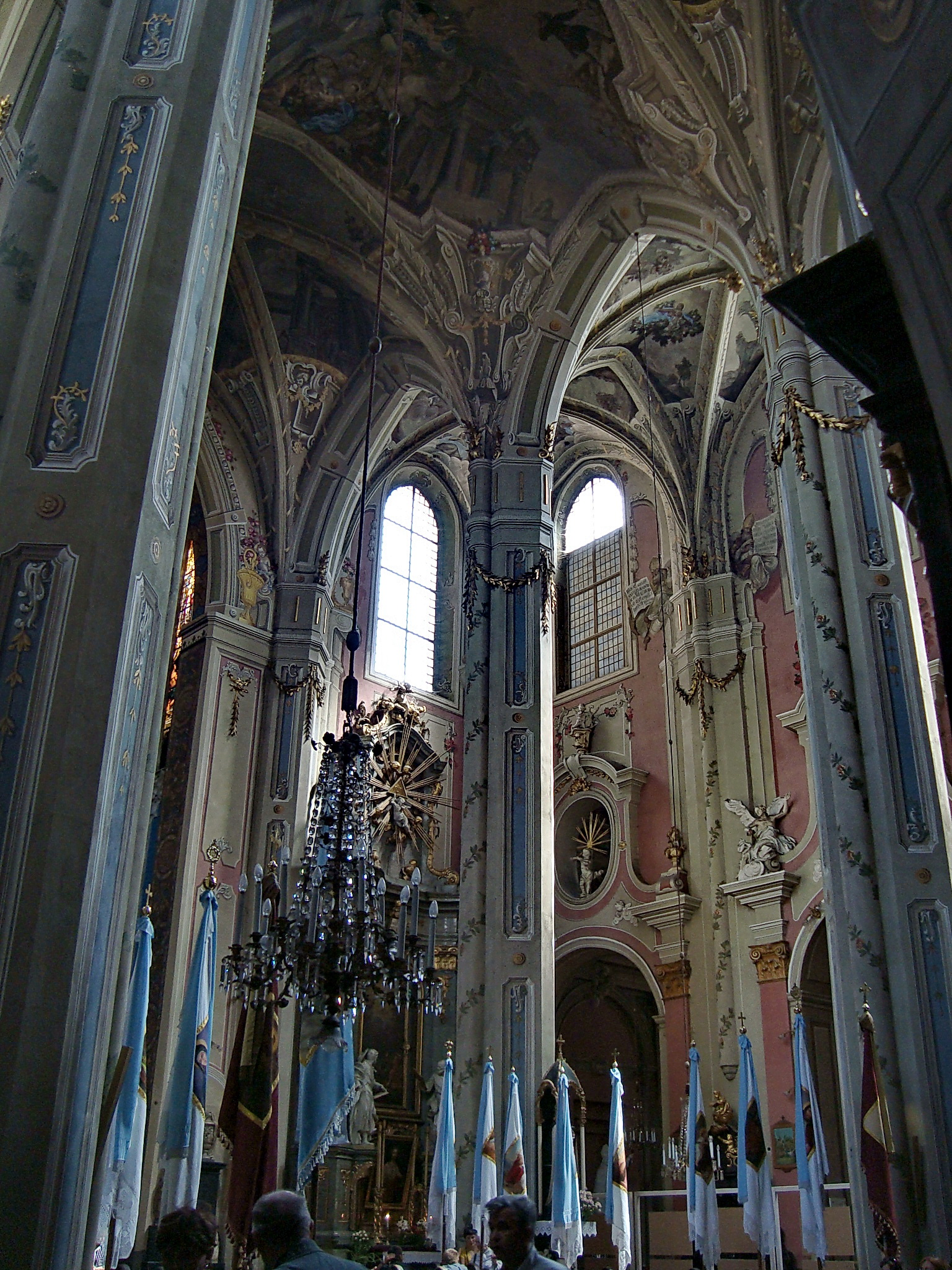
Интерьер Латинского собора

С середины XIV века во Львове началось развитие готики западноевропейского образца. Первой «ласточкой» среди культовых сооружений стал Латинский собор, заложенный во второй половине XIV века и отчасти сохранивший черты первоначального готического облика (после поздней перестройки и многочисленных наслоений элементы готики сохранились в пресвитерии, экстерьере алтарной части, внешних контрфорсах и узких стрельчатых окнах собора). Его первыми архитекторами были Петер Штехер и Николай Гонзаго, затем — Иоахим Гром и Амвросий Рабиш, а закончил храм в 1493 году Ганс Штехер (Блехер). Но фактически собор остался незаконченным, так как изначально нефы планировалось перекрыть шестью сводами, а было возведено только три. При пожаре 1527 года обрушились своды хора и возвышавшаяся над ними башня, но восстанавливали собор уже зодчие ренессансной эпохи.
Не дошли до наших дней выполненные в стиле готики изначальные кирпичные костёл францисканцев (1363—1460), костёл Святой Катерины Александрийской при Нижнем замке (70-е годы XIV века), костёл и госпиталь Святого Духа (1377—1431), костёл доминиканцев (1408 — около 1450), костёл Святого Станислава. Готическими были ратуша, законченная в 1491 году Штехером, городские фортификации с Галицкими и Краковскими воротами, укрепления Высокого замка и большая часть жилых домов. Величественным ансамблем готических зданий являлся и Нижний замок, состоявший из двухэтажного дворца, украшенного аркадой, стен с башнями и различных пристроек. Здесь размещались покои короля и старосты, канцелярия, архив, тюрьма и судебные инстанции.

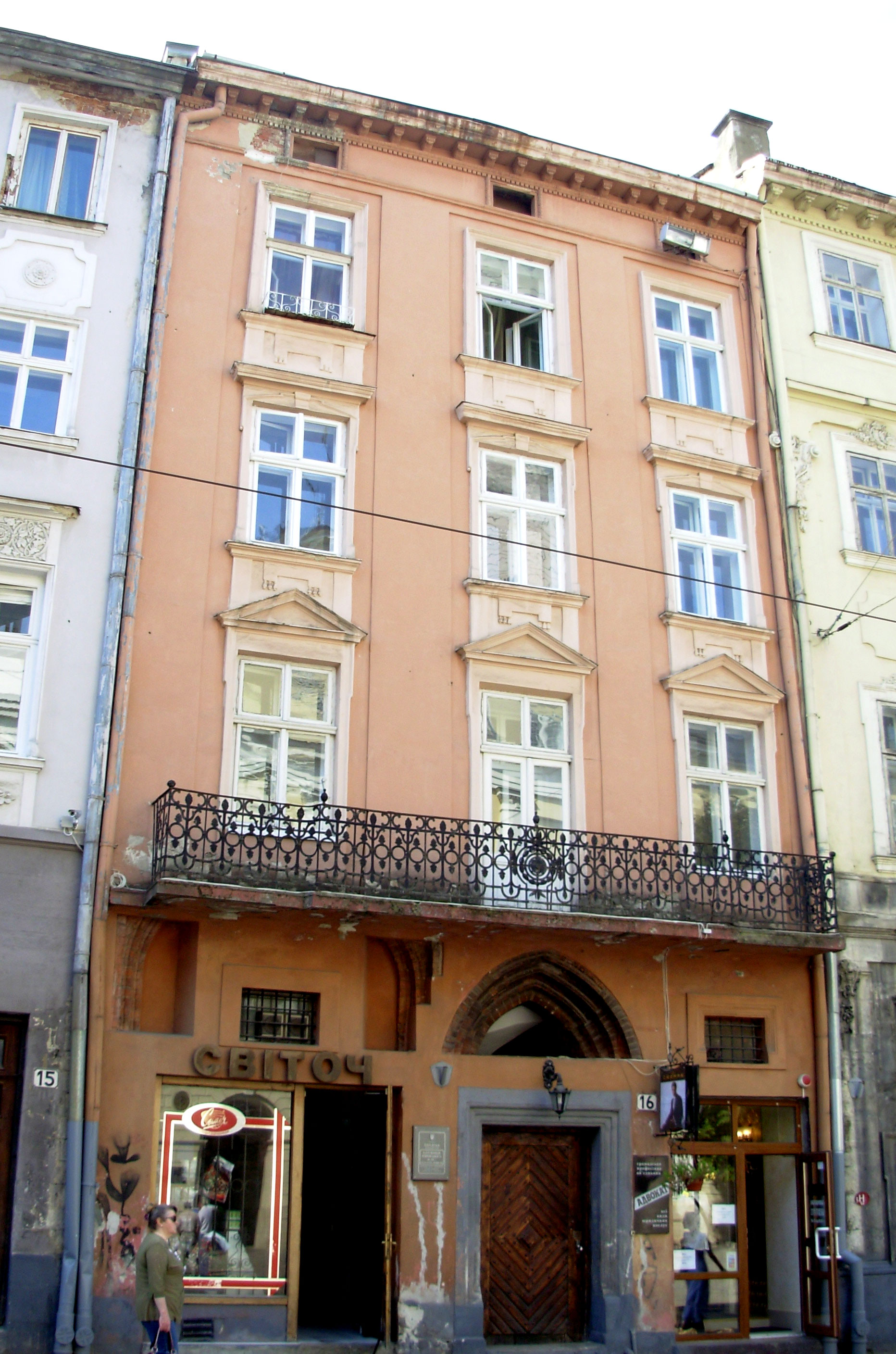
Площадь Рынок, 16

В современном Львове элементы готики сохранились в порталах домов № 16 (XVI век) и № 28 (конец XV века) на площади Рынок, дома № 2 на улице Русской (XV век), в сводах первых этажей дворца Корнякта и дома № 45 на площади Рынок (XV век). Череда пожаров XVI века, а особенно пожар 1527 года, уничтожили готическую застройку средневекового Львова, однако стилистика поздней готики встречалась в сакральных сооружениях и более поздних времён. Пожар 1527 года стал условным водоразделом между готическим и ренессансным Львовом. Если в эпоху готики заметную роль среди архитекторов и скульпторов играли немцы, то эпоха Возрождения ознаменовалась выдвижением на первый план итальянцев.
К сохранённым памятникам готической декоративной пластики принадлежат основа каменной колонны в виде льва (XIV век), хранящаяся во Львовской галерее искусств, маскарон на фасаде дома № 35 по улице Староеврейской (XV век), завершение водосточного жёлоба в доме № 4 на улице Русской (XV век), большое деревянное распятие работы скульптора Габершрака, расположенное над алтарём часовни Распятого Христа католического кафедрального собора (1473). Среди произведений готической статуарной пластики выделяются алебастровая композиция второй половины XIV века из Львовской галереи искусств и деревянные скульптуры XV века, хранящиеся сейчас в Олесском замке.
Армянский собор, основанный, как и Латинский, во второй половине XIV века, несмотря на значительные реконструкции сохранил свой армяно-византийский облик (в плане древнейшая часть львовского собора имеет много общего со знаменитым Анийским собором, хотя наблюдается и определённое сходство с церковью Святого Пантелеймона в пригороде Галича). Архитектором выступил мастер немецкого происхождения Доринг (согласно другим версиям, он был итальянцем или армянином), приглашённый армянскими купцами, выходцами из Крыма. В 1571 году рядом с Армянским собором по проекту архитектора Петра Красовского была построена восьмиугольная колокольня, увенчанная луковичным куполом. От армянского кладбища, некогда примыкавшего к собору, сохранилось несколько могильных плит XIV—XVIII веков.

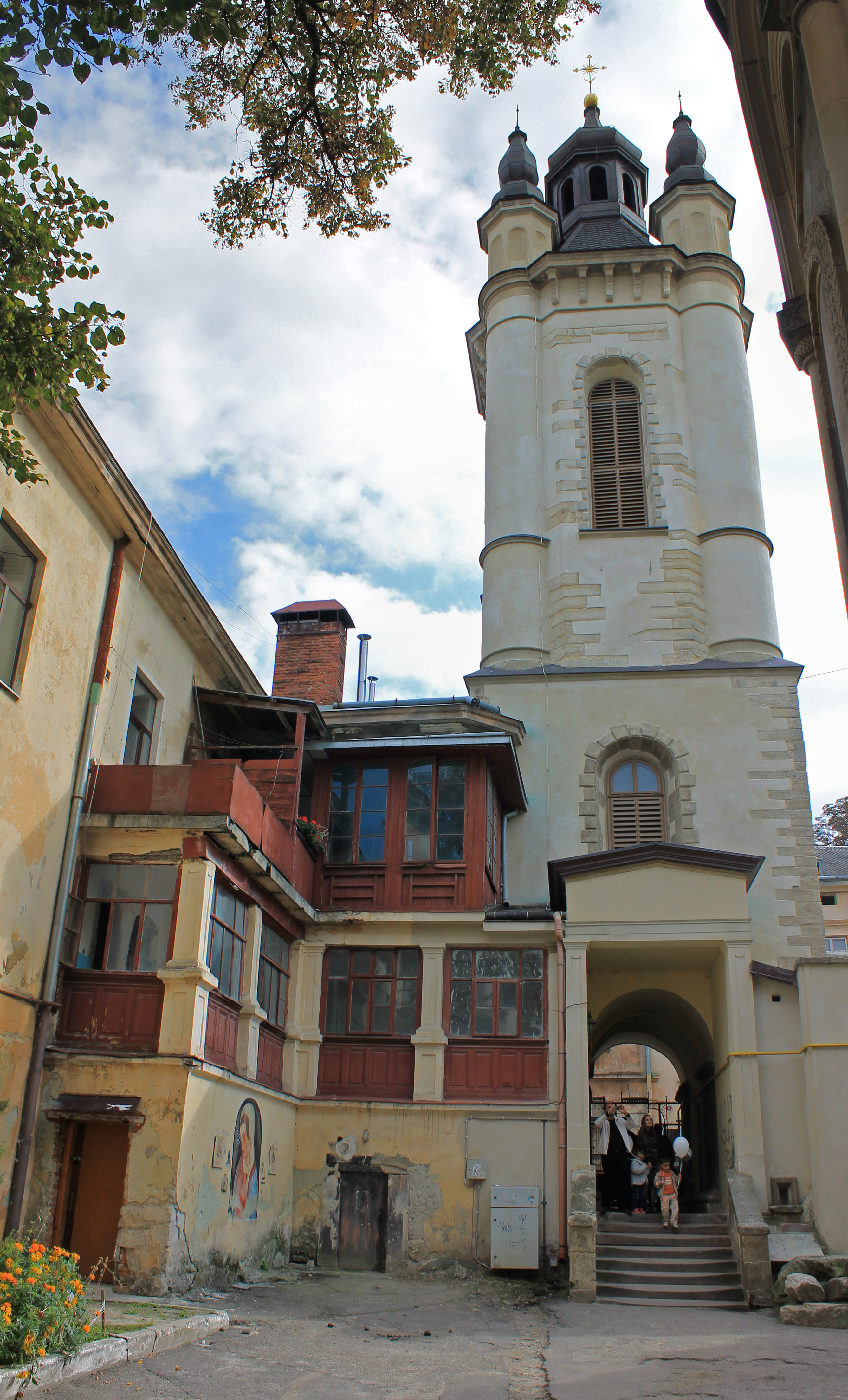
Колокольня Армянского собора

Согласно первоначальному замыслу собор представлял собой крестово-купольный храм византийского типа. Купол покоился на двенадцатигранном барабане. Тип четырёхстолпного храма и кладка купола специфичны для армянской архитектуры, но наличие трёх боковых апсид, пристроенных в XV веке, характерны для восточноевропейской традиции (кроме того, в 1437 году с южной стороны собора была построена открытая аркада в средиземноморском стиле). Во время реставрации собора в 1925 году в оконных нишах были открыты остатки фресок, датируемые первой половиной XVI века. Из скульптурных памятников сохранилась надгробная плита умершего в 1551 году патриарха Стефана с элементами готики и ренессанса, а также вмурованные в стены ризницы рельефы XVI века («Фома неверующий» и «Святая София с дочерьми»), по всей видимости снятые с надгробных памятников разрушенного кладбища.
В 1507 году на средства цеха портных был построен деревянный костёл Святой Анны, однако в 1509 году храм сгорел во время осады города войсками молдавского господаря. В 1554 году немецкий купец Штанцль Шольц построил дом с большим хозяйственным двором — первое в городе строение в стиле итальянского ренессанса (сегодня на этом месте находится дом № 3 по улице Печатной). Пороховая башня (1554—1556), ранее входившая в состав крепостных сооружений внешнего кольца, и её современник, городской арсенал, служат примером военного зодчества эпохи Возрождения (правда, стены первого этажа арсенала и примыкающая к нему с северной стороны башня относятся к XV веку).
В конце XVI века были построены жилые Чёрная каменица и дворец Корнякта, Венецианская каменица и дворец Бандинелли, каменицы Лукашевичей и Бернатовичей, ансамбль Успенской церкви с часовней Трёх Святителей и башней Корнякта, синагога Золотая Роза и монастырь бенедиктинок. Одним из лучших памятников эпохи Возрождения, шедевром львовского зодчества считается ансамбль Успенской церкви, строительство которой финансировали Успенское братство, в том числе греческий купец Константин Корнякт, а также молдавские господари Иеремия Могила и его брат Симион Могила, московский царь Фёдор I Иоаннович и запорожский гетман Пётр Сагайдачный.

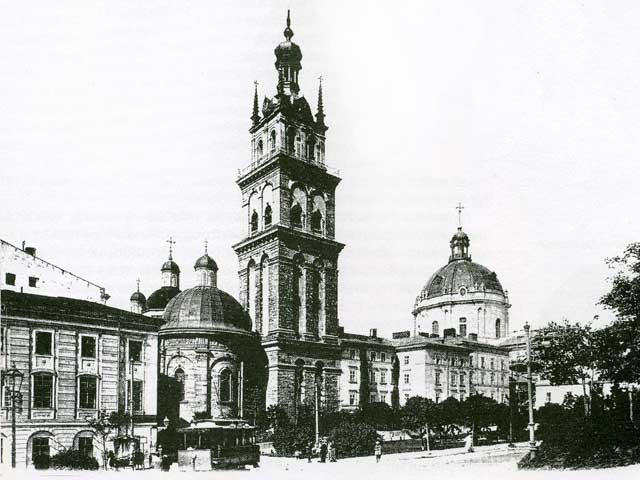
Успенская церковь в XIX веке

Автором проекта Успенской церкви и первым её архитектором до 1597 года был Павел Римлянин (Паоло Доминици). В марте 1591 года братство заключает с ним договор, в следующем году к строительству подключается тесть Римлянина, архитектор Войцех Капинос, а ещё через год — другой зять Капиноса, Амбросий Благосклонный (Прихильный), который в 1629 году закончил церковь. Приступая к работам, Павел Римлянин отчасти использовал фундамент и общий план предыдущего храма, сгоревшего в 1571 году.
В основе проекта лежала типичная композиция трёхкупольной церкви. Две пары тосканских колонн делят храм на три нефа (широкий центральный и меньшие боковые). Колонны поддерживают высокий барабан с куполом. С востока к нефам примыкает полукруглая апсида, с запада — притвор с хорами (бабинец). Купола, перекрывающие апсиду и притвор, стоят на одной продольной оси, а внутренние стены опоясывает галерея. Главный фасад, выходящий на улицу Русскую, во всю высоту расчленён тосканскими пилястрами, между которыми расположены глухие арки, прорезанные оконными проёмами.

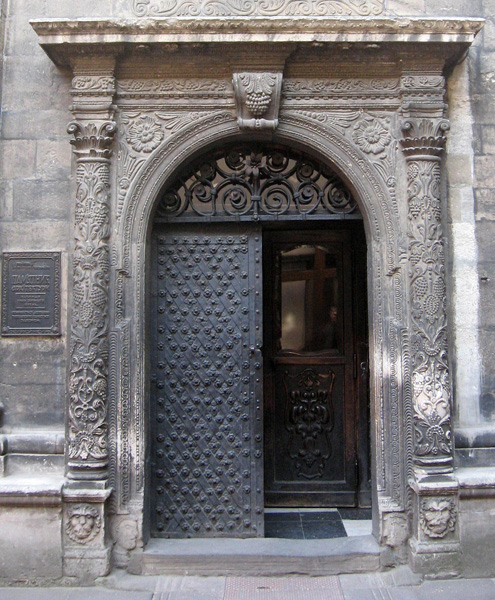
Портал часовни Трёх Святителей

Первую колокольню Успенской церкви в 1567 году начал строить Пётр Красовский, однако вследствие просчётов она рухнула. Нынешняя башня воздвигнута в 1572—1578 годах под руководством Петра Барбона и Петра Римлянина. Изначально она состояла из трёх ярусов и завершалась шатровым покрытием с пирамидальным фонарём. В нижнем ярусе был арочный вход, украшенный скульптурным изображением льва.
Часовня Трёх Святителей, возведённая в 1578—1591 годах по проекту Петра Красовского, близка к классическому типу ренессансного здания, однако она завершается тремя куполами на восьмигранных основаниях. Сдвоенные профилированные пилястры делят фасад на три поля. Богатая резьба портала, расположенного в среднем поле, несколько напоминает иконостас. В отличие от многих других памятников архитектуры, ансамбль Успенской церкви дошёл до наших дней почти в первозданном виде (позднейшие изменения коснулись в основном деталей интерьера).

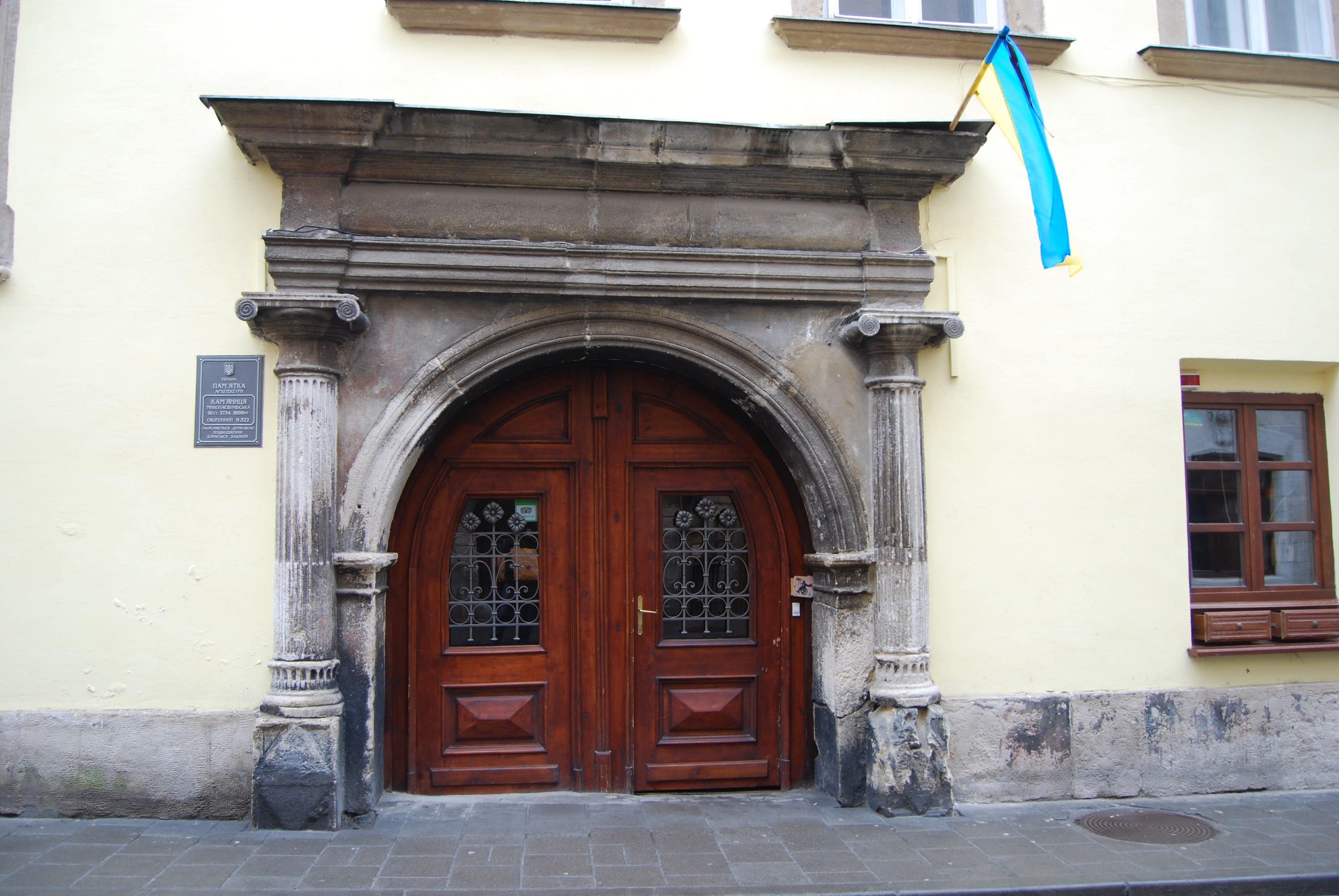
Улица Армянская, 20

Характерным фрагментом жилой архитектуры XVI века является обрамлённый ионическими колоннами портал дома № 20 по Армянской улице (это всё, что сохранилось от здания, построенного архитектором Петром Итальянцем). Среди других фрагментов XVI века, расположенных на этой же улице, выделяются порталы домов № 15 и 28, готические своды в домах № 25, 31 и 32, элементы ренессансного зодчества в архитектуре домов № 7, 8, 25 и 32, львиные маски на фасаде дома № 8.
Улица Русская (Руська) впервые упоминается в документах во второй половине XV века (до этого была известна как улица Соляників), тогда на ней было всего 14 зданий. Нижние этажи домов № 2 и 4 сохранили некоторые готические фрагменты — контрфорсы, крестовые своды и пучки тонких полуколонн. Во дворе дома № 2 над аркой имеется маскарон в виде головы льва с виноградной гроздью в пасти. Дом № 6 выделяется строгой ренессансной профилировкой цокольного этажа. Одним из самых примечательных памятников львовского Возрождения является монастырь бенедиктинок, заложенный в 1593 году по проекту Павла Римлянина. От первоначального декора монастырских фасадов сохранилось немного. Три широкие арки монастырского корпуса, примыкающего к зданию более позднего костёла, образуют открытую лоджию.
Облик полихромной площади Рынок во многом формирует образ Львова второй половины XVI века, когда утвердился и расцвёл стиль ренессанса. Здесь преобладают высокие узкие дома с тремя окнами по фасаду (два окна принадлежат парадной комнате, одно — спальне). Согласно тогдашним законам, чтоб увеличить число окон, выходивших на площадь, требовалось особое разрешение властей и уплата большого налога. Многие дома, построенные на фундаментах и нижних этажах готических строений, сохранили фрагменты более ранних эпох (например, нервюры крестовых сводов и стрельчатые арки, подвалы с готическими порталами и кирпичной кладкой XV века).
Архитектором «Чёрной каменицы» (дом № 4) считается Пётр Красовский, хотя некоторые источники указывают и Петра Барбона, и Павла Римлянина. Нынешнее ренессансное здание было построено в 1588—1589 годах на месте дома, сгоревшего в 1571 году. Первыми владельцами каменицы были вдова патриция София Ганель и купец Томаш ди Альберти, а в 1596 году дом купил Ян Лоренцович, открывший здесь аптеку. Весь фасад покрыт потемневшим от времени тёсанным камнем, который образует ромбовидную рустовку. Когда-то каменица славилась пышным интерьером, от которого сохранились несколько резных балок и межоконных колонн с богатым орнаментом.
Не меньшим художественным достоинством обладает другое ренессансное здание — соседний дворец Корнякта (дом № 6). После пожара 1571 года купец Мельхиор Хазе продал этот участок Константину Корнякту, который добился королевского разрешения на возведение шестиоконного фасада. В 1580 году постройка дворца по проекту Петра Барбона была завершена (по всей видимости, в работе принимал участие и Павел Римлянин). Цокольный этаж, использовавшийся под торговое помещение, расчленён арочными проёмами смещённого с центральной оси портала и трёх окон. Выразителен задний фасад здания, выходящий на улицу Фёдорова, особенно рустованный портал с высеченной на нём датой постройки. На первом этаже сохранился готический зал со стрельчатым перекрытием. Украшением дворца служит так называемый «итальянский дворик», с трёх сторон обрамлённый открытыми лоджиями.

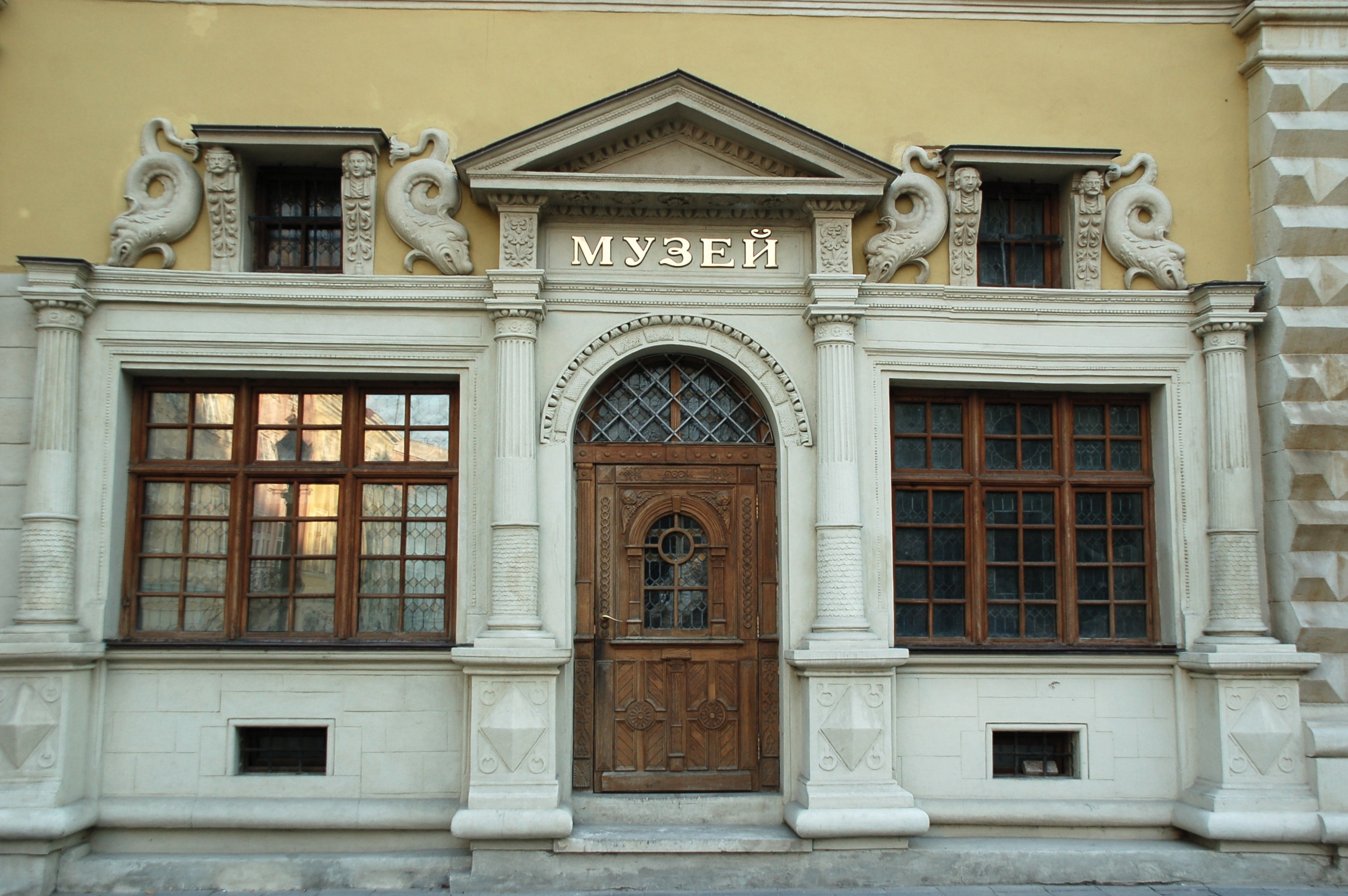
Портал дворца Бандинелли

На углу площади Рынок и Ставропигийской улицы расположен дворец Бандинелли (дом № 2). Он построен в 1589 году на средства купца Яноша Ведельского на месте более раннего готического здания (на первом этаже сохранились готические своды). Чёткие членения главного и бокового фасадов, мощный угловой руст и декоративные рельефы символизируют принципы ренессансного зодчества.
В этом же году по проекту Павла Римлянина и при участии Павла Счастливого была построена Венецианская каменица (дом № 14). Она принадлежала далматинскому купцу Антонио ди Массари, который в качестве консула представлял во Львове интересы Венеции (его статус подчёркивал крылатый лев святого Марка, размещённый над порталом дома). Характерным элементом фасада являются ромбовидные камни и завитки оконных наличников. На углу площади Рынок и улицы Кафедральной находится монументальный дом Шольц-Вольфовичей (дом № 23), построенный на средства богатой силезской семьи с элементами итальянского и немецко-фламандского Возрождения. Угол третьего этажа украшает скульптурная группа «Крещение Христа» работы Яна Зарембы.

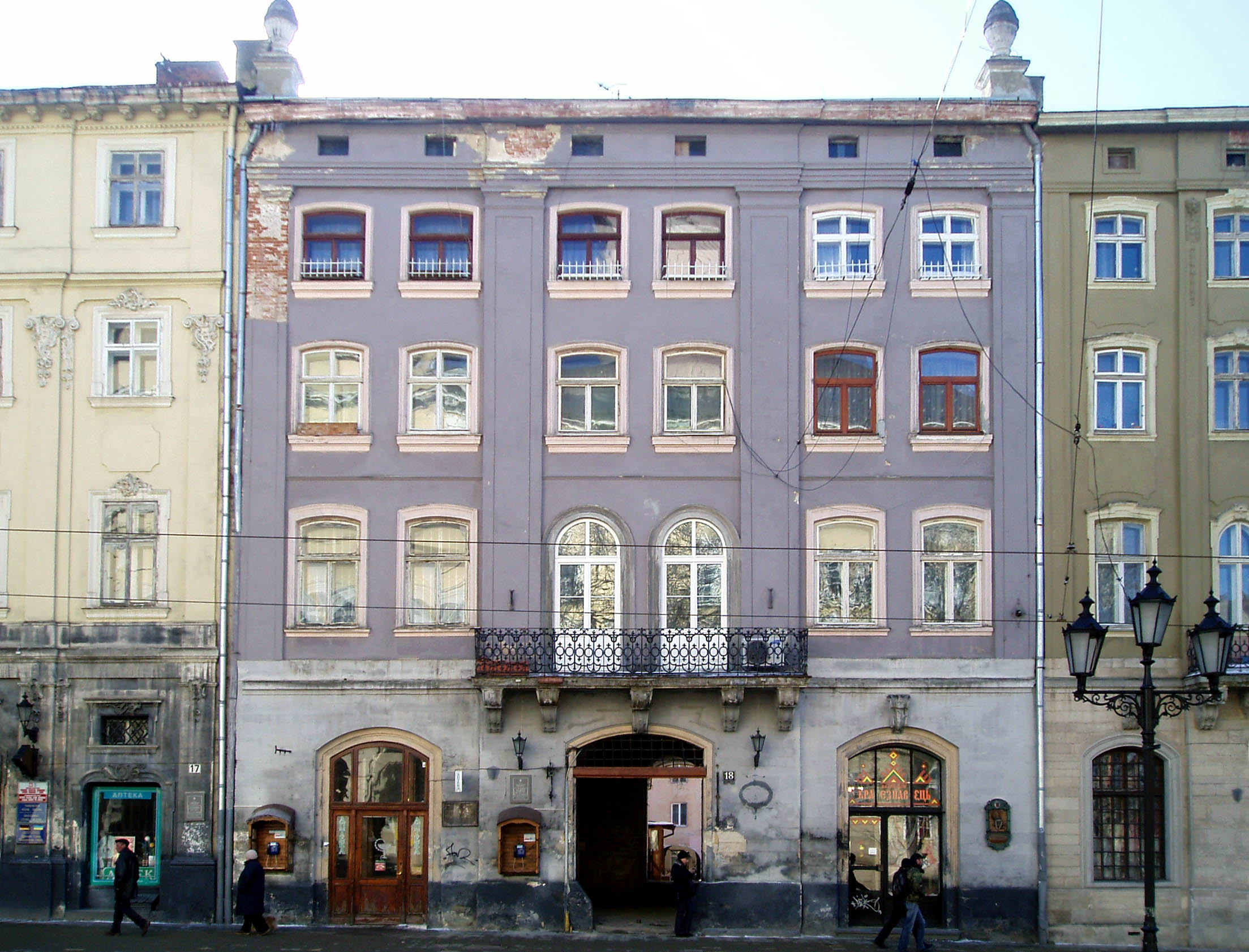
Площадь Рынок, 18

Соседняя Массаровская каменица (дом № 24) была заложена ещё в XV веке. От той эпохи сохранились фундамент, готические своды и окна первого этажа. После пожара 1527 года здание было капитально перестроено в стиле ренессанса. Черты зодчества эпохи Возрождения проступают сквозь поздние наслоения во многих зданиях XVI века на площади Рынок. Среди них — Юстгляцовская каменица (дом № 12), каменица Алембеков (дом № 13), каменица Рорайского (дом № 16) и каменица Гутетеровская (дом № 18), построенная в 1533 году и долгое время считавшаяся одним из самых красивых и богатых дворцов на площади.
Особый интерес представляет каменица Гепнера (дом № 28), в архитектуре которой можно проследить черты различных стилей: готические контрфорсы и своды в прихожей, богато украшенный портал и обрамления окон второго этажа в стиле ренессанса. На месте нынешнего дома № 9, построенного в 1634 году, с последней четверти XIV века находилась резиденция католического архиепископа, в первой четверти XV века здесь гостил князь Свидригайло, во дворце неоднократно останавливались польские короли. На месте соседнего дворца Любомирских (дом № 10) располагался дом поэта Шимона Шимоновича.
Дом № 17, сегодня выдержанный в стиле рококо, был построен в 1574 году для богатого саксонца Франца Венинга, вскоре ставшего бургомистром Львова. На углу площади Рынок и улицы Печатной находится каменица «Под оленем» (дом № 45), примечательная готическими подвалами и арками первого этажа. В центре площади Рынок расположен комплекс городской ратуши XIX века. Наиболее раннее упоминание о ней датируется 1381 годом, когда в результате пожара сгорела деревянная ратуша нового средместья. В 1404 году к ратуше пристроили галерею для трубача, а на башне установили часы. В конце XV века ратуша была кардинально перестроена: в 1491 году архитектор Ганс Штехер воздвиг новую башню с аттиком. Однако в 1527 и 1571 годах она сильно пострадала от очередных пожаров. До наших дней сохранились лишь некоторые фрагменты средневековой ратуши, ныне находящиеся в разных местах (статуи двух сидящих львов с гербовыми щитами, декорировавшие карниз, несколько львиных скульптур с фасада и рельеф, изображающий лодку с гребцами). Первым строением в стиле барокко стал костёл иезуитов, начатый в 1610 году.

## Население

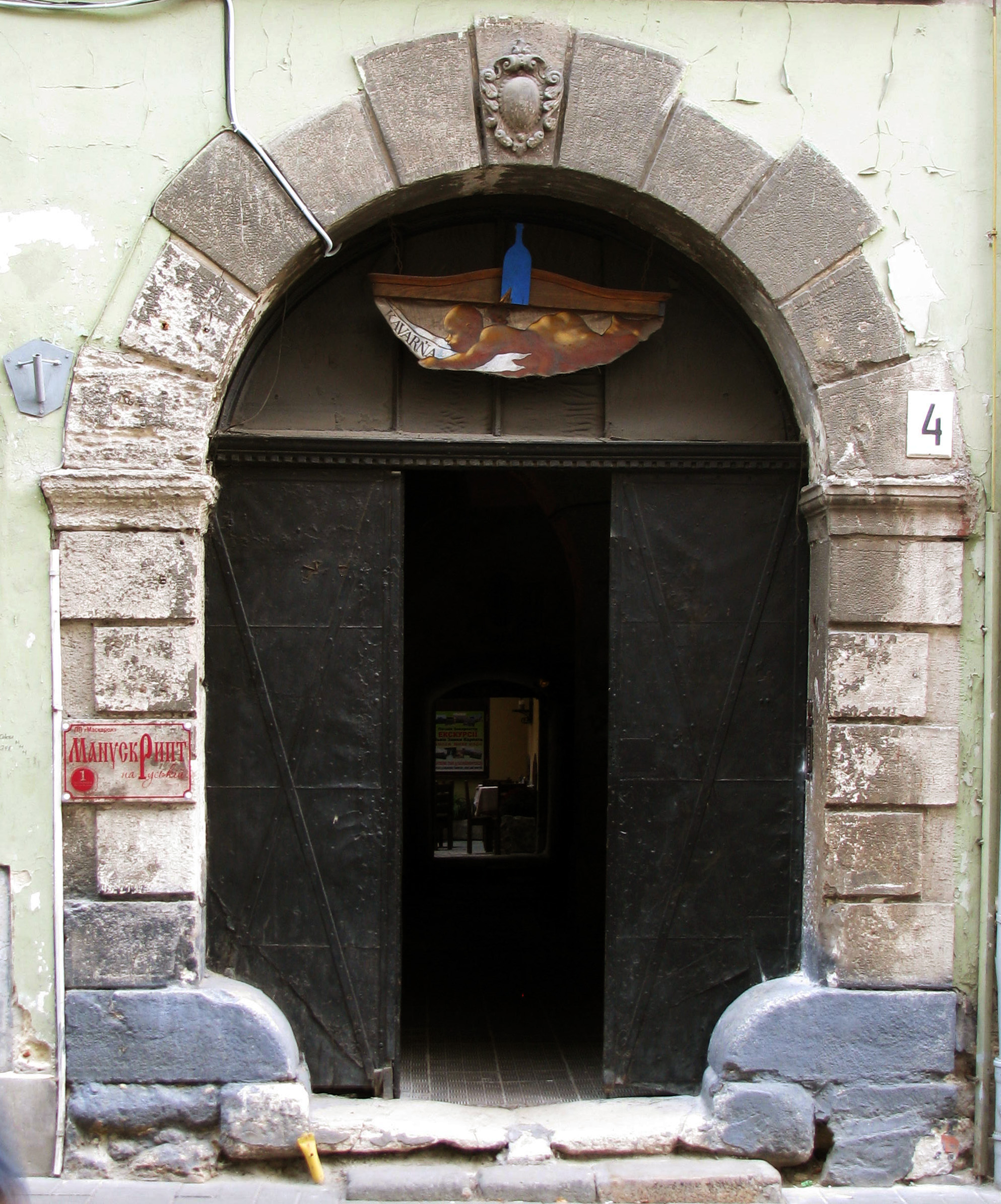
Портал на улице Русской, 4

Этническая история средневекового Львова отличалась сложностью, динамичностью и драматизмом. Во второй половине XIII века под защиту княжьего замка стекались крестьяне, торговцы и ремесленники из окрестных земель Галицко-Волынского княжества, а также беженцы из Киевской Руси. Есть сведения, что в войске Даниила Романовича и Льва Даниловича служили армяне и татары, поэтому они вполне могли быть и среди стражей львовского замка. С развитием внешнеторговых связей во Львове стали оседать иностранные купцы, ремесленники, архитекторы и учёные из числа немцев, армян, евреев, татар, венгров, чехов, арабов (сарацин), греков и итальянцев.
На рубеже XIII—XIV веков во Львове уже существовали отдельные кварталы русинов (в восточной части города), евреев и сарацин (на юге), армян и татар (на севере), обозначенные князем Львом Даниловичем. В польский период главными этническими группами Львова были поляки, немцы, евреи, армяне и русины или руськи люди (этим этнонимом обозначались предки современных украинцев). Также в городе проживали значительные и не очень общины греков, итальянцев, татар, венгров, чехов, литовцев, валахов и караимов.
Сведения про различные этнические общины в древнепольский период истории Львова приведены в судебных и налоговых материалах (налоговые реестры, налоги с домов и земельных участков, поголовный налог), описях городов, сёл и имений (инвентари и люстрации), метрических записях. Больше всего сведений сохранилось о жителях средместья, которое в средневековье и считали собственно Львовом, значительно меньше данных о жителях предместий, пригородных сёл и различных юридик (участков, не подконтрольных магистрату по причине принадлежности королю, шляхте или духовенству). Евреев почти всегда облагали налогами, регистрировали и описывали отдельно от христианского населения, поэтому сведения о них более обширные и точные.
Естественный прирост населения средневекового Львова был ниже, чем в сельской местности, а нередко из-за высокой смертности и просто отрицательным. Для Львова были обыденностью высокая детская смертность, голодные года, эпидемии, пожары и войны. Главными факторами роста числа горожан были иммиграция из окрестных сёл и соседних государств. Наиболее интенсивная иммиграция немцев во Львов наблюдалась в XIV — начале XV века. Во второй половине XV века приток немецких колонистов значительно уменьшился, а в первой половине XVI века почти сошёл на нет (основное число немецких иммигрантов было из Силезии, а также из городов Польши и Русского воеводства, в которых были большие немецкие колонии). С XV века происходила сельская колонизация окрестностей Львова, в том числе с привлечением поляков, немцев и валахов.
В начале XV века население Львова составляло около 5,5 тыс. человек, из которых до 600 человек проживало в Галицком и Татарском (Краковском) предместьях. Согласно другим данным, во Львове проживало около 6 тыс. человек, в том числе в средместье около 4 — 4,5 тыс. жителей. Абсолютное большинство жителей средместья (около 4/5) составляли немцы, также они составляли большинство среди цехмистров (старост цехов), значительную часть среди владельцев недвижимости (более 60 %), купцов и в органах городского самоуправления. Делопроизводство велось на латинском и немецком языках. Второй по величине общиной средместья были армяне (до 10 %), которые составляли более 11 % владельцев недвижимости. Русины среди владельцев недвижимости средместья составляли 5 %, поляки — чуть больше 4 %.
Пятой по величине этнической группой средместья были евреи. В предместьях также преобладали немцы, хотя доля русинов и татар здесь была значительно выше, чем в пределах городских стен.
В начале XVI века во Львове проживало от 7 до 10 тыс. человек. По другим данным, во второй четверти XVI века в городе насчитывалось от 6,7 до 7 тыс. жителей, в том числе около 2,7 тыс. — в двух предместьях и на Подзамче. После пожара 1527 года численность жителей предместий ненадолго превысила население почти полностью уничтоженного средместья. В конце XVI — начале XVII века население города насчитывало около 17 — 20 тыс. человек, в том числе более 12 тыс. жили в предместьях (если в начале XVI века большинство львовян ещё проживало в средместье, то в конце того же века там насчитывалось менее трети всех горожан). Галицкое предместье населяли преимущественно поляки, а также немцы и русины, Краковское предместье (особенно юридику королевского старосты) — евреи, армяне и русины, а также поляки.
В XVI веке существенно сократился приток немецких иммигрантов, зато резко возросло число поляков и русинов из Русского и Белзского воеводств, поляков из Малой Польши (особенно из столичного Кракова), а также из Великой Польши и Мазовии. Во второй четверти XVI века среди вступивших во львовское гражданство поляки составляли 54 %, русины — 15 %, немцы — 11 %, армяне — 2 %. Кроме того, среди получавших городское право постоянно росла доля уроженцев Львова. Однако, стоит помнить, что в XVI веке городское право имели только около 1 тыс. горожан, которые вместе с семьями составляли четверть населения Львова. Соответственно значительная часть русинов и армян, почти все евреи и даже многие бедные поляки, не имевшие рекомендаций от местных цехов, проживали во Львове без городского права.
Согласно анализу ряда источников, во второй четверти XVI века поляки составляли 38 % населения Львова и ближайших городских сёл, русины (украинцы) — 24 %, евреи — 8 %, немцы — 8 %, армяне — 7 %, другие и неизвестные — 15 %. В конце XVI века в этническом составе населения Львова поляки составляли около 50 %, евреи — 20 %, русины — 20 %, армяне — 10 %.
В средместье в первой половине XVI века поляки, ассимилировавшие немцев, стали крупнейшей этнической группой. На втором месте находились армяне, но в середине века к ним впритык приблизились евреи, а во второй половине XVI века они опередили армян. Доля русинов среди крупнейших этнических групп средместья была наименьшей. В предместьях на протяжении XVI века доля поляков также постоянно увеличивалась. Второе место долгое время удерживали русины, однако во второй половине столетия их обогнали евреи (в частности, в Краковском предместье).

### Русины

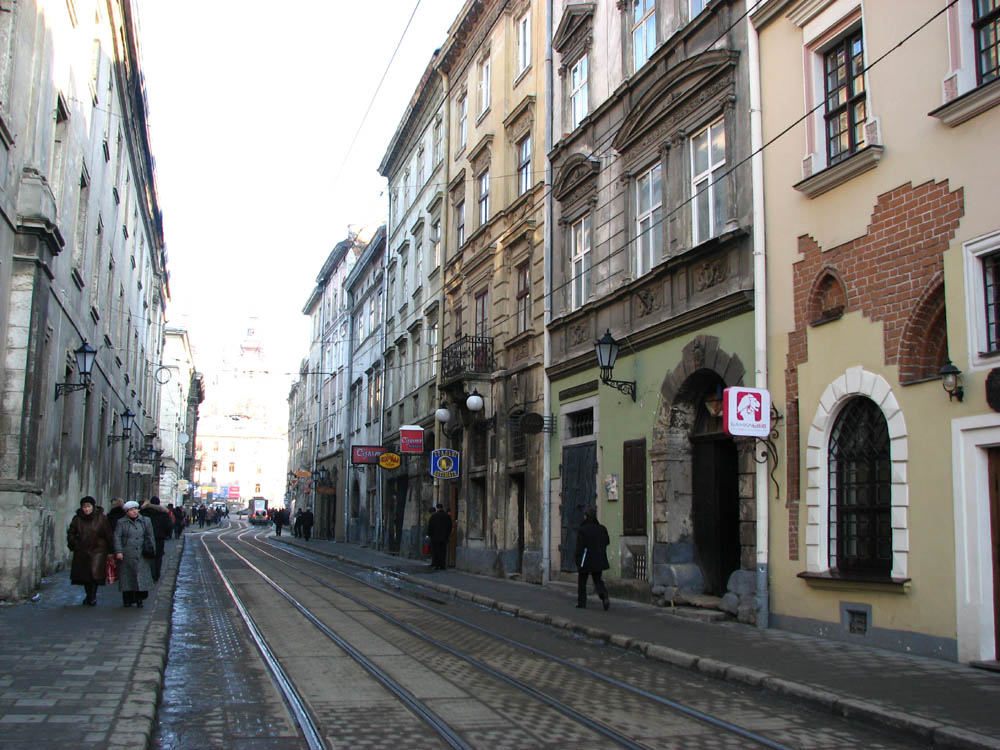
Улица Руська

Русины были титульной нацией Галицко-Волынского княжества и значительной группой населения Львова в княжеский период (XIII — первая половина XIV века). Они имели высокий социальный статус и пользовались поддержкой со стороны власти. Однако, уже в первой половине XIV века их доля в населении города и, соответственно, общественная роль постепенно снижались. Отчасти из-за этого в среде русинов наблюдалось недовольство привилегированным положением иностранцев, в частности немецких католиков.
В отличие от Галича, Теребовли и Перемышля, которые формировались почти исключительно на славянской основе, во Львове со времён князя Льва существовал значительный слой иноземных купцов и ремесленников, которые навсегда оседали в городе. Во время закладки новых кварталов в долине Полтвы окрестности Львова были малозаселенными, людских ресурсов из числа русинов не хватало для решения всех задач строительства. Притоку иностранцев способствовали и экономические льготы, направленные на привлечение во Львов ремесленников и образованных людей умственного труда (писарей, переводчиков, юристов и лекарей). Таким образом, Львов изначально был ориентирован в основном на внешние связи и не был тесно связан с окружающей сельской местностью, где преобладали русины.

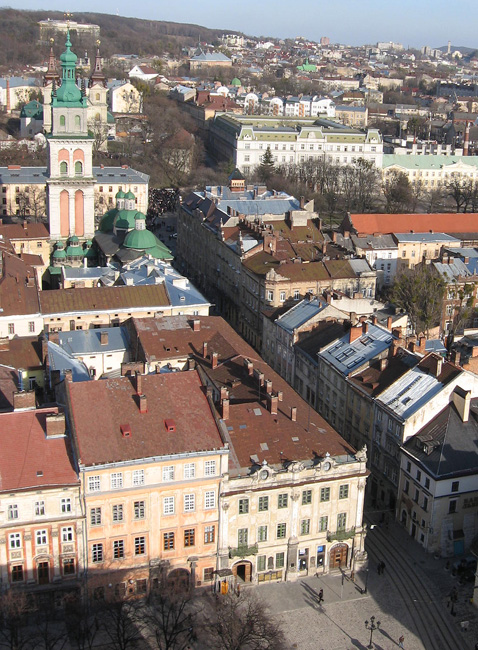
Вид с ратуши на улицу Руська

Львов, как и Холм, строили в качестве форпоста княжеской власти и одновременно как противовес старым галицким городам, например, Галичу и Перемышлю, в которых были сильны нелояльные к князю боярские роды. Противопоставление полиэтничного Львова древним политическим центрам Галицкой Руси не способствовало миграции в город русинского населения. В древнем Львове так и не сформировалось мощное русинское этническое ядро, основу которого составляли бы бояре-землевладельцы, духовенство, вольные купцы и ремесленники.
Уровень развития общественных отношений на Галицких землях был ниже, чем в Западной Европе, поэтому иностранцы получали ряд преимуществ, которых не имели русины. Немцы использовали элементы магдебургского права, добиваясь таким способом контроля над Львовом, так как в Галицко-Волынском княжестве своего муниципального права не было. Также русины не могли конкурировать с иностранными купцами и ремесленниками, которые имели больше знаний и опыта, отличались большей организованностью и сплочённостью.
Перенос центра города из района Старого Рынка в район современной площади Рынок (средместье) также стал одним из ключевых факторов в процессе утраты русинами влияния во Львове. Строительство нового центра, заселённого преимущественно немцами и армянами, привело к постепенному упадку старой части города, населённой русинами. Смещение городского центра ещё больше стимулировало приток иностранцев и сократило миграцию русинов из окрестных сёл и других городов. Сыграло свою роль и принятие магдебургского права. Хотя формально оно декларировало равенство всех этнических групп, реально знали, интерпретировали и использовали его нормы преимущественно католики-немцы, а значительная часть русинов не знала сути этого юридического документа. Зажиточная часть русинов, имевшая влияние во Львове, некоторое время игнорировала «немецкое» право, что отчасти устраивало и иностранцев, в дела которых русины не вмешивались.
Во второй половине XIV века, когда средместье окончательно стало центром средневекового Львова, а Галицко-Волынское княжество перестало существовать, русины за короткий период времени оказались вне участия в органах городской власти, построенных по нормам магдебургского права. Они были лишены возможности отстаивать свои национальные, религиозные, политические и экономические права, так как своего самоуправления не имели, а к самоуправлению на основе немецкого права были мало причастны. Положение русинов было даже худшим, чем положение львовских армян и евреев, которые имели свои старые формы городского самоуправления.

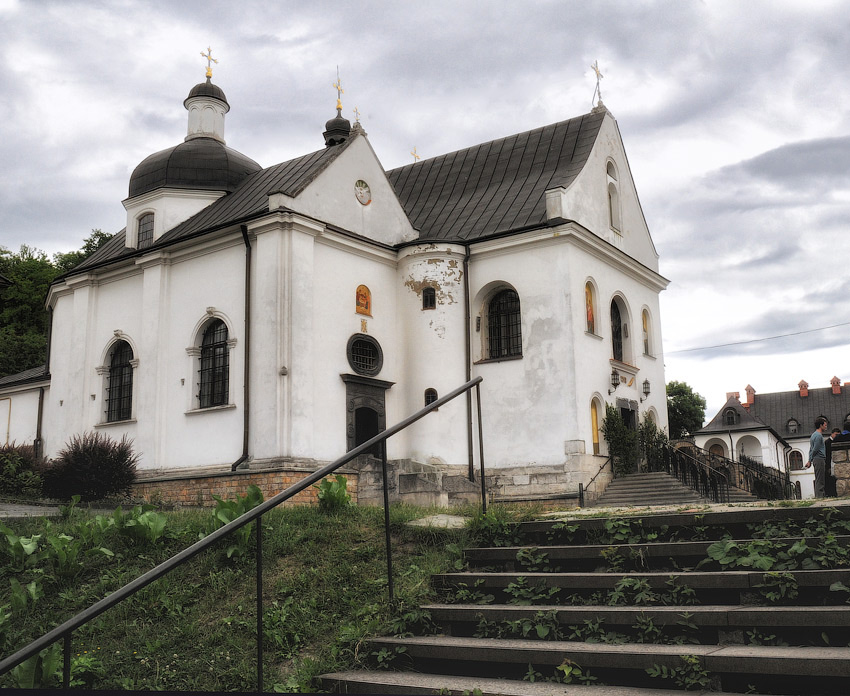
Монастырь Святого Онуфрия

Уже в начале XV века Львов фактически стал чужим для коренного этноса. Русинский квартал внутри городских стен насчитывал всего несколько домов, в которых проживало 13 семей (он даже не имел чётких границ с более крупными еврейским и армянским кварталами). В политической жизни Львова русины не играли существенной роли. Авторитет православного населения опирался на активность валахов и греков, а не русинов. Даже в предместьях стали доминировать поляки и евреи.
Тем не менее, несколько богатых русинских семей купцов и ремесленников продолжали сохранять влияние в городе. Хотя некатоликам фактически было запрещено владеть недвижимостью на площади Рынок, несколько домов на ней всё же принадлежали русинам. Кроме того, немногочисленные русины были представлены в городском совете и среди цеховых старшин (в магистрате даже имелась должность «руського писаря»). Купцы-русины занимались торговлей на внутреннем рынке, не вступая в конкуренцию с немцами, армянами и евреями в сфере прибыльной внешней торговли восточными товарами. Исторический анализ свидетельствует, что социальное положение русинов Львова при доминировании в городе немцев (вторая половина XIV—XV век) было несколько лучшим, чем при последующем доминировании поляков (с конца XV века).
Преобладание пришлых элементов (немцев, поляков и армян) отчасти объясняется сильной корпоративностью львовского общества. Шляхта, купцы, ремесленники и крестьяне имели чёткий правовой статус, и переход населения из одного социального положения в другое был сопряжён с массой трудностей. Корпоративность мешала переселению во Львов русинов-крестьян из окрестных сёл и вливанию их в чуждую среду мещан. В XV—XVI веках выходцы из сёл составляли всего 16,8 % тех, кто получил городское право, причём половина из них прибыли из Польши. Другой причиной малочисленности русинской общины стало ослабление связей с городами Волыни.

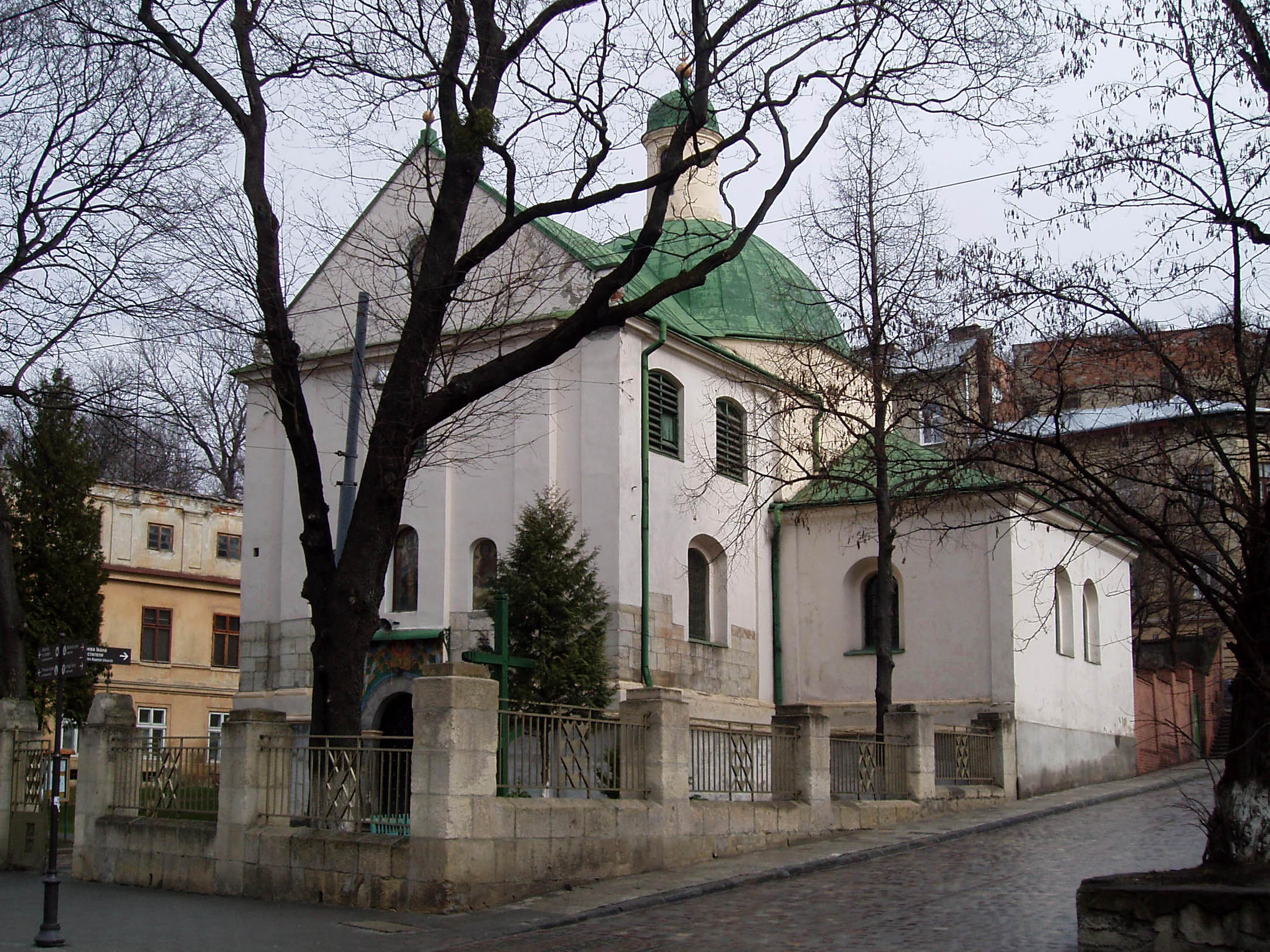
Церковь Святого Николая

В XVI веке русинская община Львова значительно выросла, но основополагающих прав, как и раньше, не имела (католический патрициат при отказе снять с русинов социальные ограничения обычно апеллировал к старым запретам, существовавшим в предыдущие века). Из-за ограничений, наложенных на некатоликов, в XVI веке в составе населения русинского квартала средместья среди предпринимателей абсолютно преобладали торговцы, а ремесленников было очень мало. Однако, вследствие разрушения транзитной торговли, экономика Львова начала переориентироваться на внутренний рынок. Это привело к миграции во Львов мещан-русинов из других городов, конкуренции с католиками и борьбе русинов за свои социальные права.
Если в начале XV века среди получивших городское право русины составляли около 1 %, то на всём протяжении XVI века этот показатель колебался в районе 10 % (по другим данным, во второй четверти XVI века он составлял около 15 %). В средместье число домов, принадлежавших русинам, выросло с 30 в начале XVI века до 39 в конце столетия. В предместьях русины предпочитали селиться на юридиках старосты (Подзамче) и православной церкви, где они составляли большинство населения. В первой половине XVI века в Галицком предместье русинам принадлежало около 115 земельных участков, в Краковском — более 90 (в предместьях русины составляли около четверти всего населения, уступая только полякам). Магистрат неохотно выделял земли русинам, а если и делал это, то обязывал их при продаже оказывать предпочтение католикам. Также русины преобладали в большинстве городских сёл (только во второй половине XVI века в них стала расти доля поляков).

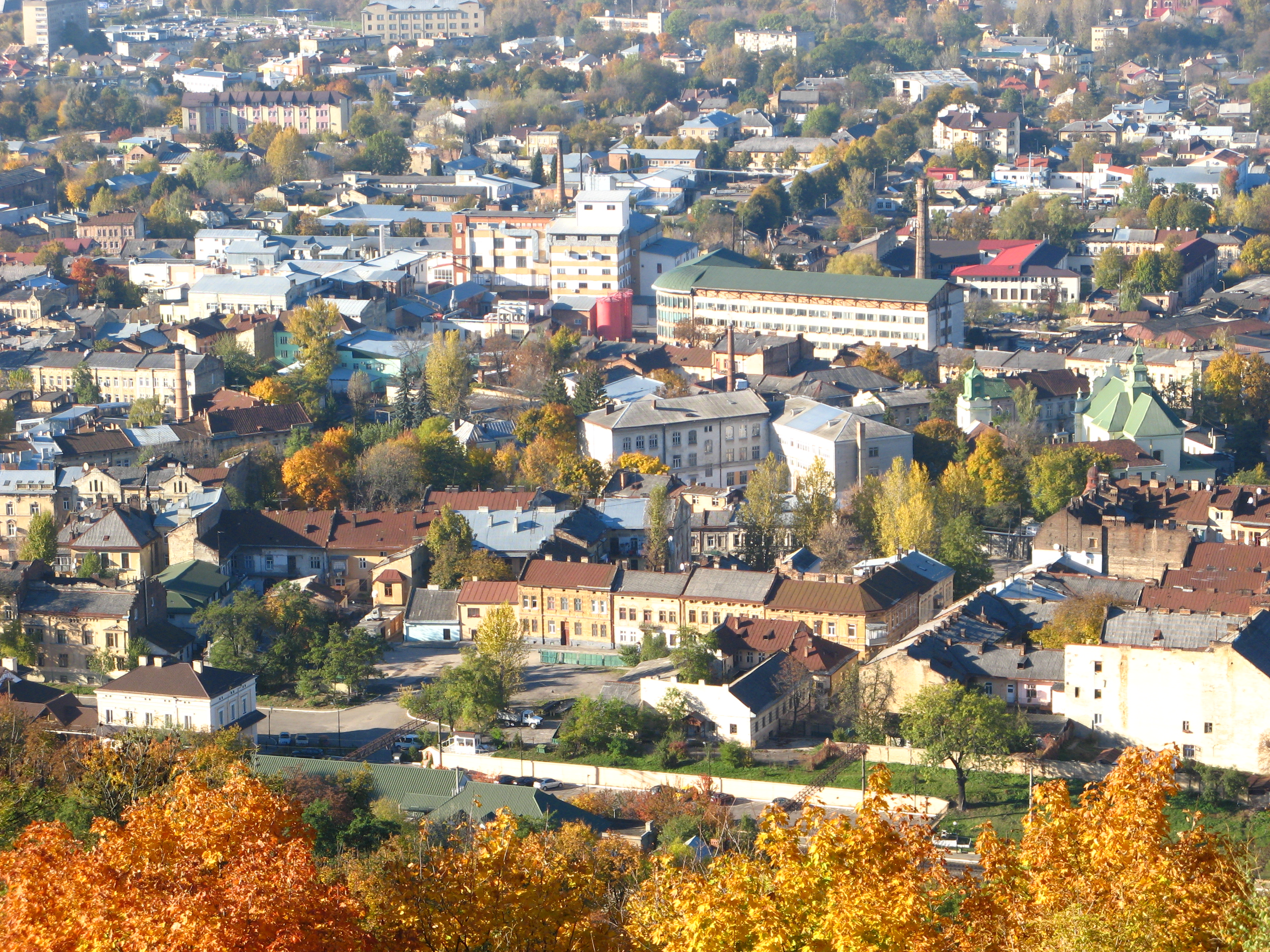
Современная застройка Подзамче

После периода роста в первой половине XVI века последовал спад, уменьшилась доля русинов, владевших недвижимостью в средместье, предместьях и городских сёлах. В 1583 году из 729 участков предместий, находившихся под юрисдикцией магистрата, русинам принадлежало только 131, тогда как полякам — 591. Уменьшилась доля русинов даже на Подзамче и прилегающих территориях, где православное население доминировало с княжеских времён (особенно вокруг церквей Святого Николая, Святого Фёдора, Святой Параскевы, Воскресения и монастыря Святого Онуфрия). С середины XVI века неосвоенные земли вокруг Высокого замка были переданы польской шляхте и армянским чиновникам при королевском дворе, которые быстро заселили их колонистами.
В начале 70-х годов XVI века из 227 домов Подзамче 131 принадлежал полякам, 60 — русинам, 23 — армянам и 3 — евреям (среди русинов было много тех, кто не владел недвижимостью — слуг, подмастерий и крестьян, поэтому в общей массе населения Подзамче русины продолжали быть значительной общиной). Вскоре здесь осела крупная волна евреев и доля русинов ещё более сократилась. В конце XVI века русины составляли 18—20 % населения Львова, около 700 из них проживало в средместье, до 2,5 тыс. — в предместьях и до 1 тыс. — в городских сёлах.
Купцы-русины вели активную торговлю между Львовом и крупными окрестными городами (Броды, Городок, Яворов и Жолква в Львовской земле, Коломыя, Теребовля, Рогатин и Галич в Галицкой земле, Перемышль, Самбор, Ярослав и Стрый в Перемышлянской земле, Коросно, Сянок и Лиско в Сянокской земле, Белз, Томашов, Буск, Потелич, Сокаль и Магеров в Белзском воеводстве). Из этих же городов и местечек во Львов прибывали переселенцы-мещане, вливавшиеся в местную русинскую общину. Переселенцев из сёл было мало, так как в конце XV — начале XVI века польский сейм принял несколько законов, которые существенно ограничивали личную свободу крестьян.

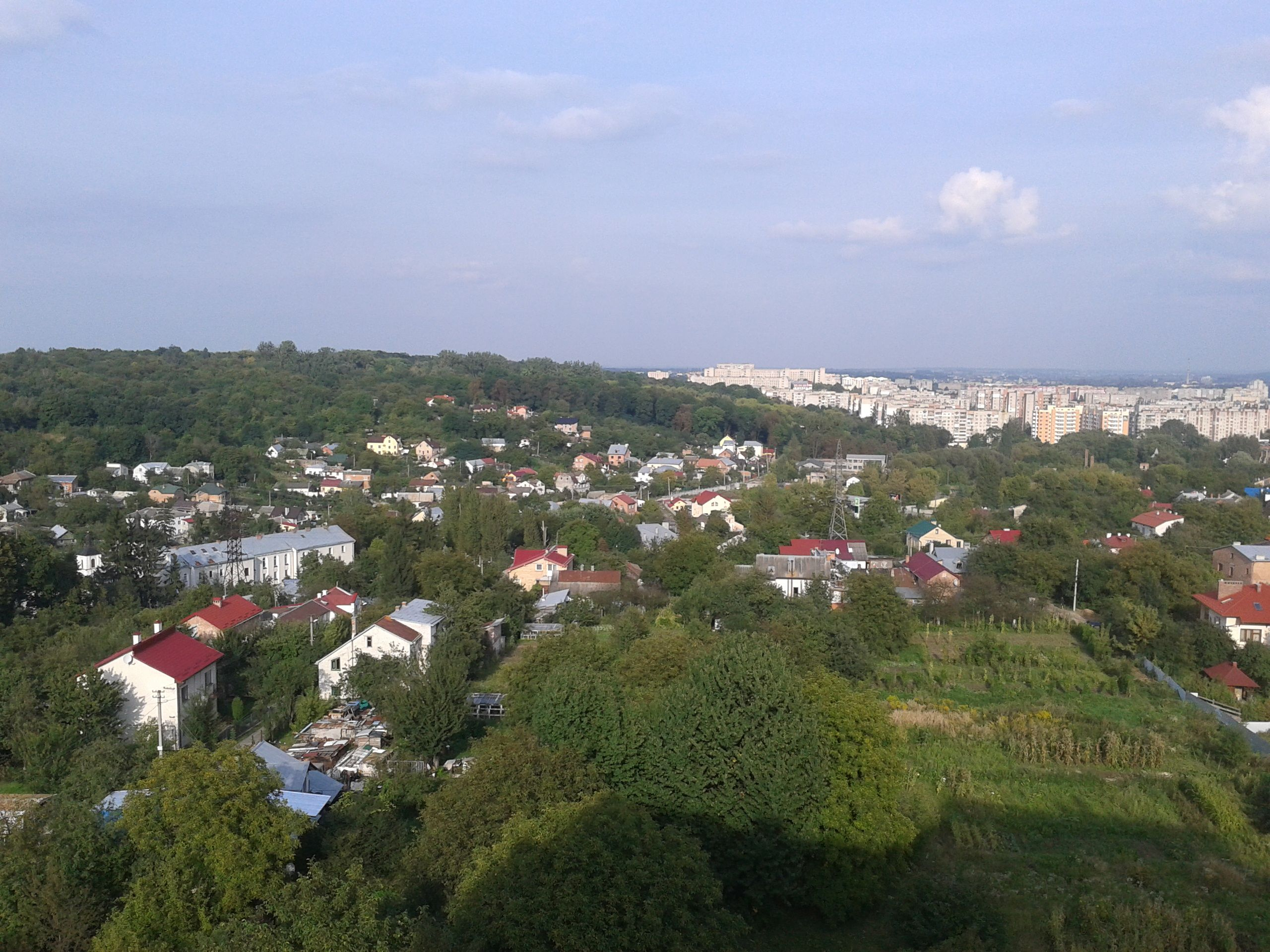
Голоско и Замарстынов

Исключение составляли жители девяти городских сёл, которые принадлежали магистрату или богатым горожанам (Замарстынов с присёлками Волица и Поречье, Клепаров, Знесенье, Кульпарков, Белогорща, Голоско, Брюховичи). Жители некоторых из этих сёл пользовались правами предмещан. Основное население городских сёл составляли русины, только в Замарстынове и Клепарове имелись значительные общины поляков и ополяченных немцев. Однако в последней четверти XVI века поляки стали большинством во всех ближних ко Львову сёлах.
Полное уравнение русинов в правах с католиками предусматривалось после привилея Сигизмунда II Августа (1572), но он так и не был утверждён. Всевозможные ограничения (запрет на избрание в органы городского самоуправления и на покупку недвижимости за пределами своего национального квартала, на занятие розничной торговлей и некоторыми ремёслами, ограничение доступа к цехам и принуждение к исполнению католических обрядов) так и не позволили русинам сравняться с другими этническими группами Львова. Национальные квоты и почти полное отсутствие возможностей улучшить свой социальный статус не способствовали притоку русинов-мещан из городов к востоку от Львова, где социальное положение украинцев было существенно лучшим.
Активность русинов в первой половине XVI века, которая сопровождалась основанием православной метрополии и появлением братств, во второй половине столетия была нивелирована ростом польской и еврейской общин, окончательно превратившим русинов в этническое меньшинство даже в предместьях. Брестская уния 1596 года расколола и ослабила русинскую общину. Львов стал одним из главных очагов противников унии, так как львовский епископ Гедеон отказался её принять (влиятельное Успенское братство также осудило сторонников унии). Всё это повлекло за собой неприкрытую нетерпимость со стороны католического патрициата города и ужесточение ограничений для православных.

### Немцы

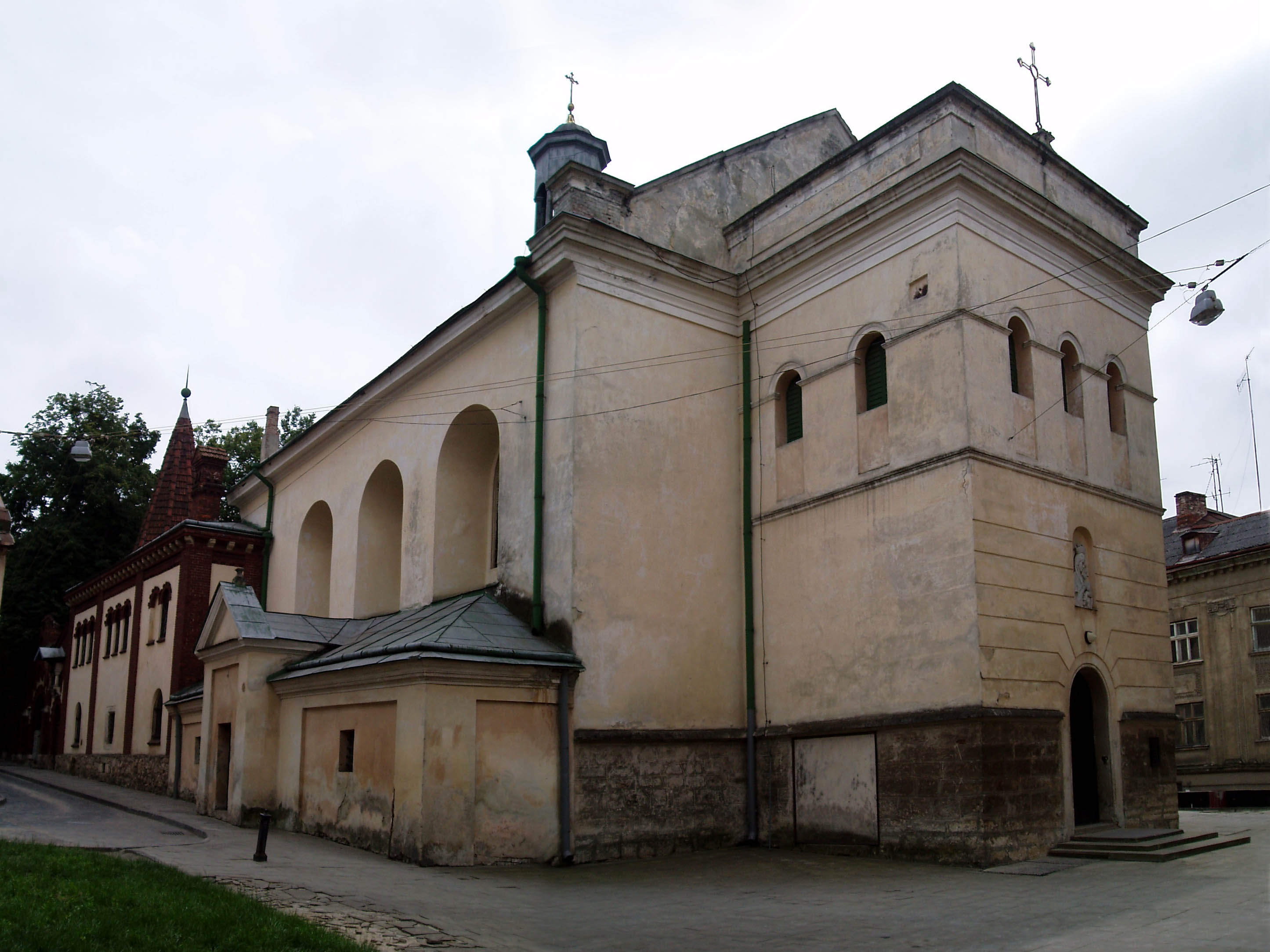
Костёл Марии Снежной

Благодаря первым немецким переселенцам, принёсшим в Галицию нормы и традиции немецкой правовой культуры, значительная часть ранних городских документов писалась на немецком языке. Уже при князе Льве Даниловиче первым городским войтом был Бертольд Штехер, владевший мельницами, прудами и усадьбами в окрестностях Львова. Дело отца продолжил его сын Матеус Штехер, также ставший городским войтом.
Немецкая община Львова особенно возросла в начале XIV века. По всей видимости, именно от неё пошло использование знака, в котором как городской символ использовано изображение льва в воротах с тремя башенками (лев был территориальным символом Галицко-Волынского княжества и сохранился в поздних гербах Львовской земли, Русского воеводства и города Львова). В правление князя Юрия II Болеслава немецкие купцы получили ряд привилегий и вели активную деятельность во Львове. В середине XIV века недалеко от торгового центра княжеского Львова немецкие колонисты при финансовом участии семьи Штехер основали костёл Марии Снежной. Среди немцев было немало архитекторов, скульпторов, литейщиков и других ремесленников.
Во второй половине XIV века Львов напоминал типичный немецкий городок. Здесь преобладали немецкая речь и обычаи, многие должности и топонимы носили немецкие названия. В первом перечне львовских райцев (1352) немецкие имена составляли значительную часть списка. В 1352 году Казимир III своим привилеем подтвердил все имущественные права наследников Бертольда Штехера, а в 1356 году, предоставив Львову магдебургское («немецкое») право, сделал местных католиков (в первую очередь немцев, а также поляков и венгров) привилегированным классом. В 80-х годах XIV века возвысился Петер Штехер (дальний родственник первых Штехеров), который был городским строителем, советником и бургомистром, руководил строительством Латинского собора и водопровода, владел домами и пекарней.
В 1387 году (по другим данным — в 1389 году) львовский мещанин Йоганн Зоммерштайн получил от города земли для основания фольварка. Позже название Зоммерштайнгоф превратилось в Замарстынов (граница между Львовом и усадьбой проходила на месте современных улиц Химической и Дашкевича). В XIV веке во Львове осели выходцы из Силезии Абреки (изначально род назывался Смедхаус). Представители этой патрицианской семьи были удачливыми купцами (разбогатели на торговле с крестоносцами и Османской империей), владели обширной недвижимостью, становились писарями, синдиками, лавниками, райцами и бургомистрами Львова. В начале XV века богатая семья немецких строителей Клёппер (Клепер) купила земли, на которых в 1419 году заложила фольварк Клёппергоф, от него пошло современное название Клепаров. В 1402 году мещанин Николай Циммерманн заложил поселение Голоско, которое в 1415 году перешло в собственность магистрата. В 1426 году впервые упоминается поселение Гольтбергоф, принадлежавшее богатому мещанину Павлу Гольтбергу (сегодня известно как район Кульпарков).

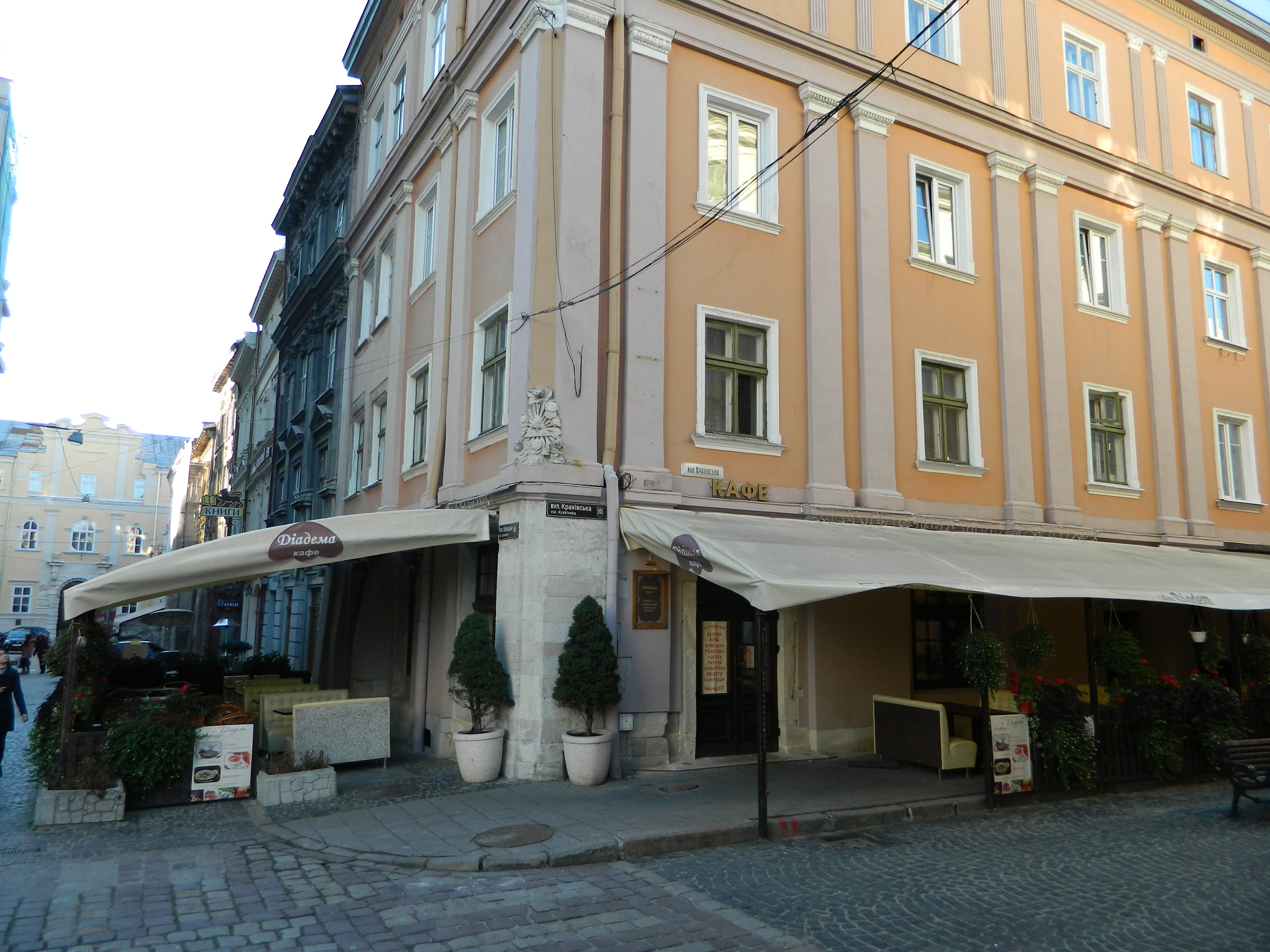
Дом Абреков

В XV—XVI веках немало старых немецких семей Львова ополячились и в значительной мере слились с польской шляхтой. Несколько богатых немецких династий играли значительную роль в экономической и политической жизни Львова. Например, в XVI веке большим влиянием пользовалась семья выходцев из Силезии Шольц (или Шольц-Вольфовичи), родоначальниками её были братья Вольф, Якуб и Йохан. Кроме занятия торговлей и строительством члены этой патрицианской семьи владели домами и магазинами на площади Рынок, землями в пригородах, избирались райцами и бургомистрами Львова, на их средства перед ратушей был установлен «Лев Лоренцовича».
Не меньшим влиянием обладал шляхетский род немецкого происхождения Гербуртов. Его представители занимали посты воевод русских, подкомориев галицких, старост и каштелянов львовских. В магистрате имел большой вес богатый мещанский род Алембеков (Альнпехов или Альнпеков), происходивший из Фрайбурга. В 80-х годах XVI века на службе у армянских купцов Львова был немецкий коммерсант и путешественник Мартин Груневег (Грюневег), оставивший после себя самое давнее среди известных описаний города.
Кроме львовского средместья в XV—XVI веках значительные немецкие колонии имелись в Клепарове, Зымной Воде, Прусах, Сокольниках и Чишках. Сёла, в которых поселялись немцы, как правило основывались на магдебургском праве. В дальнейшем большинство сельских немцев также полонизировались.

### Поляки

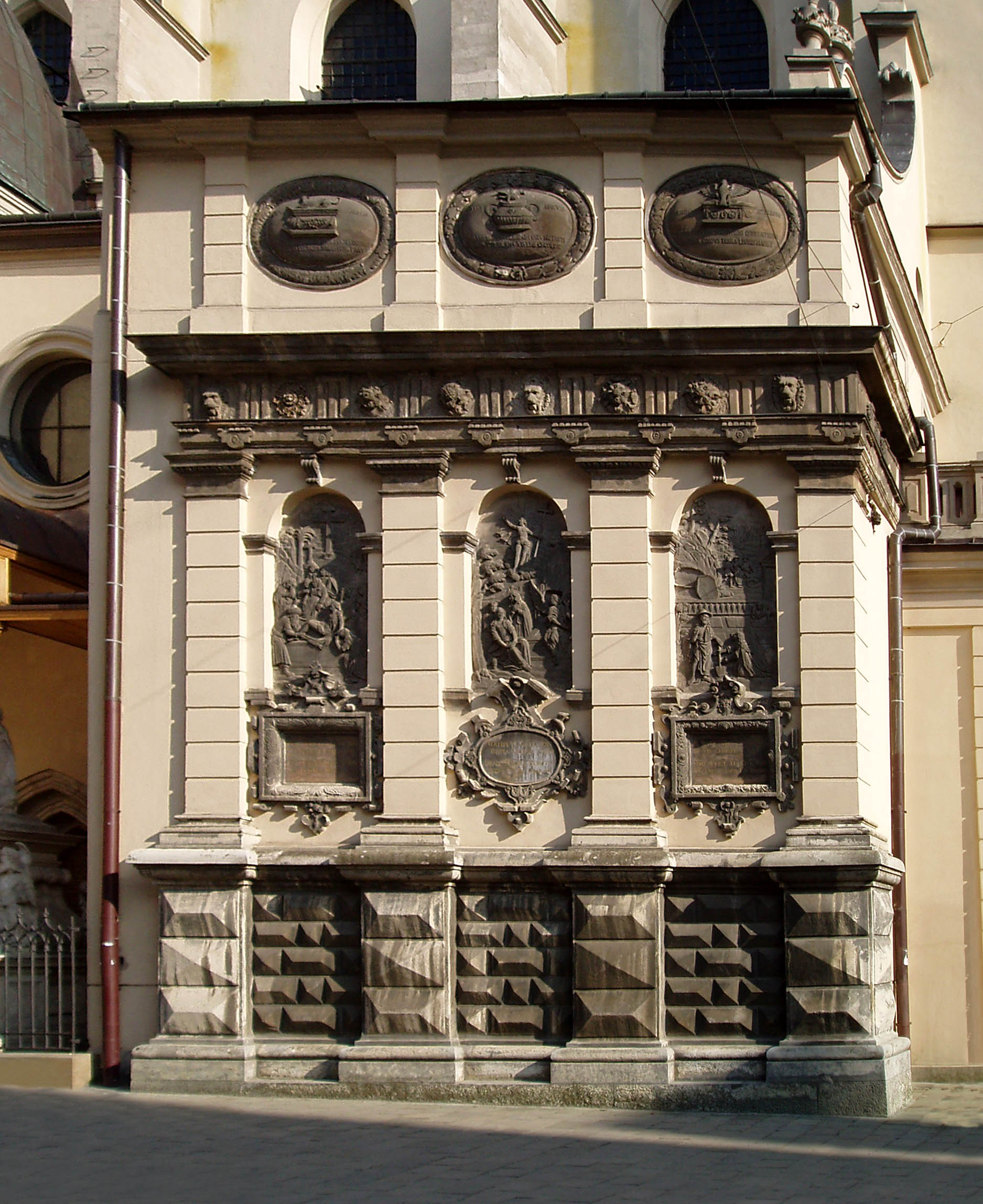
Часовня Кампианов при Латинском соборе

Изначально поляки уступали немцам среди жителей средневекового Львова католического вероисповедания. Например, в первой трети XV века немцы составляли от 70 до 80 % иммигрантов, получивших львовское гражданство, во второй половине XV века их доля уменьшилась до 30 %, в начале XVI века — до 14 %, а к середине XVI века — до 6 %. В конце XV века число поляков в составе иммигрантов превысило число немцев, а в начале XVI века они уже составляли более половины всех иммигрантов, осевших во Львове.
Во второй половине XIV — первой половине XV века в Польше просто не было достаточных городских ресурсов для заселения Львова и его окрестностей. Про слабость позиций поляков во Львове свидетельствует тот факт, что долгое время в Латинском соборе был лишь немецкий проповедник, а говоривший на польском языке проповедник появился только в 1415 году. В последней четверти XV века произошли коренные изменения в этнической структуре Львова. В связи с захватом османами Константинополя и Кафы транзитная торговля пришла в упадок, что подорвало позиции немцев и армян как в коммерции, так и в городском управлении. В ходе массовой полонизации немцев и отчасти армян и русинов Львов постепенно превратился в преимущественно польско-еврейский город.
В первой половине XVI века во Львове сформировалась новая польская элита (патрициат), которая за короткое время приобрела значительный экономический вес и политическую власть. Всё больше поляков становилось райцами и бургомистрами, делопроизводство перешло на польский язык. Если среди общей массы населения поляки начали доминировать в первой половине XVI века, то в среде львовского патрициата — во второй половине XVI века. Своеобразным водоразделом в процессе социальных изменений стал пожар 1527 года. На месте готических кварталов немецко-армянского средместья за считанные годы вырос ренессансный Львов с преимущественно польским населением, к которому тяготели ополяченные немцы, а также греки и итальянцы.

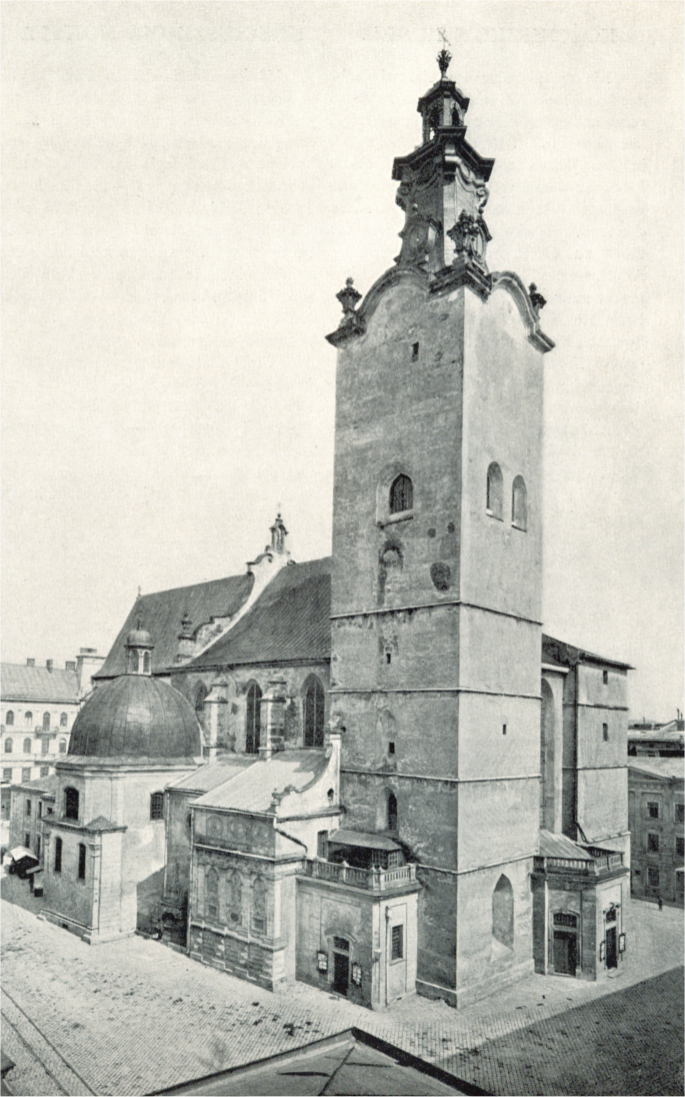
Латинский собор

В 1544 году из 263 застроенных участков средместья 94 принадлежало полякам, 42 — армянам, 31 — немцам, 28 — евреям и 25 — русинам. В обоих предместьях (с учётом юридики старосты) полякам принадлежало 44 % земельных участков, однако, в многонациональной юридике старосты они владели всего 19 % участков. В том же 1544 году поляки составляли 61 % владельцев жилья в Галицком предместье (русины — 15 %), а в 1583 году — уже 84 % (русины — 16 %). Полонизация немцев происходила в результате польско-немецких браков. Этот процесс не занял много времени, так как для ассимиляции немцев не было никаких социальных или религиозных преград. Немцы не только переходили на польский язык, но и меняли свои фамилии на польский манер.
Поляки и ополяченные немцы составляли большинство во многих окрестных сёлах (Годовица, Зубра, Давыдов, Чишки, Зымна Вода, Прусы, Сокольники, Белка, Каменноброд, Родатичи), а также большие группы в русинских сёлах (Збоища, Великие Грибовичи, Малехов, Поречье, Выжняны, Жовтанцы, Подвысокое, Берездовцы), причём жили они там преимущественно на основе магдебургского права.
В XV—XVI веках большим влиянием во Львове пользовались польские шляхетско-магнатские роды Одровонжей, Ходецких, Ярославских, Фредро, Тенчинских, Бучацких, Тарновских, Кмитов, Фирлеев, Сенявских, Язловецких, Жолкевских, Даниловичей, Замойских и Дзедушицких (некоторые рода, например, Бучацкие, Язловецкие, Сенявские и Даниловичи имели русинские корни или смешанное происхождение, часть Дзедушицких ополячилась и перешла в католичество в XVI веке). Представители этих родов чаще всего занимали посты воевод и подкомориев русских, старост, каштелянов и хорунжих львовских, а некоторые — даже каноников и архиепископов львовских.
За шляхетскими следовали богатые и влиятельные польские мещанские роды, например, Кампианы, Лоренцовичи, Ансерины, Мешковские, Вильчеки, Елёнеки, доминировавшие в магистрате и коммерции.

### Евреи

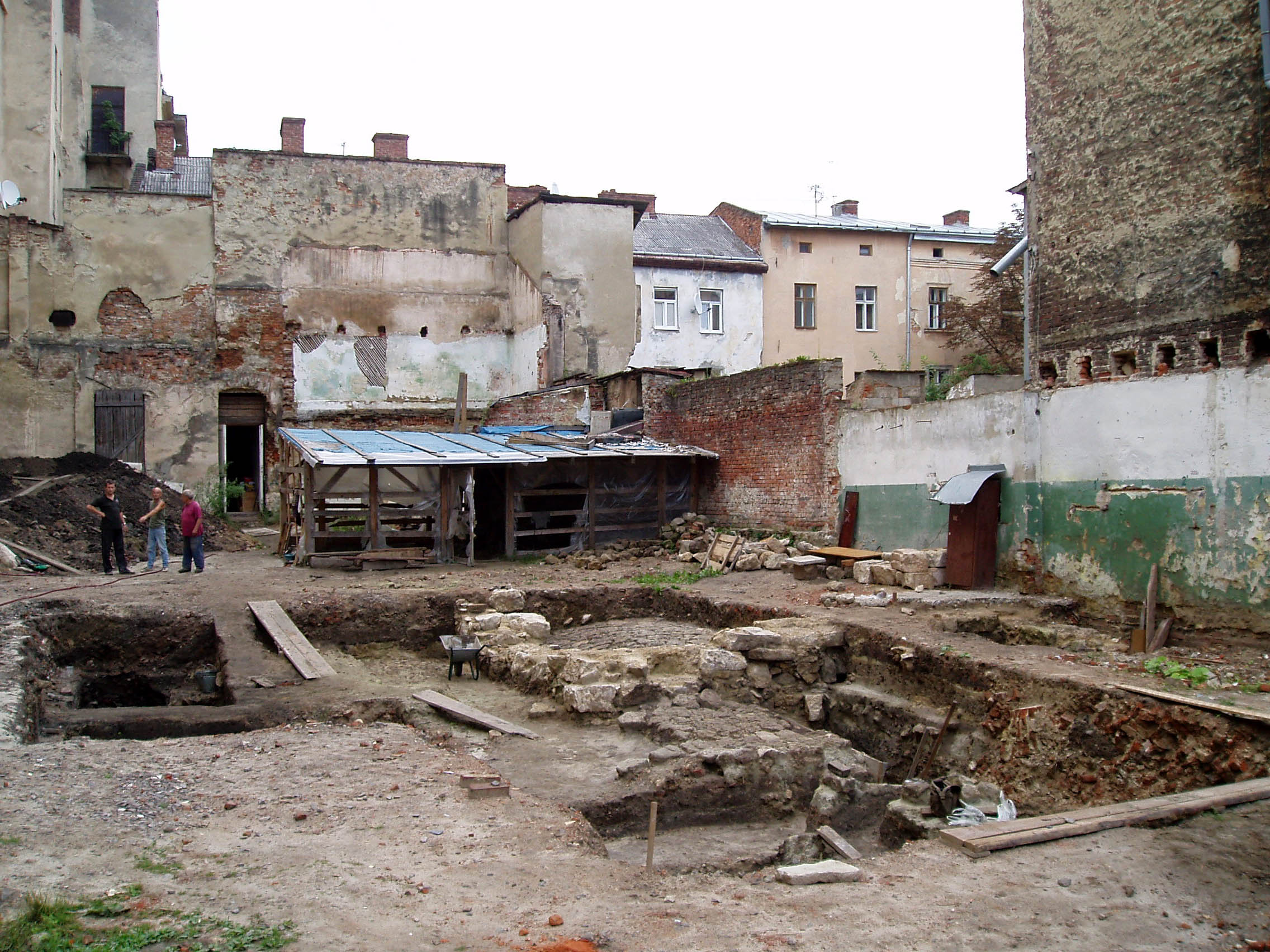
Руины древней синагоги

Первые евреи поселились во Львове ещё в княжеский период и считались собственностью князя, под защитой которого и находились. После присоединения Казимиром III Червонной Руси к Польше во Львове возникла первая еврейская община. В 1356 году Казимир в привилее магдебургского права предоставил львовским евреям право внутреннего судопроизводства под главенством городского войта, а позже — ряд торговых привилеев. Со второй половины XIV века во Львове традиционно существовали две еврейские общины: одна в центральной части (средместье), другая, бо́льшая — в Краковском предместье. Общины имели отдельные синагоги, больницы, школы, миквы и другие общественные строения. Общим было лишь еврейское кладбище в Краковском предместье, впервые упомянутое в 1411 году (ныне на его территории находится Краковский рынок).
Внутри городских стен евреи заняли юго-восточную часть Львова, где и образовался изначально небольшой еврейский квартал (гетто). Его границами были арсенал на востоке, городская стена на юге, стена вдоль нынешней улицы Сербской на западе и дома вдоль улицы Русской на севере. С 1387 года в городских книгах упоминалась улица Еврейская (Жидовска или Жидівська), занимавшая современную улицу Ивана Фёдорова от улицы Русской до нынешней Староеврейской (со стороны улицы Русской существовали ворота, закрывавшиеся на ночь для того, чтобы обезопасить евреев от возможных погромов). В 1528 году в еврейском квартале было 27 домов, однако пожар 1571 года полностью уничтожил его. Ещё во второй половине XVI века часть домов на территории гетто принадлежала русинам и магистрату, здесь же проживал городской палач.
В 1367 году грамота Казимира III определила правовой статус еврейской общины и взаимоотношения с христианским населением Львова, а также подтвердила автономию общины и гарантировала евреям государственную защиту от преследований, что вызывало недовольство церковных иерархов и городских патрициев. Несмотря на формальную защиту, часть евреев стремилась переселиться в Краковское предместье, где не было никаких ограничений в размещении жилищ или хозяйственных строений. Другая часть евреев стремилась купить недвижимость внутри городских стен, но за пределами гетто, однако эти попытки встречали недовольство со стороны магистрата.

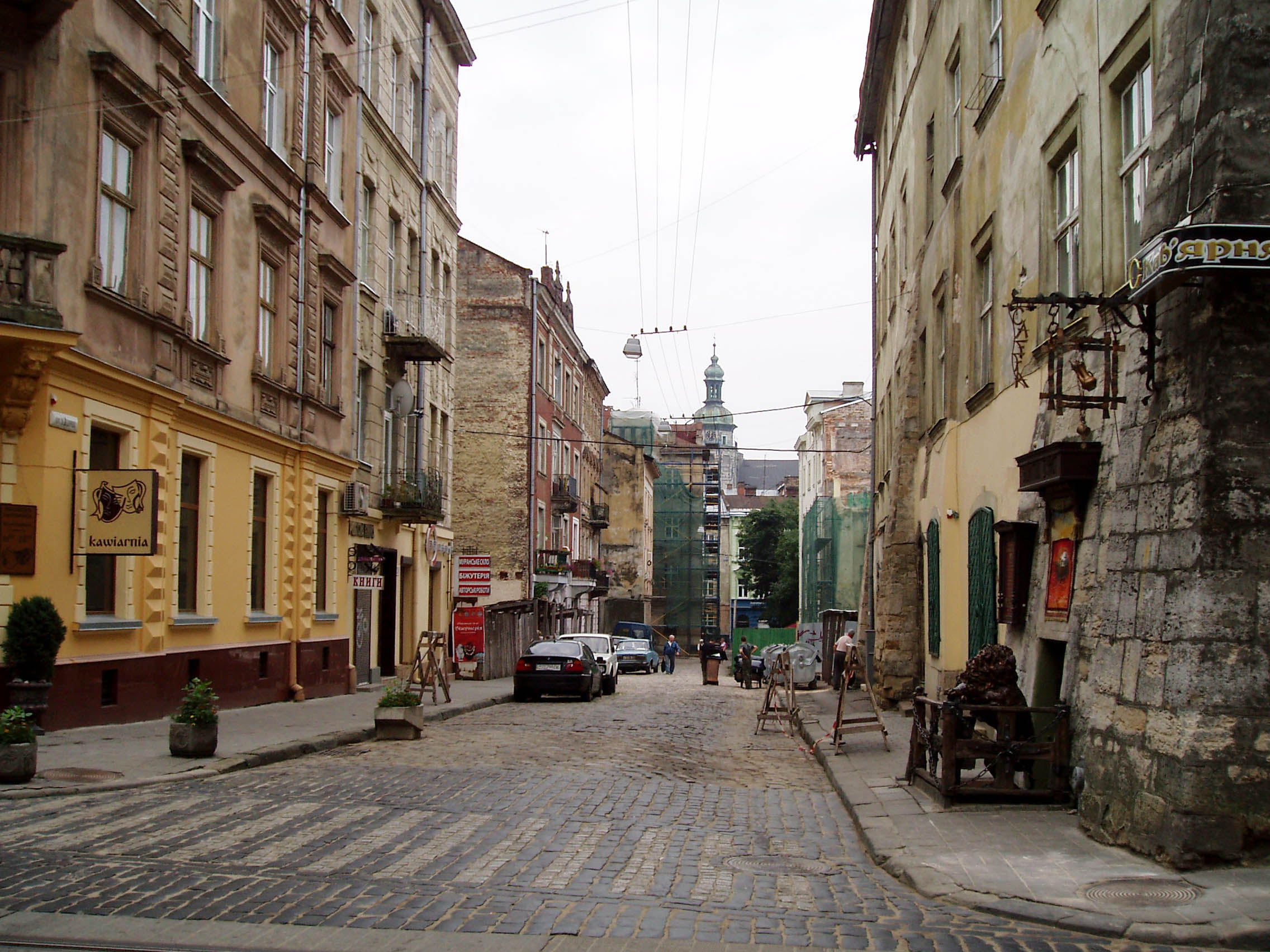
Нынешняя улица Фёдорова (бывшая Еврейская)

Хотя евреи и имели юридический статус, но полноправными жителями города они не были. Как и повсюду в средневековой Европе, им не давали городского права, не пускали в состав цехов (ограниченно заниматься ремёслами евреи могли только на территории юридики королевского старосты в Краковском предместье). До начала XV века евреи жили только во Львове, а уже к началу XVI века присутствовали в 25 городах Русского и Белзского воеводств. В начале XVI века раввины и кагальные старшины ежегодно собирались на свои съезды, обычно совпадавшие с большими ярмарками. Эти съезды играли роль высших судебных инстанций, где разрешались гражданские споры между евреями, разъяснялись законы и издавались новые постановления .
Если в XIV—XV веках евреи не играли значительной роли в общественной жизни Львова, то в первой половине XVI века положение начало постепенно меняться. В 1538 году в средместье насчитывалось 42 еврея в 27 домах, в 1539 году в предместьях имелось 36 евреев, владевших домами. Однако уже в 40-х годах XVI века во Львов стали массово прибывать евреи из Западной Европы, что вынудило Сигизмунда I издать в 1543 году распоряжение про выселение новоприбывших переселенцев. В 40-х годах XVI века евреи уже составляли около 8 % населения города, в 1550 году в средместье и предместьях проживало свыше 900 евреев.

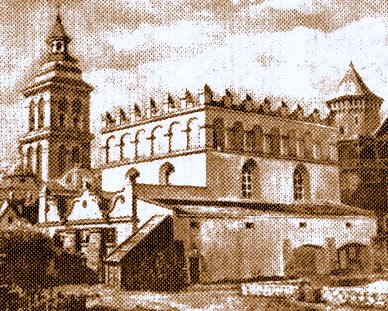
Синагога Золотая Роза

Во второй половине XVI века евреи стали второй по численности этнической группой Львова после поляков. В третьей четверти XVI века в городе проживало около 1,5 тыс. евреев (согласно другим источникам — до 3 тыс.). В этот период львовская еврейская община входила в пятёрку крупнейших в Европе, наряду с еврейскими колониями Константинополя, Венеции, Кракова и Познани. В конце XVI века во Львове проживало до 4 тыс. евреев (они составляли около 20 % от всех горожан).
Львовские евреи играли значительную роль во внешнеторговых связях Польши с Османской империей, а также в торгово-финансовом секторе города. Они занимались оптовой торговлей и обменом денег, кредитовали королей и галицкую шляхту, арендовали имения и держали питейные заведения (шинки и корчмы). В 1493 году Ян I Ольбрахт ограничил оптовую торговлю евреев скотом и тканями, но Александр Ягеллончик в 1503 и 1506 годах возобновил их прошлые права. Сигизмунд I то расширял права евреев (1515), то ограничивал их, в 1527 году он отменил все ограничения, но вскоре вернул всё обратно. В 1581 и 1592 годах еврейская община и львовский магистрат заключали соглашения, которые регулировали торговые права евреев.

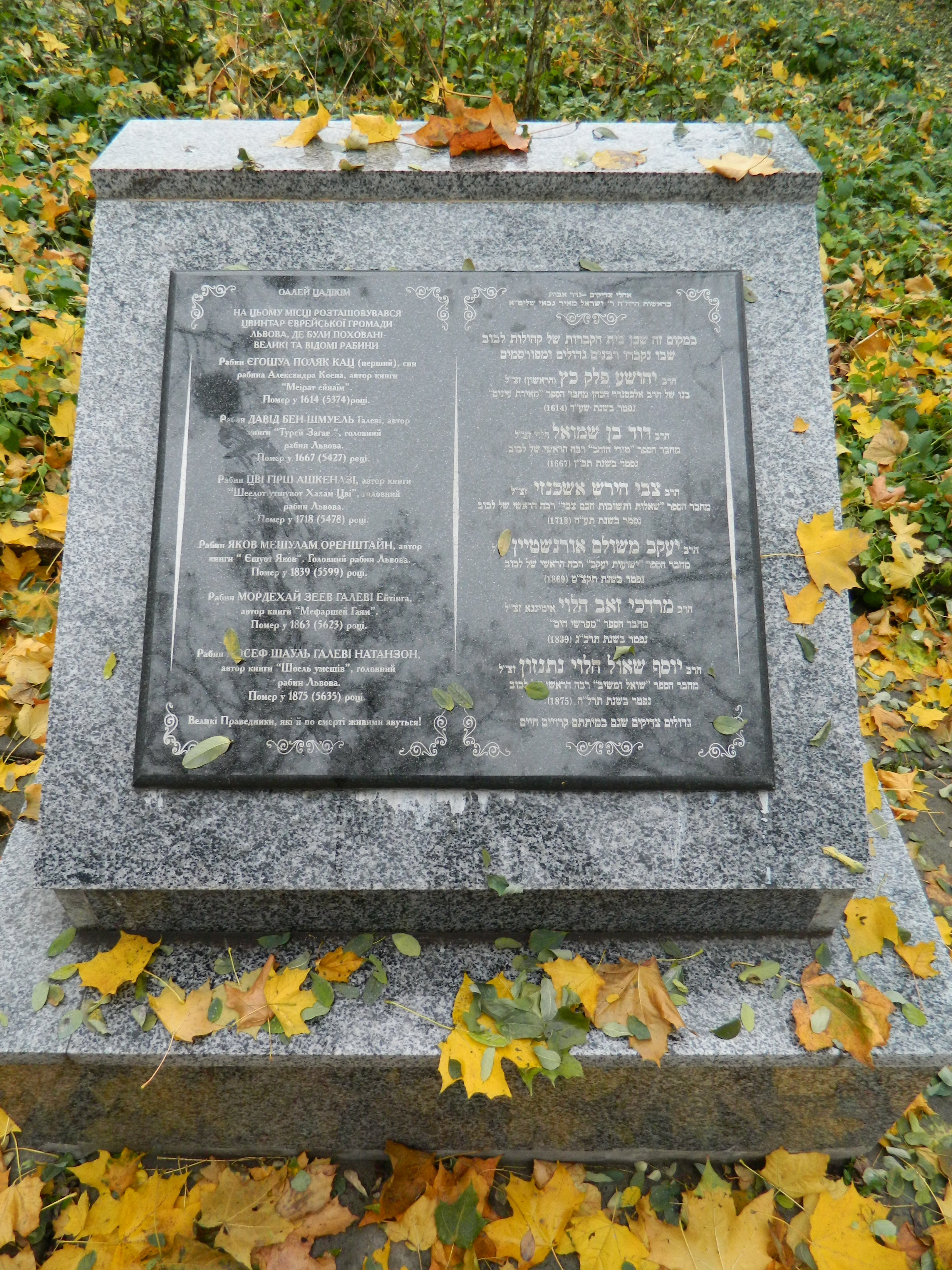
Памятный знак на месте старого еврейского кладбища

Торговцы-христиане негативно относились к еврейским купцам, а львовские ремесленники не пускали евреев в состав своих цеховых организаций. Во второй половине XVI века во Львове действовало представительство османского банкирского дома Иосифа Наси. В 1582 году на средства банкира Исаака Нахмановича архитектор Павел Счастливый построил в еврейском квартале синагогу «Золотая Роза» (изначально она была семейной святыней и располагалась в глубине двора). В 1590 году по соседству старшина львовского кагала Израэль бен Иосиф Эдельс основал иешиву. В последних десятилетиях XVI века много евреев осело на Подзамче и других участках Краковского предместья.
Вторая половина XVI века была периодом процветания еврейской общины Львова. Опираясь на ряд привилеев, выданных ещё Казимиром III и подтверждённых его наследниками, евреи добились наивысшей степени административной автономии, будучи почти полностью независимыми во внутренних делах от городских властей. Территориальная сегрегация, антисемитизм католической Церкви и магистрата, особенности веры и быта евреев способствовали изолированности еврейской общины средневекового Львова. Простой еврей находился в почти абсолютной зависимости от кагала, который ведал административными, финансовыми, судебными, религиозными и воспитательными вопросами общины. Львовский кагал подчинялся Вааду четырёх земель, возникшему в 80-х годах XVI века с целью объединить все кагалы Польши.
В ближайших окрестностях Львова евреи, бежавшие от гонений в Западной Европе, активно расселялись в фольварках и небольших местечках. Здесь они занимались ремеслом, розничной торговлей и ростовщичеством, управляли имениями шляхты, арендовали корчмы, мельницы и пруды. Кроме евреев во Львове проживали и немногочисленные караимы, но львовская караимская община по численности и влиянию значительно уступала общине караимов Галича.

### Армяне

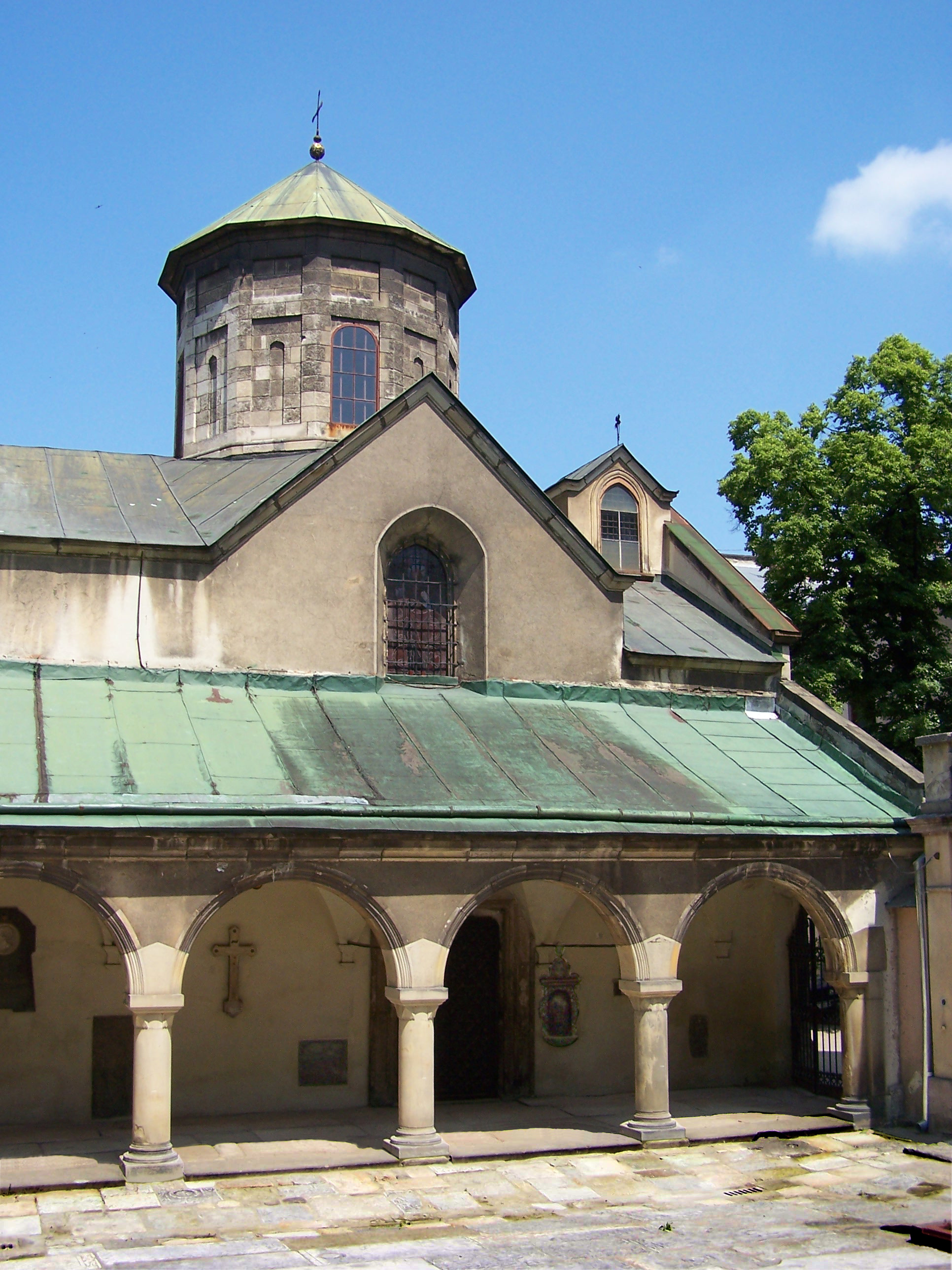
Армянский собор

Армянские купцы и ремесленники, во второй половине XIII века переселившиеся во Львов из Крыма, занимали отдельный квартал в районе Подзамче. Здесь они построили церковь Святой Анны и монастырь с церковью Святого Якова. Издревле армяне жили замкнутой общиной, все дела предпочитали решать внутри своего круга и очень редко вступали в брак с представителями других общин.
В 1356 году, с дарованием Львову магдебургского права, армянская община получила возможность иметь своего войта и организовала собственные автономные органы судопроизводства (это право было подтверждено привилеями 1379, 1387, 1434 и 1440 годов). Религиозные свободы армян были подтверждены королевской грамотой 1367 года. На её основе первый армянский епископ Григорис учредил во Львове свою резиденцию. В 1371 году армянам отошёл костёл Иоанна Крестителя, вокруг которого жила большая армянская община предместья. В 1377 году армянин Мардрус продал львовскому русину пригородное село Малехов.
Во второй половине XIV — первой половине XV века армяне были второй по численности общиной средместья после немцев. В последней четверти XIV века во Львове осела значительная волна армян из Киликии. Среди львовских армян были священники, пароны (бароны), ходжи (паны), купцы, ремесленники и даже земледельцы. Поскольку владельцы домов в армянском квартале (впервые упомянут в исторических источниках в 1394 году) продавали их только единоверцам, целостность анклава поддерживалась веками.
Со времён Казимира III армяне компактно жили на улице Армянской. Границей армянского квартала на востоке служил доминиканский монастырь, на западе — Краковская улица, на севере — городская стена (в пределах городских стен в 1407 году проживало до 300 армян, в 1416 году — более 400). Немало армян продолжало жить в предместьях, в том числе на Подзамче. В 1402 году польский король Владислав II Ягелло разрешил львовским армянам торговать на территории всего Польского королевства, в 1415 году он предоставил львовской общине право судиться по армянским законам. В 1417 году среди 1280 львовских мещан армяне составляли более четверти.
Отдельным королевским привилеем от 1462 года армянский войт Львова получил полную независимость от городского суда, а армянские купцы получили льготы по уплате таможенных сборов. Однако, декретами 1469 и 1476 годов король Казимир IV установил порядок, согласно которому львовский войт вместе с армянскими старшинами принимал непосредственное участие в судебных тяжбах между армянами (львовский войт вёл судебные заседания и выносил приговоры, а армянские старшины выполняли функции лавников). В конце XV века должность армянского войта была ликвидирована, однако армянский суд (хуц) существовал во Львове до конца XVIII века.
В последней четверти XV века во Львов прибыло большое число армян из захваченных османами Кафы, Сучавы и приморских городов Малой Азии. После упадка транзитной торговли с Византией и Крымом армяне не повторили судьбу немцев и не полонизировались. Этому способствовали как приток иммигрантов, так и особенности вероисповедания, а также довольно скорая интеграция армян в торговлю с Османской империей и Ираном через своих единоверцев в Стамбуле, Дамаске и Тебризе.

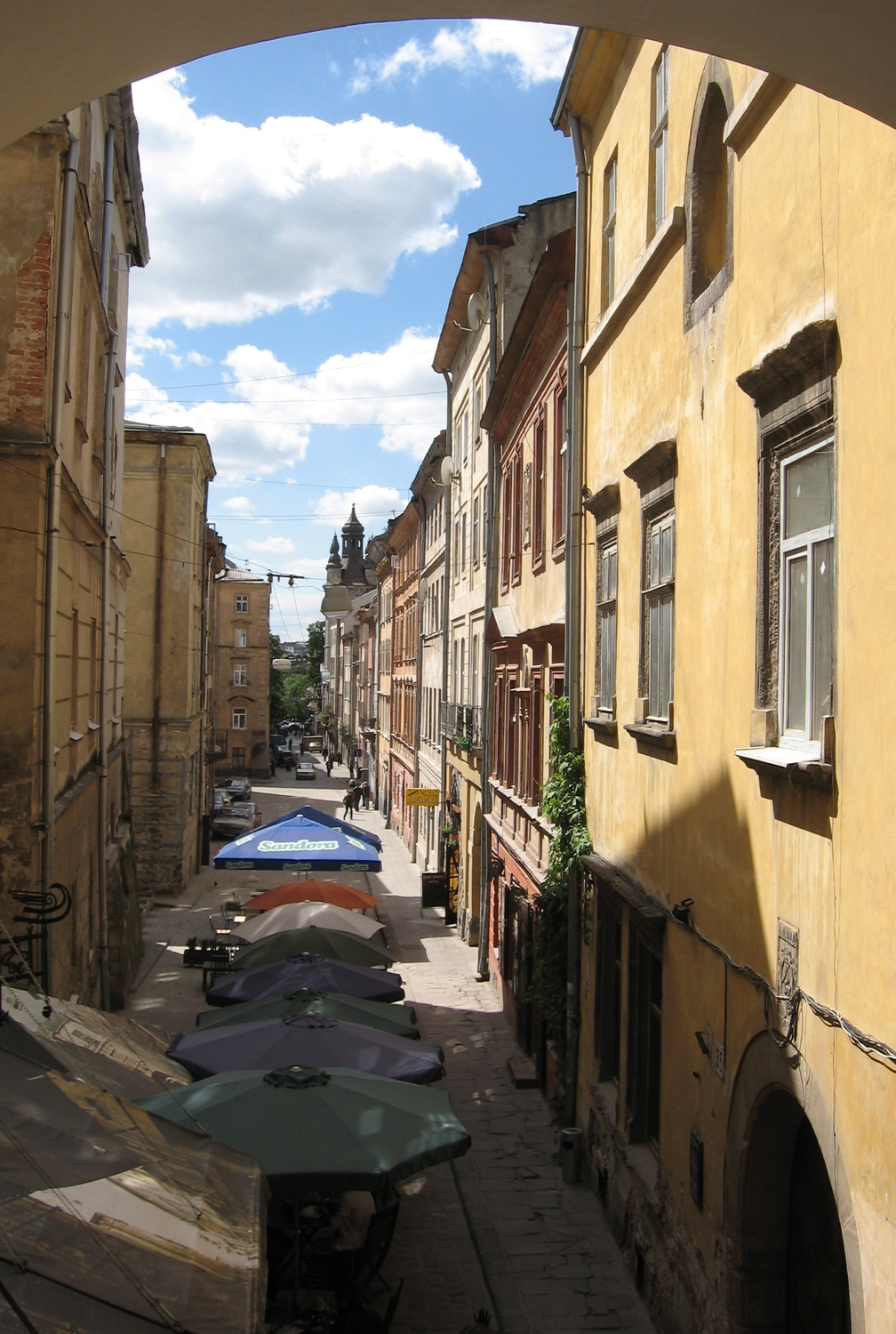
Армянская улица

В 1519 году Сигизмунд I утвердил устав львовских армян, в основу которого был положен судебник Мхитара Гоша. В 1549 году армяне получили привилей, согласно которому они были подсудны только армянскому праву (правда, в армянском суде наряду со старшинами общины должен был заседать войт магдебургского права). Традиционно каждый польский король подтверждал привилеи предшественников, армяне старались их расширить, вписывая новые пункты, а львовский магистрат постоянно старался ограничить или даже ликвидировать эти права.
В 1575 году в городе проживало почти 60 армянских семей. Во главе общины стоял совет старейшин (до 1563 года в него выбирали шесть членов, а затем — 12), который решал все споры и конфликты внутри общины. Также львовские армяне выбирали себе казначея, писаря и эреспохана — администратора церковного имущества, который после ликвидации должности армянского войта был главой совета старейшин.
Совет назначал руководителей больницы, мельницы и корчмы, сборщика налогов и возного, который исполнял судебные и полицейские функции. Армяне не имели своих представителей в магистрате Львова, но с 1383 года они постоянно занимали должность городского переводчика (тлумача). В 1578 году вышел королевский привилей, который почти полностью уравнял армян в правах с католиками. В 1588 году армянам принадлежало во Львове 22 больших магазина (для сравнения, католикам принадлежало 9, а русинам — 7).
Богатые армянские купцы держали в своих руках значительную часть восточной торговли не только Львова, но и всей Польши. Со второй половины XV века они стали важными посредниками в торговых и даже дипломатических контактах между Польшей и Османской империей. В XVI веке Львов стал крупным центром торговли левантийским шёлком, в которой доминировали армяне, греки и евреи. Армяне привозили товары из Крыма, Стамбула, Александрии, Сирии, Персии, Индии и даже Китая, они участвовали во всех больших ярмарках Польши, но крупнейшие контракты заключали именно во Львове. Среди богатейших армянских купеческих и шляхетских семей Львова выделялись Августиновичи, Торосовичи, Серебковичи, Ивашкевичи, Никоровичи, Бертановичи, Голубовичи, Доноваковичи и Вартановичи.
Второе место после купцов занимали армянские ремесленники, особенно ткачи и золотари, а также кожевенники, сапожники, портные, скорняки, оружейники, седельники, жестянщики, каменщики, мясники и пекари. Несмотря на значительное число армянских мастерских, изготовлявших пояса для контушей, сафьян, вышитые золотыми и серебряными нитками ткани, прежде всего лавки армян славились во Львове привозными (восточными) товарами. Среди львовских художников были известны Павел Богуш и его сын Шимон Богушович.
В конце XVI века во Львове, согласно различным источникам, проживало от 1,5 до 2,8 тыс. армян (12 — 14 % от общего числа горожан). В средместье они владели около 80 домами, в Краковском предместье — 280 домами. Крупные общины армян-ремесленников существовали на юридике старосты (Подзамче), юридике Святого Яна и юридике армянского архиепископа.

### Греки

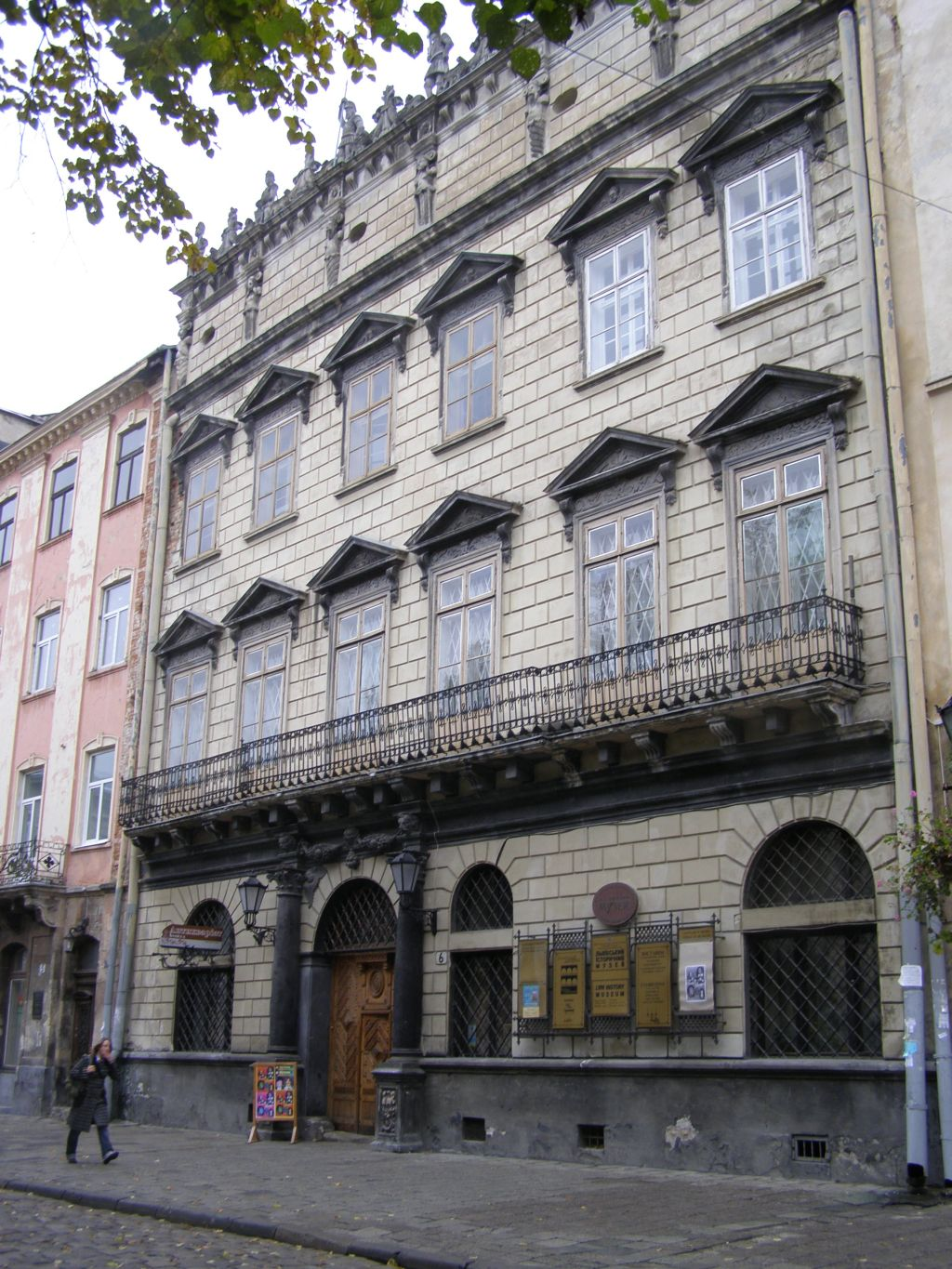
Дворец Корнякта

Греческая община Львова начала формироваться во второй половине XIV века (деятельность в городе первого греческого купца документально зафиксирована в 1382 году). Во Львове оседали греки преимущественно из колоний в Крыму, Молдове, с Крита и Корфу. Они активно конкурировали с армянами и евреями в торговле восточными товарами (в частности, импортировали вино и шёлк). Обладая большими финансовыми возможностями, греки довольно быстро обзавелись протекцией среди королевских чиновников и представителей магистрата.
Центром общины была улица Русская, на которой селились православные мещане. В XVI веке греки сосредоточили в своих руках торговлю вином во Львове и на значительной части Польского королевства, занимались арендой городских таможен и откупом королевских пошлин. Одновременно некоторые из них активно влияли на политические взаимоотношения между Польшей, Молдовой, Российским царством и Османской империей. Во второй половине XVI века богатейшие греческие семьи Львова (Корнякты, Альвизии, Маринетосы, Афендики, Мазараки, Лангиши) брали активное участие в православном движении и финансировали Успенское братство. Правда, они оставались в братстве незначительным меньшинством и никогда не имели большого влияния на принятие принципиальный решений. В 80-х годах XVI века во Львове проживало 32 грека (не считая прибывавших ненадолго купцов). В 1597 году во Львове осели критские купцы Баптист и Константин Вевелли. Несмотря на то, что греки находились в лучшем положении, чем их единоверцы-русины, они также испытывали некоторые ограничения в принятии гражданства и покупке недвижимости в средместье.

### Итальянцы

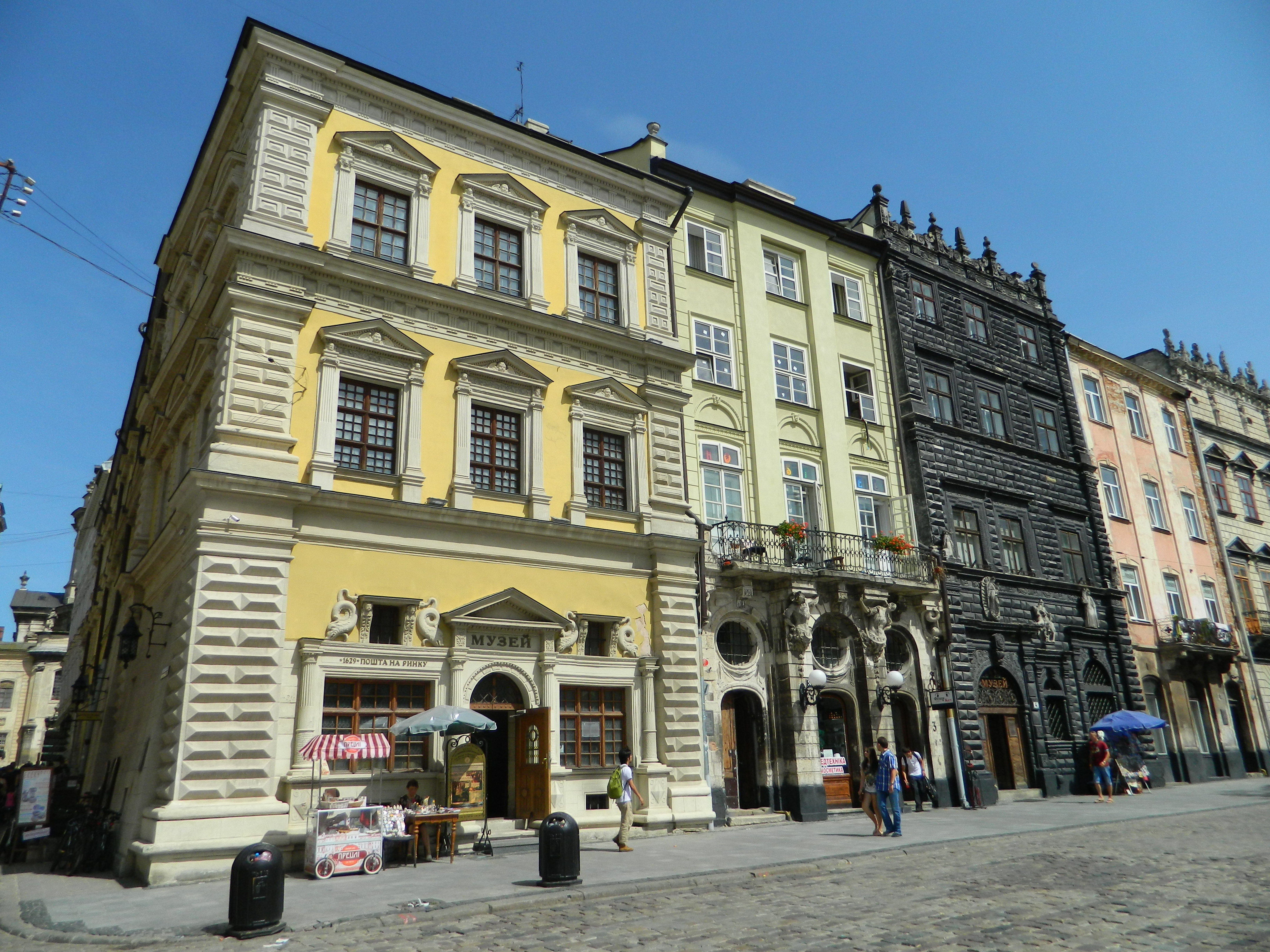
Дворец Бандинелли

Первые итальянцы появились во Львове в начале XV века, чему способствовали торговые связи Галиции с генуэзскими колониями в Крыму и итальянскими городами (Венецией, Флоренцией и Римом), а также культурные контакты Львова с итальянскими университетскими центрами (Болоньей и Падуей). В архивных документах за 1406 год упомянут случай пересылки денег (ста золотых) из Львова в Рим, а в 1409 году итальянец Франческо де Кантелло из Кафы получил львовское гражданство. В первой половине XV века во Львове осело немало итальянцев, которые занимались международной торговлей, финансовыми операциями, а также представляли интересы богатых генуэзских и флорентийских династий. Итальянцы покупали дома и имения в пригородах, владели складами и магазинами, жертвовали деньги на украшение алтарей в костёлах.
Несколько поколений львовской линии флорентийской династии Убальдини входили в состав городской верхушки. Богатые итальянцы держали светские салоны, через которые во Львов проникали культура, музыка и литература Западной Европы, обустраивали здания, дворы и колодцы в средиземноморском стиле, а также внедрили в городе противопожарные стены (брандмауэры). Купцы торговали дорогими привозными тканями, а также предоставляли услуги по доставке товаров и корреспонденции в Европу. Второй по численности группой итальянцев после купцов были архитекторы, прибывшие во Львов после пожара 1527 года. Именно им город обязан особым архитектурным стилем, объединившим поздний ренессанс и местные традиции.

### Прочие

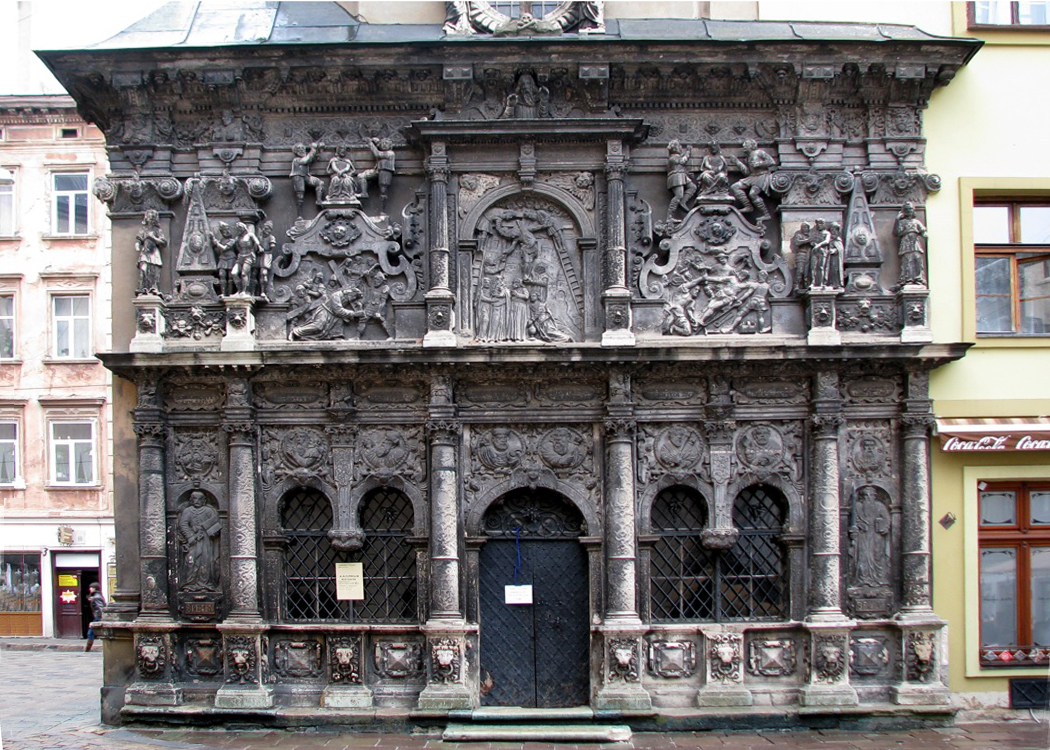
Фасад часовни Боимов

Первые венгерские переселенцы появились во Львове в 1370—1387 годах, когда город находился под контролем Лайоша I и его дочери Марии. С воцарением на польском престоле Стефана Батория во Львове осело несколько венгерских семей из Трансильвании, в том числе Боймы (Боїми). Ежи Бойм сколотил состояние на ростовщичестве, торговле вином, сукном и пряностями, затем был избран райцем и бургомистром Львова. Его потомки также занимались торговлей, становились райцами, а также войтами и придворными врачами польских королей.
Татары жили рядом с армянами, так как также происходили из Крыма и имели с ними культурное сходство. Во Львове существовали Татарские ворота, Татарская улица и Татарское предместье (в первой половине XV века они были переименованы в Краковские ворота, Краковскую улицу и Краковское предместье соответственно). По некоторым сведениям, рядом с княжеским дворцом некогда располагалась татарская мечеть, но никаких археологических подтверждений этому не найдено. В 1403 году магистрат выселил татар за пределы городских стен (в средместье осталось всего несколько их единоверцев). В предместьях татары постепенно принимали христианство и растворялись среди основной массы жителей, другие покидали Львов. Последнее упоминание татар во Львове датировано 1509 годом.
Этнонимом «сарацины» именовали всех нехристиан, кроме евреев (арабов из Леванта, половцев, татар и поволжских булгар). Иногда сарацинами ошибочно называли караимов, генуэзцев из Сурожа и даже цыган. В княжеском Львове сарацины жили рядом с евреями и занимались преимущественно торговлей. В польский период под сарацинами чаще всего подразумевали именно львовских татар.
В XVI веке во Львове появилась община выходцев с Британских островов, которые занимались преимущественно экспортом на родину зерна. В конце столетия в городе проживало около 20 британских купцов, в основном шотландского происхождения (Понтис, Алланд, Стейлер, Эйфл и другие), многие из которых имели городское право.

## Религия
Вероисповедание, которое в средневековом Львове было основой общественного разделения, устанавливало непреодолимые барьеры между жителями города разных конфессий. Полноправными горожанами польского Львова могли быть только католики. Даже армяне, которые по социальному статусу занимали второе место, значительно уступали в правах католическому патрициату. Ещё ниже в социальной иерархии находились православные русины и иудеи.

### Католицизм

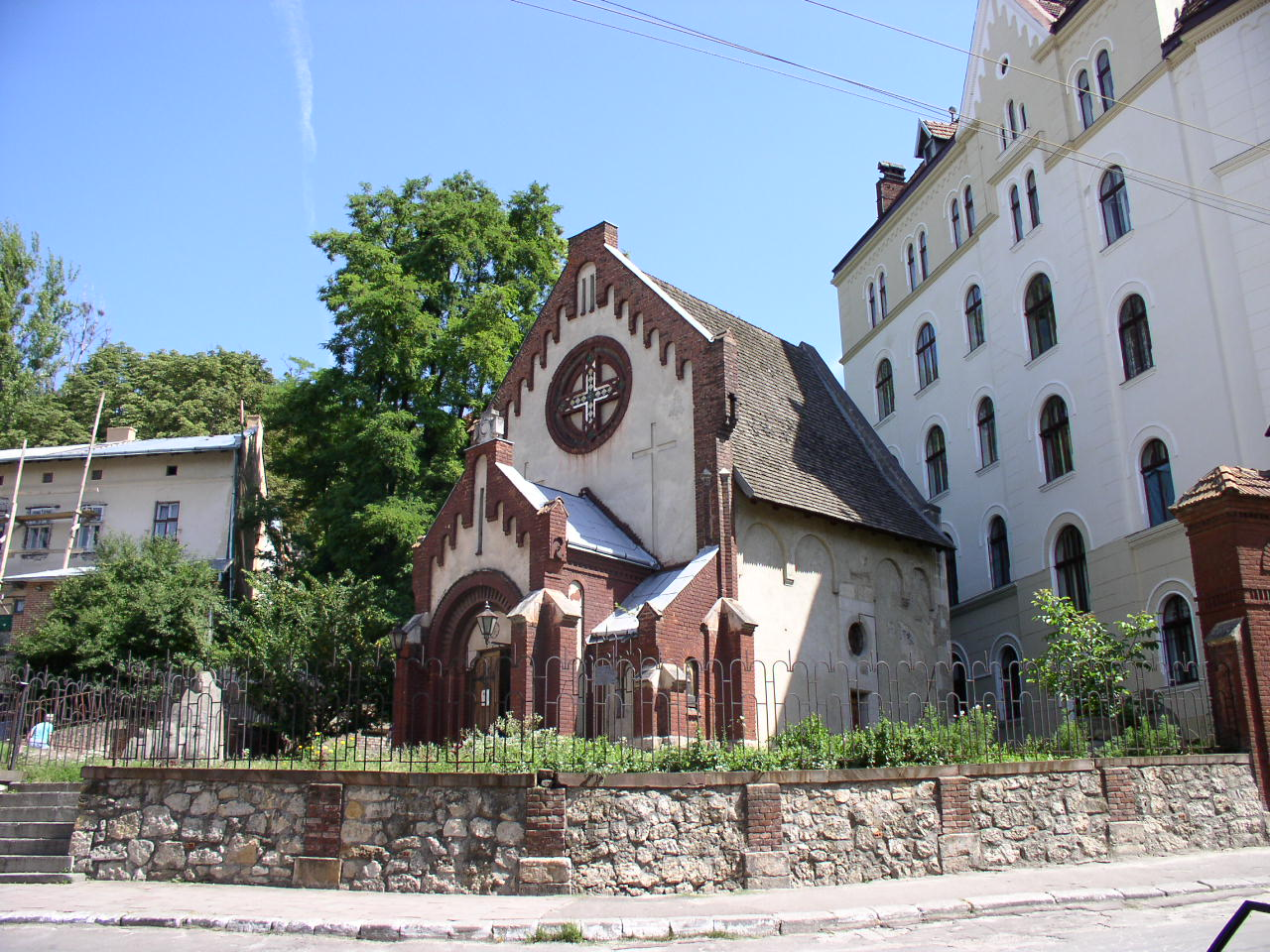
Костёл Иоанна Крестителя

Уже в XIII веке Львов стал интересовать доминиканских и францисканских миссионеров. В 1257 году земли Руси были отнесены к юрисдикции любушских католических епископов. Первым инициатором создания латинского архиепископства и митрополии с центром во Львове стал король Казимир III, с подачи которого в январе 1359 года был утверждён львовский епископ Тома.
В польский период истории некатолическое население Львова было ограничено в политических правах и хозяйственной деятельности. Магдебургское право предоставляло привилегии главным образом горожанам католического вероисповедания. Некатолики не могли избираться на руководящие должности в органы городского и цехового управления, они должны были селиться лишь в определённых местах — армянском, русинском и еврейском кварталах. Русины жили преимущественно в предместьях, они имели меньше всего прав среди христиан (в средневековье русины не могли стать членами большинства ремесленных цехов).
К середине XIV века Львов уже имел значительную католическую общину, о чём свидетельствует предоставление ему магдебургского права (первыми среди древних галицких городов магдебургское право получали именно те, кто имел значительное католическое население — Сянок, Львов и Перемышль, а остальные поселения получили его позже). Нормы магдебургского права были тесно переплетены с католическими нормами и традициями средневековой Германии. После упадка Галицко-Волынского княжества немецкие и польские католики с помощью магдебургского права получили возможность наложить социальные ограничения на православных русинов Львова (в тех галицких городах, где не было больших католических общин, магдебургское право существенно не влияло на этнические взаимоотношения).

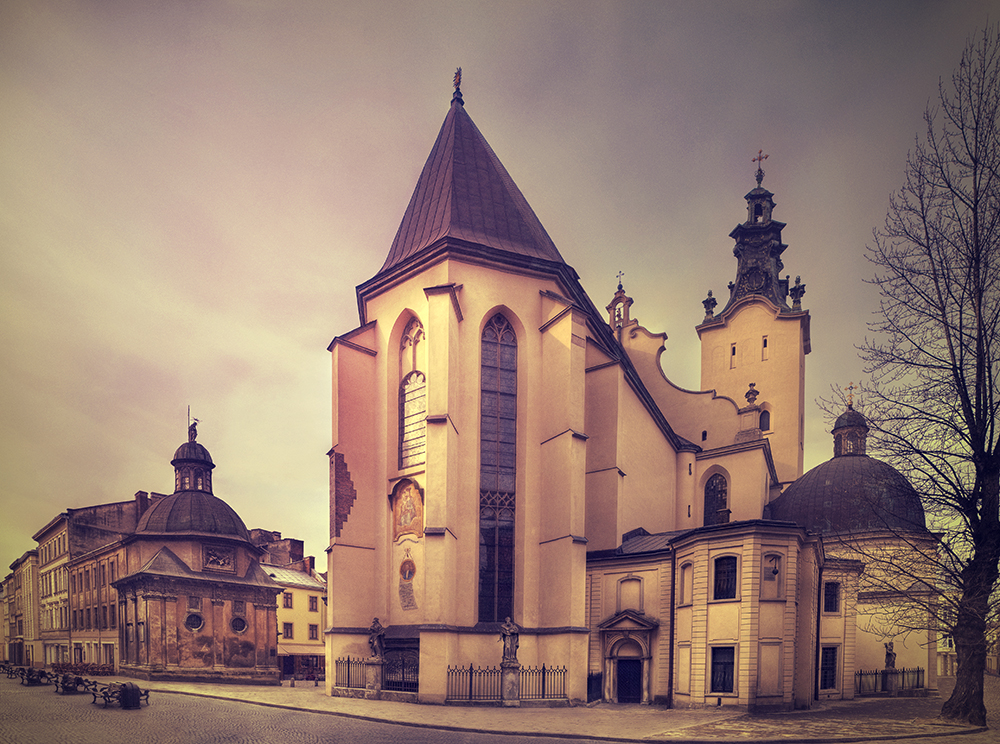
Латинский собор

С середины XIV века католическая Церковь начала строить во Львове многочисленные монастыри и костёлы, а также всеми средствами пыталась ополячить и окатоличить русинов и армян. В 1360 году на месте старой православной Успенской церкви началось строительство Латинского собора, который стал символом католического присутствия в городе. В феврале 1375 года буллой папы Григория XI была основана Галицкая католическая митрополия, на её территории запрещалось служить православным епископам. Большим влиянием во Львове пользовались католические ордена доминиканцев, бернардинцев, францисканцев и иезуитов, а также католические братства (благотворительные, просветительские, аскетичные и другие).
Замкнутые католические братства активно участвовали в духовной жизни мирян, занимались благотворительностью, проводили общие богослужения, финансировали храмы, приюты и школы. Фонды братств пополнялись за счёт пожертвований шляхты и богатых патрициев, а касса братства (скарбниця) хранилась в костёле. Старейшими братствами, действовавшими на территории Львовского архиепископства, были братство при Латинском соборе, братство при костёле Марии Снежной (1387), братство Милосердия (1442), братство Божьего тела (1457), братство Святого Франциска (1464), братство Святой Анны (1583), воинское братство Святого Михаила (1596).

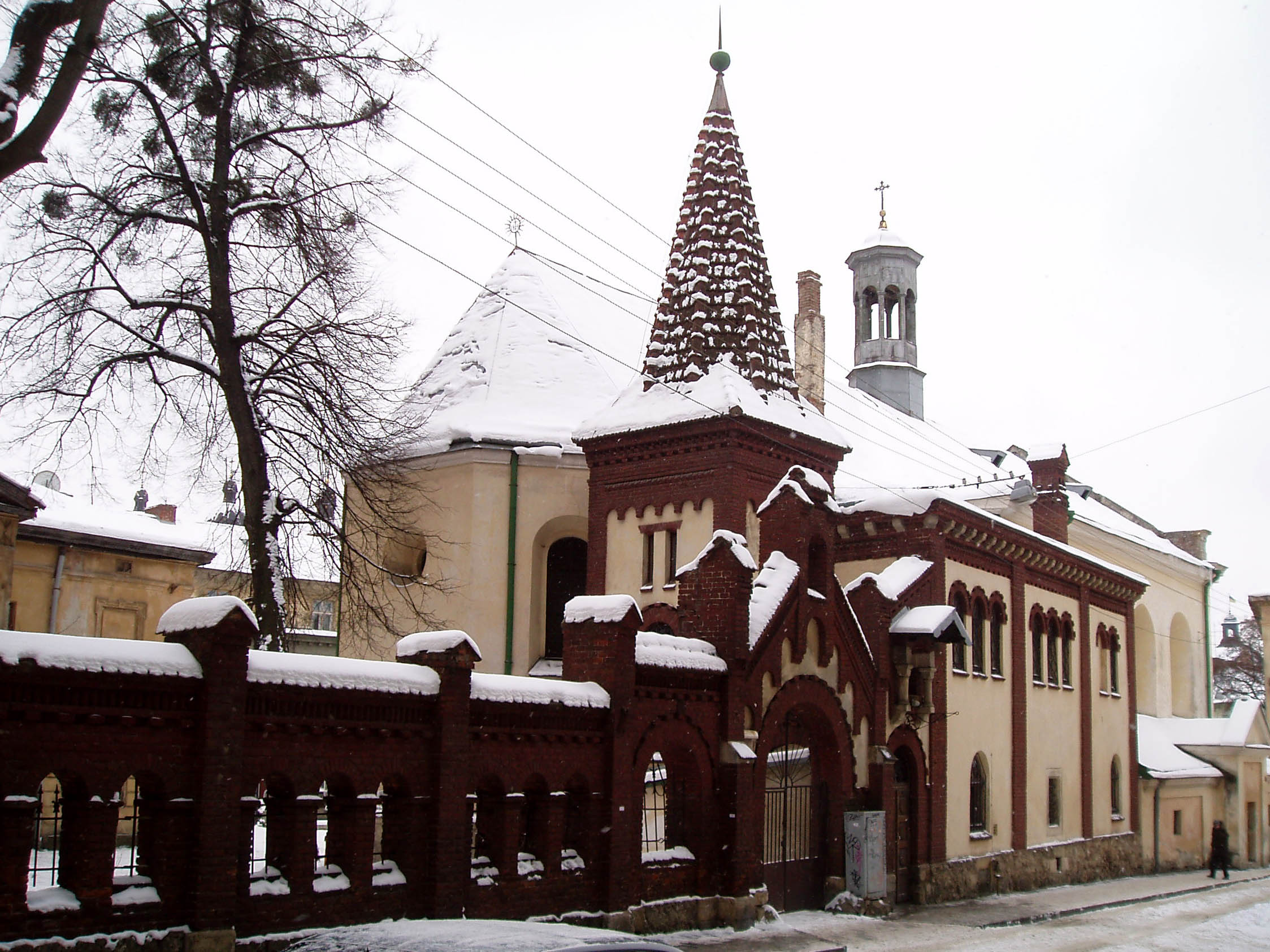
Костёл Марии Снежной

В 1395 году, благодаря усилиям галицкого архиепископа Якуба Стрепы и польского короля Владислава II, была достигнута договорённость с чешским королём Вацлавом IV о том, что любушские епископы отказываются от своих притязаний на территорию Руси. В августе 1412 года буллой папы Иоанна XXIII кафедра была перенесена из Галича во Львов, а собор Успения Пресвятой Девы Марии получил статус архикафедрального (в мае 1414 года папская канцелярия официально подтвердила перенос кафедры). На площади Рынок был построен дворец, который до 1844 года имел статус резиденции львовских архиепископов. Юрисдикции Львовской митрополии были подчинены епископы Перемышля, Холма, Владимира, Каменца, Молдовы и Киева.
Статус львовских архиепископов был довольно высоким, в церковной иерархии они занимали второе место после гнезненских архиепископов, которые имели звание примасов Польши. Главным коллегиальным органом управления был капитул, основанный в 1429 году (другими структурами являлись генеральная консистория, канцелярия архиепископа, институт генеральных официалов и викариев). Католическое архиепископство получало богатые подношения от польских королей и местной шляхты. В 1515 году ему принадлежало четыре города и 29 сёл, хотя среди польских архиепископств львовское считалось относительно бедным. До конца XVI века сформировались территориальные границы и административное устройство архиепископства, неизменные до 1772 года (территория охватывала Львовскую и Галицкую земли Русского воеводства). В 1593 году архидиоцез был поделён на семь деканатов с центрами во Львове, Дунаеве, Городке, Жидачове, Рогатине, Галиче и Теребовле.
В 1370-х годах во Львове, на месте бывшего дворца князя Льва, по проекту Николая Чеха был построен готический доминиканский монастырь Божьего Тела, монахи которого вели активную миссионерскую деятельность в Галиции, на Волыни и Подолье (ранее доминиканцы проводили службы во львовских костёлах Иоанна Крестителя и Марии Снежной). В 1378 году при поддержке Владислава Опольчика появился отдельный руський викариат «Братства пилигримов», большая часть руководства которого состояла из доминиканцев и францисканцев венгерского происхождения. Доминиканцы и монахи других орденов часто конфликтовали с католическим приходским клиром и прелатами. С 1416 года львовские доминиканцы платили чинш магистрату за земли, на которых располагались их костёл и монастырь. Долгое время доминиканский монастырь был крупнейшим землевладельцем среди монашеских общин Львова, уступая только каноникам кафедрального капитула (по состоянию на 1578 год ему принадлежали сёла Кротошин, Давыдов, Зашков, Костеев, Зарудцы и Завалов, подаренные королём Владиславом II Ягелло, магнатами, шляхтой и богатыми львовскими мещанами).
Во второй половине XIV века у западной городской стены был построен готический костёл Святого Креста и монастырь францисканцев (предположительно, на этом участке ранее стояла деревянная православная церковь, сейчас здесь расположена школа на улице Театральной, 15). С севера к костёлу примыкал Нижний замок, а с юга — больница Святого Духа. В конце XIV века настоятелем францисканского монастыря был Якуб Стрепа, позже ставший латинским архиепископом. В 40-х годах XV века проповедником и куратором монастыря был Ян из Дуклы. Костёл и монастырь почти не пострадали во время пожара 1527 года, однако получили значительные повреждения во время пожара 1565 года.

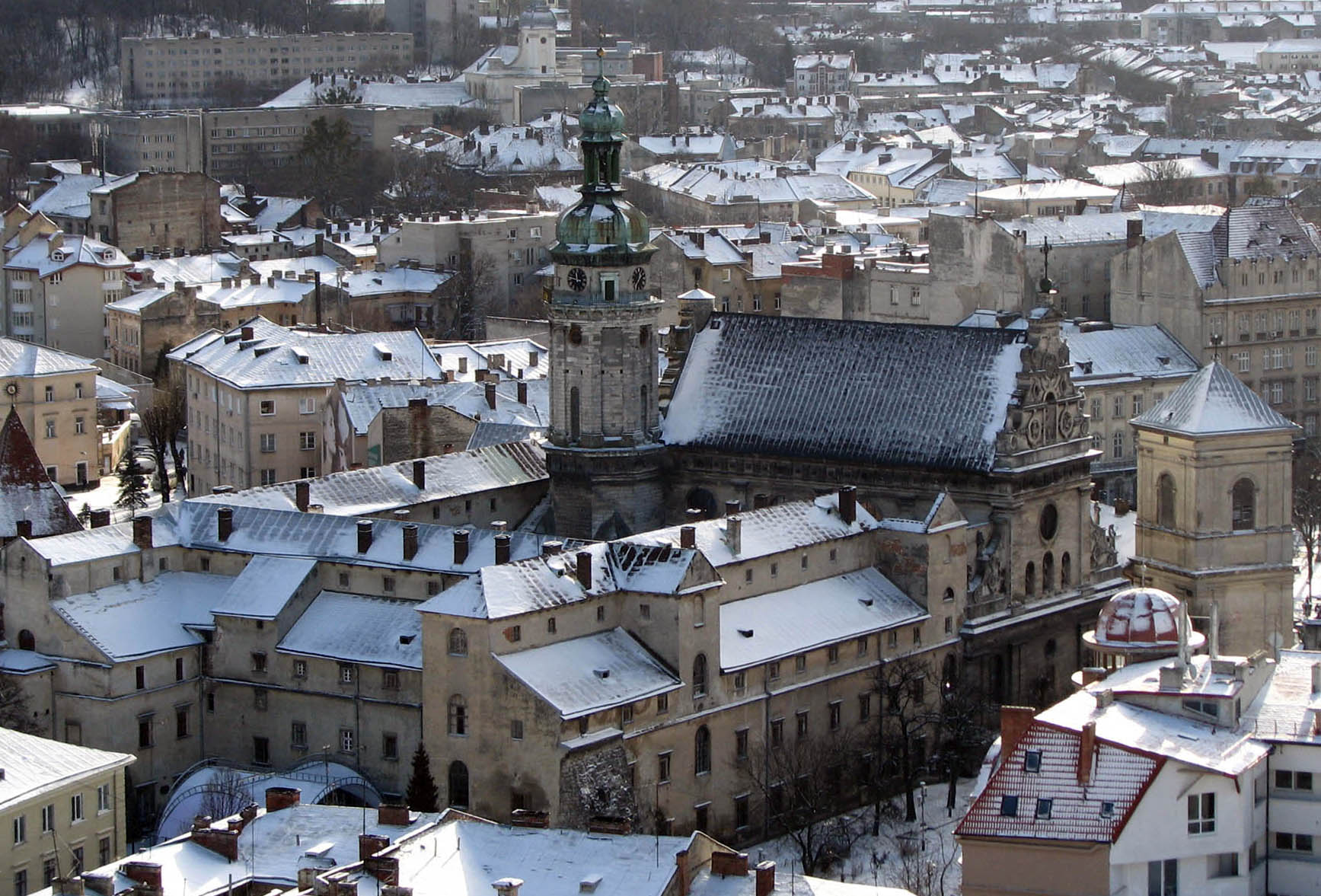
Бернардинский монастырь

В 1460 году во Львове стараниями воеводы Андрея Одровонжа был основан небольшой деревянный монастырь бернардинцев, при котором вскоре появилась женская община. Против новой обители выступили архиепископ, шляхта и городская власть. В 1464 году русины, жившие в Галицком предместье, сожгли монастырь, но уже в следующем году Андрей Одровонж отстроил обитель и костёл, куда пригласил новых монахов из Кракова (вскоре он умер и был похоронен в монастыре). Осенью 1484 года во Львове умер польский проповедник и богослов, член бернардинского ордена Ян из Дуклы, также похороненный в обители.
В 1509 году, во время нападения на Львов молдавского господаря Богдана III, монастырь и костёл бернардинцев сгорели. Вскоре обитель была отстроена в камне, а в 1513 году она получила статус кустодии. В начале XVI века дочь подольского воеводы купила для бернардинок дом в Галицком предместье и они обрели свой отдельный монастырь. В 1583 году для бернардинок построили часовню Святой Анны (позже на этом месте вырос монастырь кларисок). Своё влияние на шляхту и мещан бернардинцы осуществляли через братство Святого Бернардина из Сиены, братство Святой Анны и воинское братство Святого Михаила. Они часто были капеланами в армии, принесли во Львов первую шопку и традицию страстных богослужений. В конце XVI века был разработан план расширения монастыря, для чего бернардинцы скупили несколько участков земли у городских стен в Галицком предместье (магистрат выступал против расширения, опасаясь за безопасность оборонных стен).

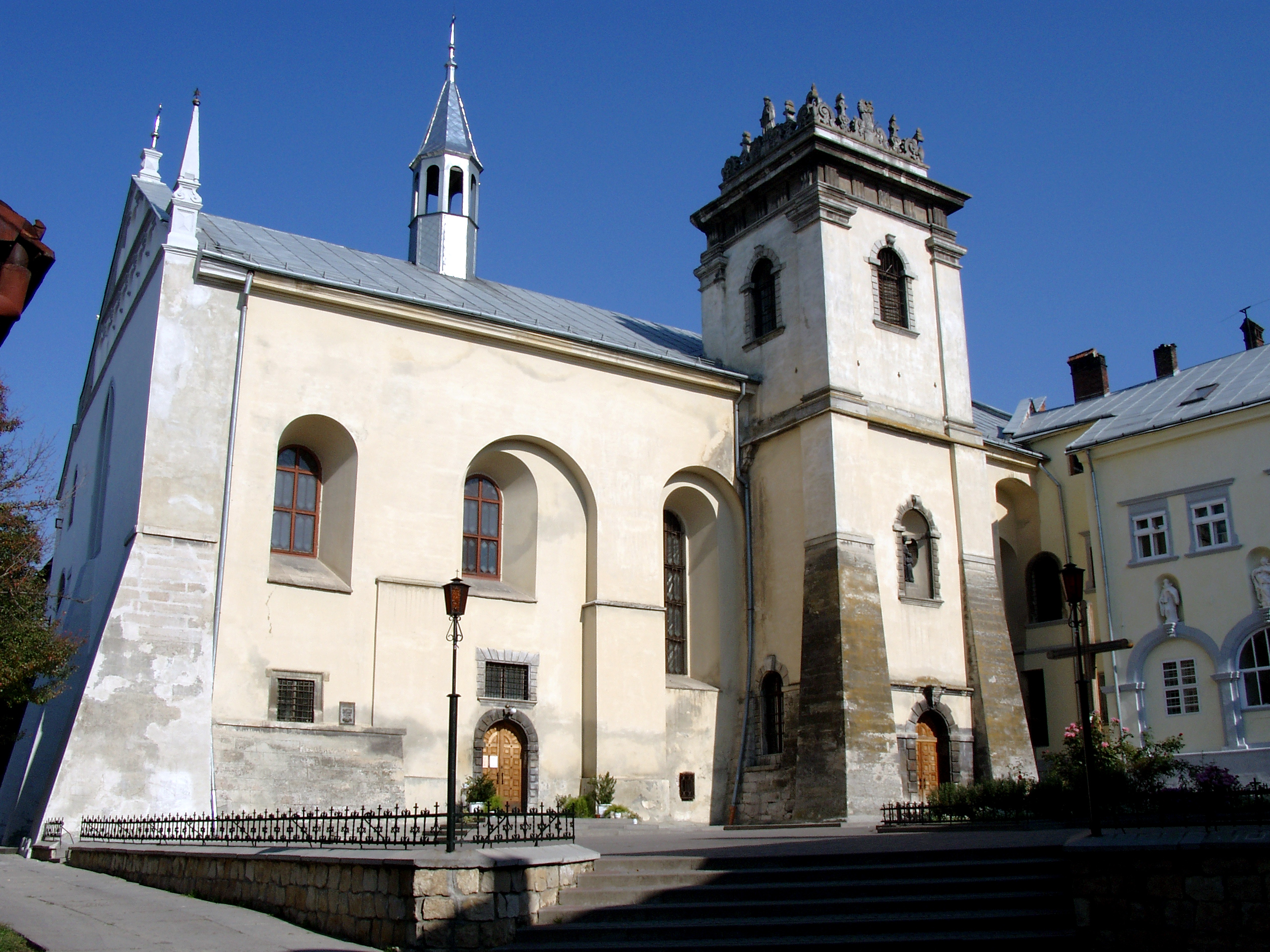
Монастырь бенедиктинок

В 1536 году в Галицком предместье на месте старой деревянной часовни был построен каменный костёл Святого Лаврентия (позже при нём возник монастырь и госпиталь бонифратов). В конце XVI века во Львове появились первые польские иезуиты, в частности, в 1583 году в городе побывал Якуб Вуек. Иезуиты, приезжавшие по приглашению католического архиепископа, жили в его дворце и служили в кафедральном соборе. В 1584 году была создана иезуитская миссия, а в 1590 году — иезуитская резиденция, на торжествах по случаю открытия которой свой стих иезуитам посвятил Шимон Шимонович. Местное духовенство и школа при кафедральном соборе, как и большая часть горожан, не слишком приветствовали появление ордена во Львове. Несмотря на это, львовские иезуиты активно включились в миссионерскую деятельность на Волыни и в Молдове.
В 1594 году на пожертвования богатой мещанки Софии Ганель был построен деревянный костёл Святой Софии (от него пошло название прилегающей местности — Софиевка). В 1593—1597 годах по проекту архитектора Павла Римлянина в предместье был построен оборонный монастырь Всех Святых. В 1596 году в нём было основано львовское отделение женского ордена бенедиктинок, что вскоре утвердили папский легат и польский король. В 1598 году папа Климент VIII утвердил своей буллой основание во Львове и самого монастыря бенедиктинок.
Внутренняя конкуренция и частые конфликты на религиозной почве раздирали многие цеха Львова, особенно цех художников, ювелиров и литейщиков, существовавший с XIV века (он объединял около 50 мастеров различных национальностей, в том числе и женщин). В 1596 году архиепископ Ян Димитр Соликовский приказал изъять из костёлов все произведения мастеров-русинов и запретил им впредь исполнять заказы католической Церкви. Уже в следующем году корпорация раскололась на цех художников-католиков и цех художников-русинов.

### Православие

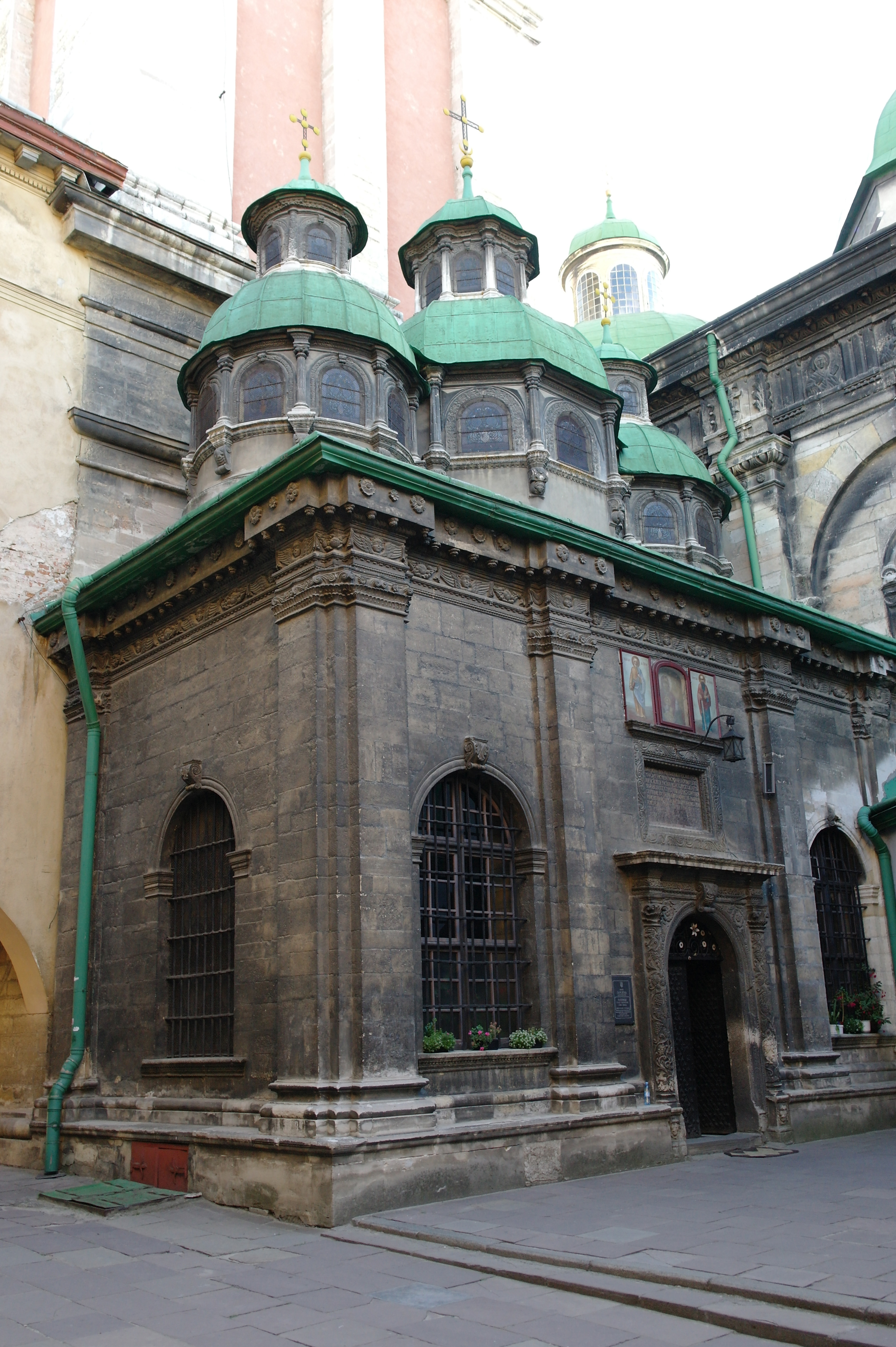
Часовня Трёх Святителей

В княжеские времена (вторая половина XIII — первая половина XIV века) православие было одной из доминирующих конфессий, во Львове существовали православные монастыри Иоанна Богослова, Святого Онуфрия и Святого Юра, а также православные церкви Спаса, Богоявления, Воскресения, Благовещения, Успения Пресвятой Богородицы, Честного Креста, Святого Николая, Святой Параскевы Пятницы и Святого Феодора.
В 1539 году, в результате реорганизации древней Галицкой православной митрополии и епархии, епископская кафедра была перенесена из Галича во Львов, где образовалась епархия Львовская, Галицкая и Каменецкая. Этому предшествовали длительная борьба и активные переговоры львовских мещан и шляхты православного вероисповедания (или как его тогда называли «греческой веры») во главе с Макарием Тучапским. В итоге в октябре 1539 года Сигизмунд I выдал привилей на право возобновить Галицкую православную кафедру с центром во Львове, а Тучапского наделил правами епископа (в 1540 году в его хиротонии приняли участие все украинские и белорусские архиереи). При кафедре был образован крылос — коллегиальный орган церковной администрации, куда входили настоятели львовских церквей.
Православное население Львова объединялось вокруг Успенской церкви, существовавшей с княжеских времён, и нескольких приходов в предместьях. Первая деревянная церковь Трёх святителей сгорела во время захвата Львова поляками в 1340 году. Во второй половине XIV века на улице Русской были возведены церковь Успения Богородицы и часовня Трёх святителей. Со временем церковь обрушилась, и на её месте в 1421 году был построен каменный храм. Он погиб во время пожара 1527 года, однако в 1547—1560 годах архитектор Пётр Итальянец на пожертвования местных русинов, молдавского господаря Александра Лэпушняну и его жены построил новую Успенскую церковь и часовню Святого Юра. В 1571 году Успенская (или как её называли Волошська) церковь и почти весь квартал русинов сгорели дотла. В 1591 году члены влиятельного Успенского братства начали строительство четвёртой церкви, дошедшей до наших дней. Во второй половине XVI века основной формой объединения украинских и отчасти греческих и молдавских мещан (главным образом зажиточных ремесленников и торговцев) стали православные братства, возникавшие при церковных приходах.
Первые православные братства благотворительного и просветительского толка возникли в Краковском предместье — братство Благовещения (устав с 1542 года) и братство Святого Николая (1544). Успенское братство (1586), объединявшее богатых мещан центральной части города, доминировало над братствами предместий, в которых нередко числились все взрослые прихожане мужского пола. Члены братств через свои связи с киевскими митрополитами, восточными патриархами, московскими царями, молдавскими господарями и гетманами поднепровского казачества даже добились для себя права контролировать деятельность местного епископа. Отчасти на этой почве в конце XVI века и вспыхнул конфликт между Успенским братством, обладавшим статусом ставропигии, и львовским православным епископом Гедеоном.
Львовские православные братства активно защищали гражданские права русинской общины, боролись за право мещан-русинов участвовать в магистрате и цехах, а после принятия Брестской унии выступали против неё, считая неравноправным положение греческого обряда по сравнению с латинским. Ради консолидации православной общины Львова братства даже пошли на компромисс с епископом Гедеоном и его наследниками. Гедеон боролся против вмешательства католических священников в дела православных, в ходе конфликта с братством рассматривал варианты унии с Римом, но всё же не поддержал её, а также способствовал застройке комплекса на Святоюрской горе.

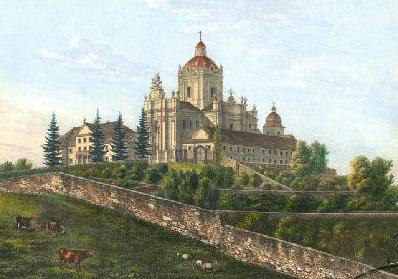
Вид Святоюрской горы в XIX веке

Другим важным оплотом православия был монастырь Святого Юра, основанный ещё в княжеские времена. Первая деревянная обитель была построена при князе Льве Даниловиче около 1280 года. В 1340 году она сгорела во время польского вторжения войск Казимира III, но уже в следующем году её восстановили (в честь этого события был отлит большой колокол, уцелевший до наших дней). В 1363 году была заложена каменная базилика в византийском стиле, законченная лишь в 1437 году (в 1363—1384 годах архитектором церкви был Доринг, ранее построивший во Львове армянский собор). С 1539 года монастырский храм Святого Юра стал кафедральным собором львовского православного епископа. Обитель владела большими земельными участками в предместьях и ближайших ко Львову сёлах. Монастырь Святого Онуфрия, основанный в середине XV века в Краковском предместье, находился под опекой Успенского братства и также считался важным центром православия в Галиции. В 1591 году был основан женский православный монастырь Святой Катерины Александрийской.
Одним из способов межконфессиальной борьбы и давления магистрата на украинскую общину Львова было ограничение на использование православными колоколов. Например, им было запрещено звонить во время празднования католиками Великой пятницы и Великой субботы. В 1521 году православная община получила от польского короля разрешение на то, чтобы священники могли нести через площадь Рынок Святые дары, но без права зажигать свечи, а уже на улице Русской им было позволено звонить в колокола и зажигать свечи. В 1580 году, по просьбе Константина Корнякта, король приказал городским властям Львова не чинить преград в установке колокола на новую колокольню Успенской церкви. В 1587 году львовский магистрат под страхом штрафа запретил звонить в колокола на башне Корнякта во время богослужений в соседнем монастыре доминиканцев. Кроме того, православные церкви были вынуждены платить за право бить в большой колокол во время похорон своих прихожан.

### Армянская церковь

Интерьер Армянского собора

В 1363 году (согласно другим данным — в 1368 году) на средства богатых армянских купцов был заложен кафедральный собор, а рядом с ним — дворец архиепископа. В 1364 году (по другим данным — в 1361 году) католикос Месроп I основал во Львове епархию армян Руси, Молдовы и Валахии, назначив архиепископом Григориса. В январе 1367 года Казимир III утвердил своим декретом существование епархии и даровал армянам религиозную свободу. Армянский архиепископ был первым церковным владыкой, который осел во Львове (католический и православный архиепископы основали в городе свои резиденции позже).
При львовском приходе, возглавляемом авакересом, действовали армянская школа, больница и несколько братств, священники прихода опекали армянское кладбище. Под руководством архиепископа или львовского авакереса заседал суд, в состав которого также входили представители совета старейшин общины. Они же избирали армянского архиепископа, которого потом утверждал католикос, контролировали имущество и доходы Церкви, выплачивали жалованье архиепископу и священникам. В конце XVI века при храме Святого Креста в Краковском предместье существовала небольшая община армянских монахинь.

### Иудаизм

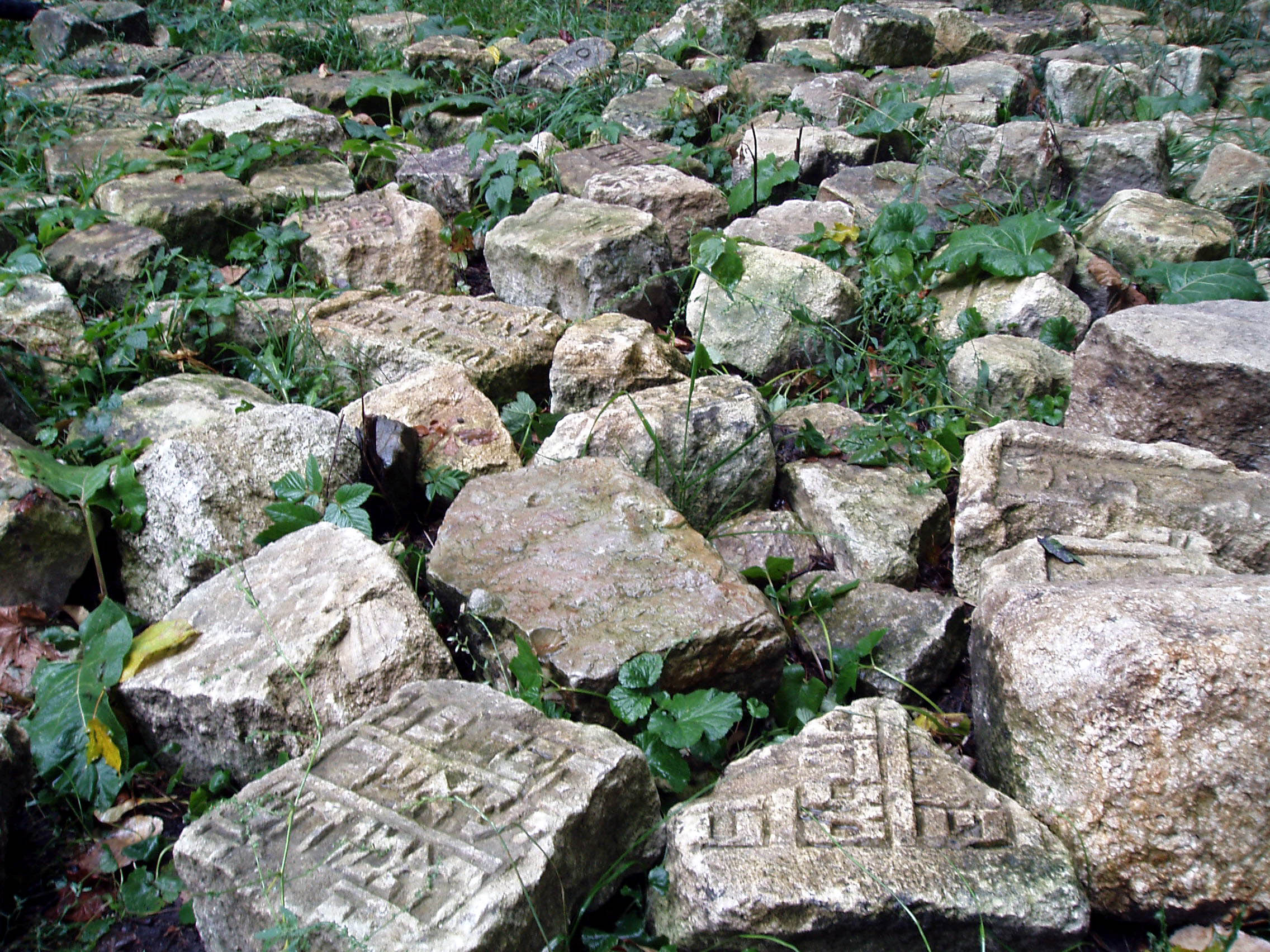
Остатки надгробий со старого еврейского кладбища

В средневековом Львове имелось несколько синагог, которые принадлежали двум разрозненным еврейским общинам — городской (базировалась в еврейском квартале средместья) и пригородной (базировалась в Краковском предместье). В начале XV века на улице Еврейской (нынешняя улица Фёдорова, 29) была построена или реконструирована синагога, от которой в 1906 году были найдены деревянные балки с надписями на иврите. В первой половине XV века также упоминается синагога на улице Еврейской, которую опекал богатый сборщик налогов Волчко, или Зеэв (он оплатил долги короля Владислава II Ягелло перед магистратом Львова и финансировал подготовку к Грюнвальдской битве). До конца не выяснено, была ли это одна и та же синагога, или два разных храма, располагавшиеся на соседних участках. Ещё одна древняя синагога располагалась возле Еврейской башни (южная часть городских стен в районе нынешней улицы Братьев Рогатинцев). В 1555 году на улице Быдлячей (современная Староеврейская улица) в стиле готики была сооружена каменная синагога (при австрийцах в 1800 году на её месте была возведена Большая городская синагога). В 1582—1595 годах под руководством Павла Счастливого построена ренессансная синагога Золотая Роза (или синагога Нахмановича). По всей видимости, она находилась на месте старой синагоги Волчка. Синагога Краковского предместья или Большая предместная синагога также основана в XV веке, несколько раз перестраивалась, а в начале XVII века уже была каменной (ныне на её месте расположен сквер по улице Сянской).

## Культура

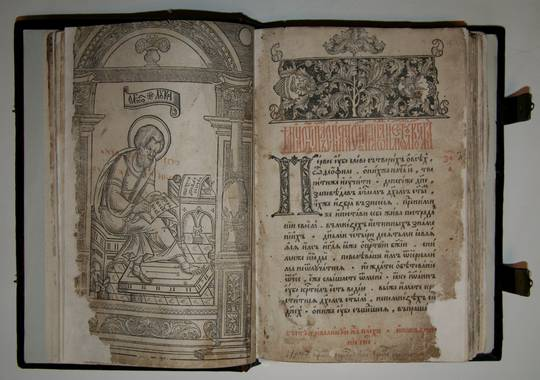
Львовский «Апостол» Ивана Фёдорова

Культура средневекового Львова, вобравшая в себя элементы культуры Руси и Польши, достигла высокого уровня. Значительное развитие получили живопись (особенно иконопись) и искусство иллюминирования рукописей, архитектура и скульптура, однако многие памятники материальной и духовной культуры были уничтожены во время частых иноземных вторжений и междоусобиц. Львов был одним из центров развития письменности, здесь составлялись и хранились летописные кодексы. О высоком уровне культуры свидетельствует сохранившаяся икона Богородицы из Онуфриевского монастыря.
Во второй половине XV века при Онуфриевском монастыре недолго существовала первая львовская типография. В 1573 году при помощи львовских мещан и настоятеля Онуфриевского монастыря печатное дело возродил Иван Фёдоров, основавший типографию в доме на улице Краковской (здесь в 1574 году он отпечатал второе издание «Апостола» и «Букварь»). После смерти Фёдорова (1583) типография оказалась в руках еврейских купцов, а с 1590 года при финансовой поддержке православного епископа Гедеона продолжила работать при Львовском братстве (первыми изданиями стали грамоты патриарха Иеремии II и собора епископов, а также сборник церковных стихов).
В 1578 году вместе с королём Стефаном Баторием во Львов на пять месяцев прибыла походная типография при королевской канцелярии, издавшая здесь на латинском и польском языках несколько универсалов, панегирик Яна Кохановского и сборник проповедей. Краковский юрист Павел Щербич, занявший должность львовского синдика и получивший королевский привилей на право печати, в 1581 году издал на польском языке кодекс городского права. В 1592 году осевший во Львове краковский печатник Мацей Гарволин опубликовал два латинских панегирика Шимона Шимоновича и учебник латинской грамматики, после его смерти типографию купил Мацей Бернат.
В первой половине XVI века при Успенской церкви на улице Русской зародилось православное братство, которое в 1586 году получило от антиохийского патриарха Иоакима V подтверждение своего устава, а вскоре и статус ставропигии. Львовское Успенское братство, боровшееся против католического гнёта, стало культурным центром православной общины города. При братстве были организованы типография и школа, преподавание в которой велось на церковнославянском, греческом и латинском языках. Вокруг братства и школы объединились выдающиеся люди своего времени — богословы и преподаватели Кирилл Транквиллион-Ставровецкий, Арсений Элассонский, Иов Борецкий, Стефан Зизаний и Лаврентий Зизаний, Иоанн Вишенский, переводчики и учёные Памво Берында, Гавриил Дорофеевич и Тарасий Земка, издатель Фёдор Балабан, богатые мещане Константин Корнякт, Юрий Рогатинец и его брат Иван. Осенью 1591 года была издана составленная в школе грамматика «Адельфотес».

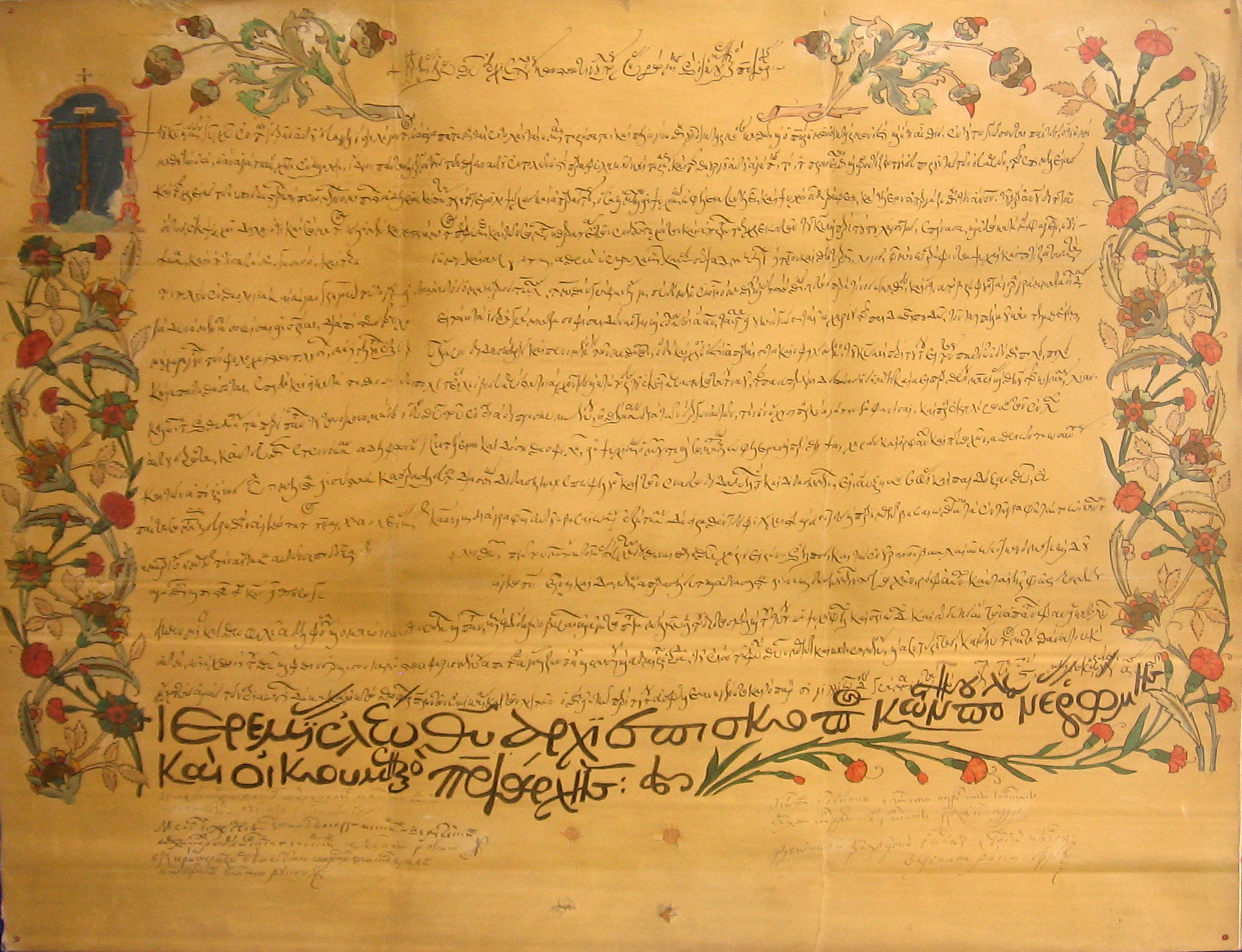
Письмо антиохийского патриарха о даровании ставропигии Львовскому братству

Кроме того, существовали православные братства и братские школы в пригородах Львова. Например, на Подзамче возникли братство Благовещенского прихода (1542) и братство при церкви Святого Николая (1544). Старейшим учебным заведением была школа при Благовещенском братстве в Галицком предместье. При этом братстве существовала большая библиотека, где хранились произведения античных авторов, западноевропейских гуманистов и славянских писателей тех времён. В архиве братства хранилось много ценных рукописей по истории и философии.
Средневековый Львов славился своими библиотеками, первые из которых появились при монастырях и церквях. Одна из старейших библиотек, насчитывавшая около тысячи томов, имелась при армянском архиепископстве. Со второй половины XIV века была известна библиотека католического кафедрального собора (собрание делилось на четыре части — кафедральную, митрополита, проповедников и викариев). Отдельную библиотеку имела католическая кафедральная школа, действовавшая с конца XIV века. Также одной из старейших считалась библиотека монастыря бернардинцев (она же была одной из лучших библиотек Львова XV—XVI веков).
В 1551 году началось строительство книгохранилища при монастыре ордена доминиканцев. К 1579 году относится первое документальное упоминание библиотеки монастыря при церкви Святого Онуфрия (здесь же хранилось собрание более древней библиотеки, существовавшей при церкви Святого Юра). Тем же 1579 годом датирован первый перечень книг библиотеки Успенского братства, которая регулярно пополнялась за счёт даров братьев (эта библиотека была закрытого типа, её собранием могли пользоваться только члены братства). В 1596 году был назначен первый директор основанной архиепископом Яном-Димитром Соликовским библиотеки, которая вскоре досталась иезуитской коллегии (книги в ней пополнялись как за счёт пожертвований, так и за счёт новинок типографии иезуитской коллегии).
Небольшую библиотеку имел львовский магистрат, в основном сборники законов и королевских статутов. Кроме того, многие частные лица имели в своих имениях собрания книг (личными библиотеками славились многие львовские архиепископы, а также каноники, ректора школ и богатые патриции из числа юристов, врачей, аптекарей и городских чиновников).

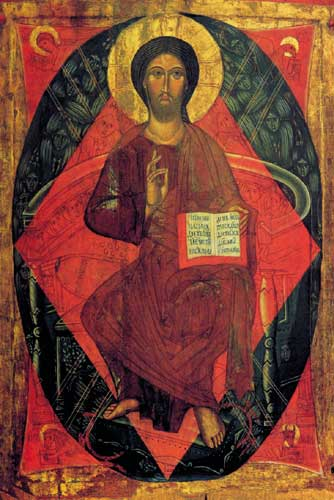
Галицкая икона второй половины XV века

В княжеские времена при православных храмах и монастырях Львова существовала иконопись, однако в силу различных причин древнейшие львовские иконы не сохранились (этому «способствовали» пожары, захваты города иноземцами, ремонты церквей и иконостасов). В последней четверти XIV века во Львове работал художник Иоанн, а в 1495 году городское право получил художник Прокоп из Мармароша.
Старейшими из сохранившихся икон львовской школы считаются икона Богородицы Одигитрии XV века из церкви Святой Параскевы в селе Красов и икона Спас из церкви Богородицы в селе Ременов. Среди львовских художников XVI века архивные материалы упоминают Андрея Русина и Лаврина Пухала. Художники Львова входили в совместный цех с золотарями и конвисарами (мастерами, которые изготовляли изделия из олова), они не только рисовали иконы и картины, но и оформляли книги, красили различные предметы хозяйственного, домашнего и военного назначения. Цеховым художникам принадлежало монопольное право на изготовление и сбыт своей продукции в пределах городской юрисдикции.
В XVI веке православные украинцы доминировали среди львовских художников (малярів), количеством и качеством работ они превосходили художников-католиков. Однако, из-за притеснений со стороны цехов, русины были вынуждены переселяться из города в предместья. Стимулом для активизации украинских художников стало основание во Львове в 1539 году православной епископской кафедры. Из-за того, что многие художники-русины работали и в костёлах, в 1595—1597 годах католики организовали свой отдельный цех.
Большое влияние на живопись и скульптуру львовской школы оказала готика. К плоской готической скульптуре принадлежат печатка князя Юрия Львовича (начало XIV века), печатка городской общины с гербом Львова и изображением башни (XIV век) и печатка магистрата с гербом и изображением ворот (1353). Элементы готики присутствуют в доминиканской иконе Богородицы Одигитрии XIV века (теперь находится в костёле Гданьска), в «Новозаветной Троице с донатором» XV века и двухсторонней картине из Латинского собора «Распятие с мучениками Фивейского легиона — Снятие с креста» (оба произведения хранятся в Львовской галерее искусств), в иконе «Распятие с пристоящим» начала XVI века (хранится в Национальном музее во Львове). Влияние готики заметно и на роспись армянской церкви (конец XV — начало XVI веков).
В левом нефе бывшего костёла Святого Николая находится алтарь Шольц-Вольфовичей (1595) из чёрного мрамора и алебастра. Эта работа Германа ван Гутте была вывезена из Латинского собора и помещена в храмовую часовню Святого Флориана. В центре алтаря расположена «Голгофа», а по сторонам — небольшие барельефы на темы страстей Христовых. Работы другого голландца, Генриха ван Хорста (несколько надгробий в виде алебастровых рыцарей), сохранились в доминиканском соборе от его готического предшественника. Среди членов Львовского братства было популярно многоголосое хоровое пение, распространившееся впоследствии на восточные славянские земли.
Во Львове творил органист и композитор Мартин Леополита, здесь учились астролог и медик Юрий Дрогобыч, польские поэты армянского происхождения Шимон Шимонович, Юзеф Зиморович и Шимон Зиморович. Средневековый Львов стал важной вехой в биографии архитекторов итальянского происхождения Павла Римлянина, Амбросия Благосклонного, Павла Счастливого, Петра Красовского, Петра Барбона, Войцеха Капиноса и Петра Итальянца, архитекторов немецкого происхождения Петера Штехера и Ганса Штехера, скульпторов голландского происхождения Генриха ван Хорста и Германа ван Гутте, архитектора и скульптора Анджея Бемера, скульпторов Яна Белого (Бялого) и Яна Зарембы, художника Фёдора Сеньковича, историка Бартоша Папроцкого. До своего вступления в орден иезуитов в 1564 году во Львовском кафедральном соборе проповедовал Пётр Скарга, в конце XVI века помощником главы львовских иезуитов был другой известный теолог Станислав Гродзицкий.

## Образование и наука

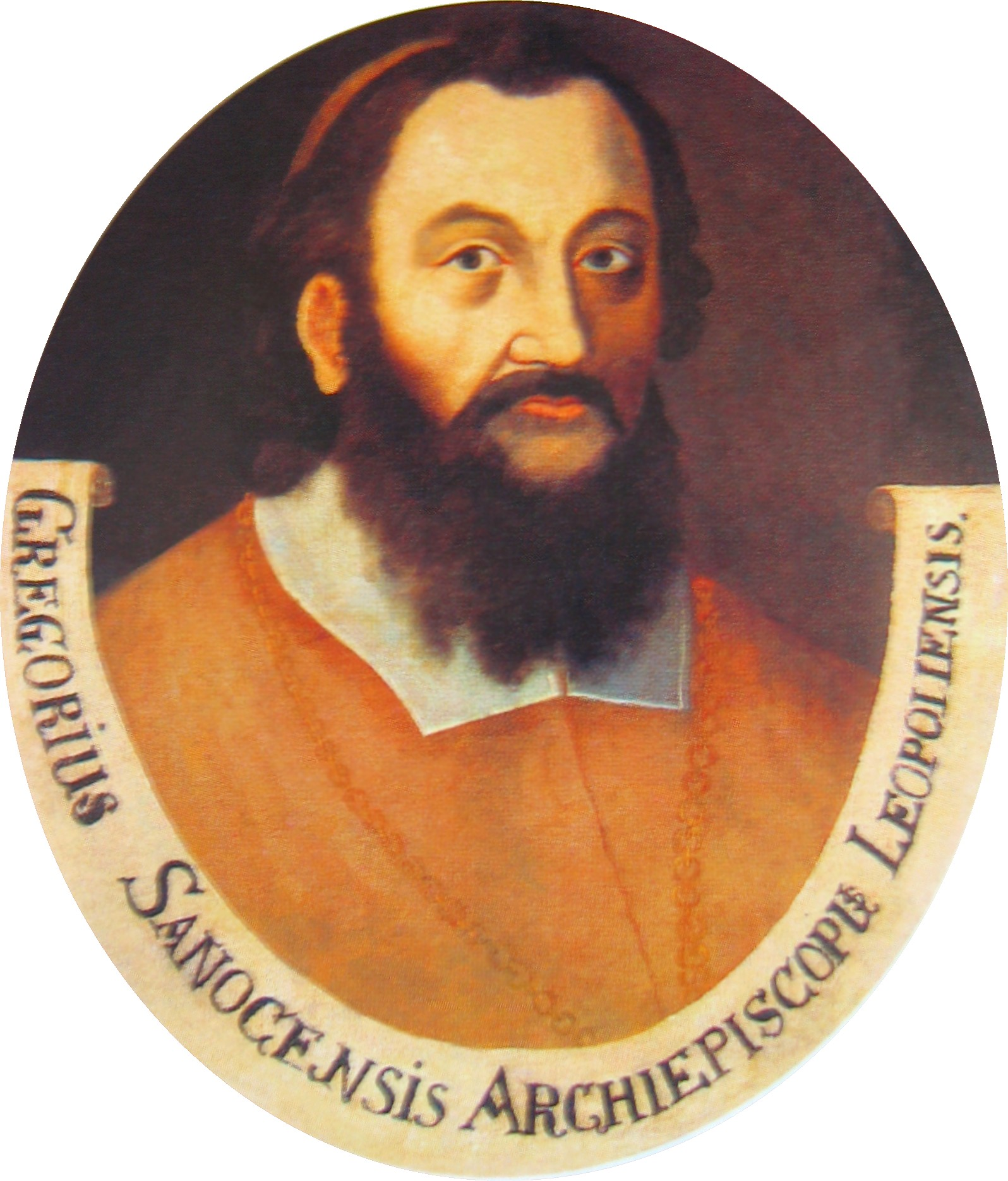
Гжегож из Сянока

Первые школы средневекового Львова учреждались при соборах и монастырях, а также при религиозных орденах и братствах. Престижные школы существовали при Латинском кафедральном соборе и монастыре бенедиктинок, при Успенском братстве, Благовещенском братстве и православном кафедральном соборе Святого Юра, при армянском соборе и синагоге (для своих конфессий соответственно). Талантливые ученики-католики могли претендовать на стипендии от львовского магистрата и продолжение учёбы в лучших университетах Польши, Германии и Италии. После возвращения во Львов образованные люди нередко начинали свою карьеру с должности писаря (нотариуса) или переводчика магистрата, а также участвовали в дипломатических миссиях.
В образовании широко употреблялись латинский, греческий и польский языки, реже — церковнославянский, армянский, древнееврейский и идиш (в школах соответствующих этнических групп). С конца XIV и до середины XVI века канцелярия львовского магистрата использовала готическое письмо, ставшее в польский период средством общественной коммуникации органов городской власти (согласно некоторым источникам, латинское письмо использовалось и в княжеской канцелярии XIII века). Львов в эпоху позднего средневековья имел тесные контакты с Краковом и Познанью. Кроме того, писари городской канцелярии переписывались со многими городами Западной Европы.
В 1451 году львовским католическим архиепископом был избран Гжегож из Сянока (Григорий Саноцкий), при котором во Львове распространилась культура итальянского Возрождения. Гжегож активно выступал против необразованности и предрассудков католического клира. Благодаря его стараниям значительно вырос уровень преподавания в львовской кафедральной школе, которая стала филиалом Краковского университета, что подтвердил специальным привилеем король Казимир IV. В загородном имении архиепископа собирались львовские интеллектуалы того времени, там долгое время проживал итальянский гуманист Филипп Каллимах.
В большинстве монастырских школ детей шляхты и мещан обучали письму, чтению и молитвам, девушек — ещё и рукоделию. В кафедральной школе дополнительно преподавали историю, теологию и философию.

## Сословия и органы власти

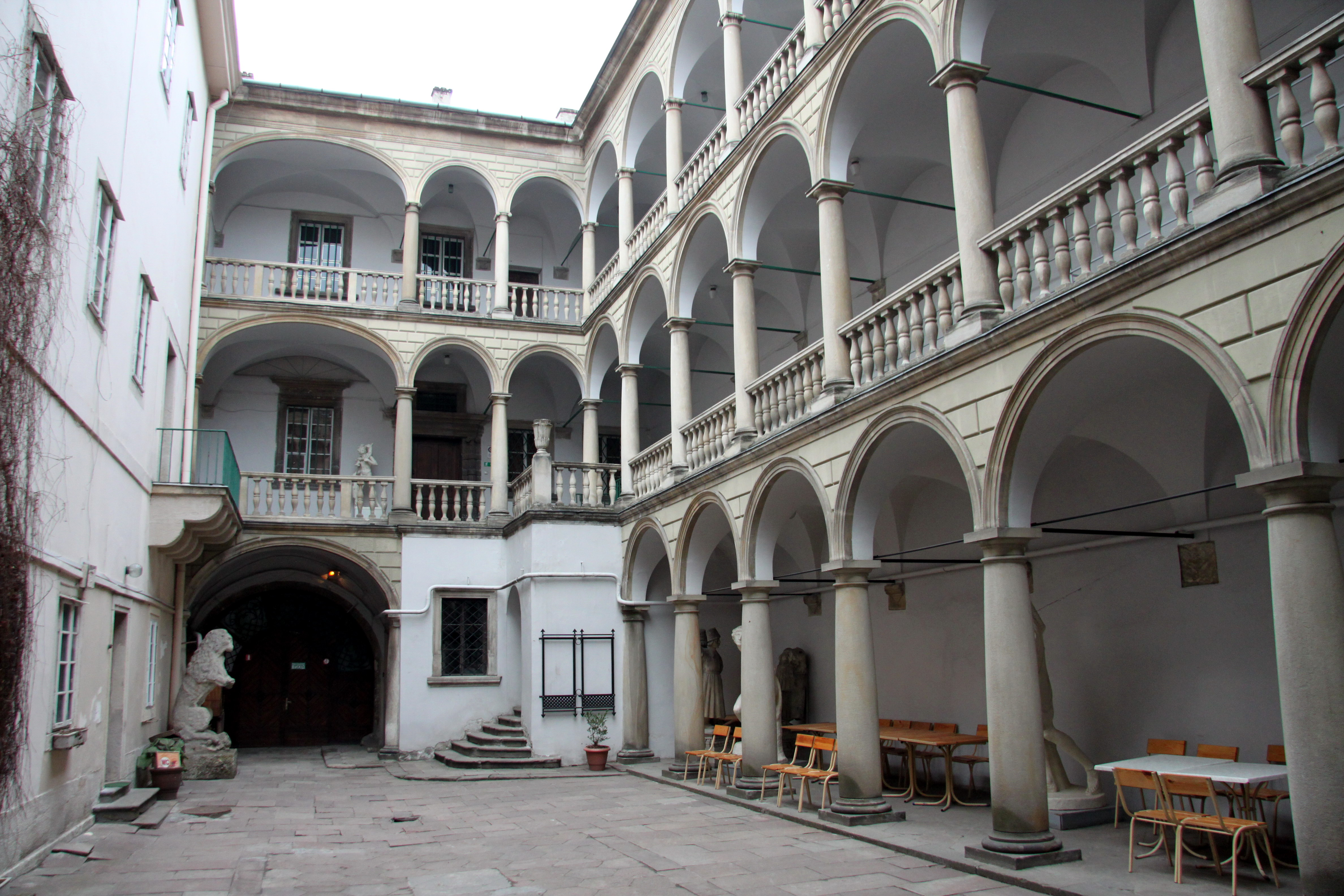
Дворик во дворце богатого львовского купца

В период Галицко-Волынского княжества Львовом от имени князя управляли воевода и богатые бояре, регулярно собиравшиеся на свои вече. Воеводе подчинялись гарнизон княжеской дружины и народное ополчение. В 1335 году в письме князя Юрия II Болеслава к великому магистру Тевтонского ордена Дитриху фон Альтенбургу упоминался львовский воевода Бориско Кракула.
После завоевания Галицких земель поляками (вторая половина XIV — первая треть XV века) местное боярство и даже польская шляхта, осевшая в Галиции, находились в более тяжёлом положении, чем шляхта в других частях королевства. Бояре были обязаны постоянно проживать в своих имениях и всегда быть готовыми выступить в поход по приказу короля. Они не могли без разрешения короля продать свои владения, а участие в военных действиях должны были оплачивать сами (хотя в Польше король платил шляхте за походы).
Во Львове социальная структура во многом накладывалась на этническую, в результате чего разные социальные группы складывались из представителей разных этно-конфессиональных общин, которые имели разный правовой статус и свои особенные формы самоуправления. Переход горожан между такими социальными группами был нечастым явлением. Население средневекового Львова состояло из четырёх основных социальных групп: шляхты (в том числе значительной прослойки галицких бояр, признавших власть короля), католического духовенства, мещан и пригородных крестьян. Две первые группы были относительно малочисленные, но пользовались большинством королевских привилегий. Согласно ориентировочным подсчётам, шляхта и духовенство составляли около 5 % населения города в польский период.

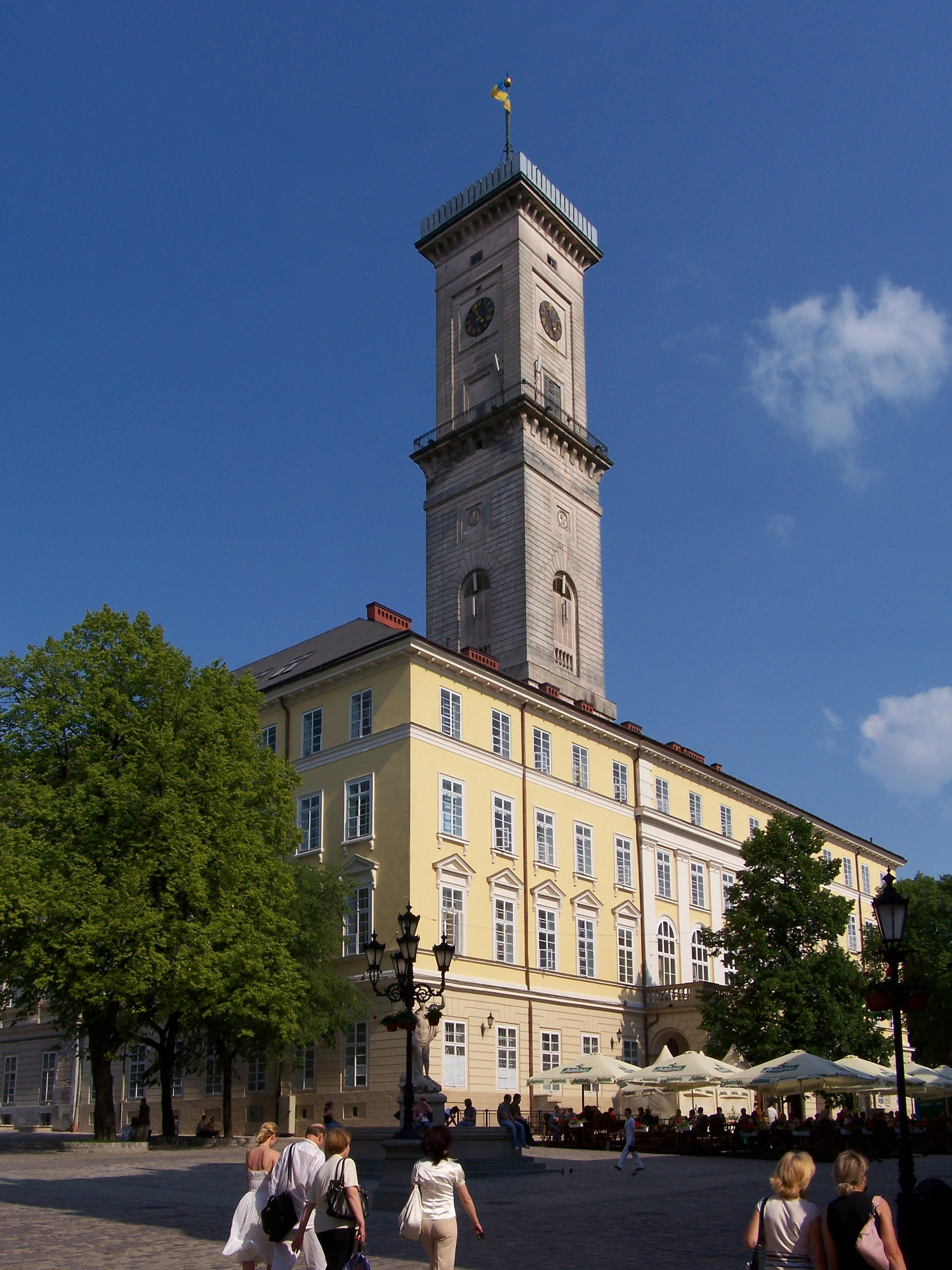
Современный вид ратуши, существовавшей на этом месте со второй половины XIV века

Основное население города составляли мещане, которые, в свою очередь, делились на три группы: патрициат, бюргерство и плебс. В первую группу входили богатые купцы, ростовщики, а также наиболее зажиточные ремесленники, особенно золотари. Эта верхушка городского общества насчитывала всего 40—50 семей, однако в её руках находилось всё городское управление. После получения Львовом самоуправления по магдебургскому праву (1356) патриции из числа богатых католиков превратились в привилегированное сословие, которое захватило главные должности в магистрате и судебной системе.
Вторую группу мещан составляло поспольство, пользовавшееся городским правом. Это была самая многочисленная прослойка населения Львова, к которой принадлежали мелкие и средние купцы, цеховые мастера, а также ограниченные в правовом отношении зажиточные внецеховые ремесленники.
Третья, не менее многочисленная, группа мещан состояла из городской бедноты, которая не пользовалась городским правом и не входила в состав цеховых организаций. Это были бродячие ремесленники, подмастерья и ученики из числа «партачей», челядь и другие горожане низкого социального статуса.
Отдельную социальную группу составляли жители пригородных сёл, таких как Клепаров, Большое и Малое Голоско, Замарстынов, Брюховичи, Белогорща, Кульпарков, Сихов и Волица. Многие из пригородных сёл возникли в XIII—XIV веках на землях, отведённых городу князьями и королями. Со временем эти сёла слились со Львовом и стали его улицами и окраинами. Вначале пригородные сёла принадлежали богатым феодалам, а во второй половине XVI века их подчинили магистрату (шляхта и патриции выступали арендаторами городских имений). Чаще всего в городских сёлах селились беглые крестьяне, нанимавшиеся батраками в хозяйства феодалов (кроме того, польские короли своими привилеями разрешали селиться в пригородных сёлах беженцам, спасавшимся от татарских набегов). Безземельные и малоземельные селяне занимались ремеслом (вне цехов) и продавали свои изделия в городе. Жители некоторых сёл пользовались правами мещан предместий и принадлежали к ремесленным цехам.
В высших сословиях преобладали поляки и немцы католического вероисповедания. Среди мещан было много поляков, армян и русинов (в том числе принявших католичество). В пригородных сёлах долгое время большинство населения составляли русины, в предместьях существовали отдельные кварталы поляков, русинов, армян и евреев. Городская беднота нередко выступала против гнёта патрициата и феодалов, подмастерья и ученики вели борьбу за свои права также и против цеховых старшин.
После получения Львовом магдебургского права городом управляли райцы (rajca, райці, они же radźca, радці, радні, аналог поздних гласных и ратманов) — члены избираемого мещанами совета магистрата, а также войт (війт) — выборный глава городского суда (изначально эта должность была наследственной), и лавники — члены выборной судебной коллегии. Войт, райцы и лавники отвечали перед горожанами за соблюдение законодательства и правил торговли, следили за деятельностью ремесленных цехов и обороноспособностью города, за благоустройством и застройкой Львова, за содержанием фортификаций и вооружением гарнизона, за основанием больниц, школ и бань, за получением гражданства и наследованием имущества. Армянская община Львова некоторое время имела своего войта (согласно королевскому указу от 1462 года армянский войт стал полностью независимым от городского суда, однако в конце XV века армянское войтовство было ликвидировано).

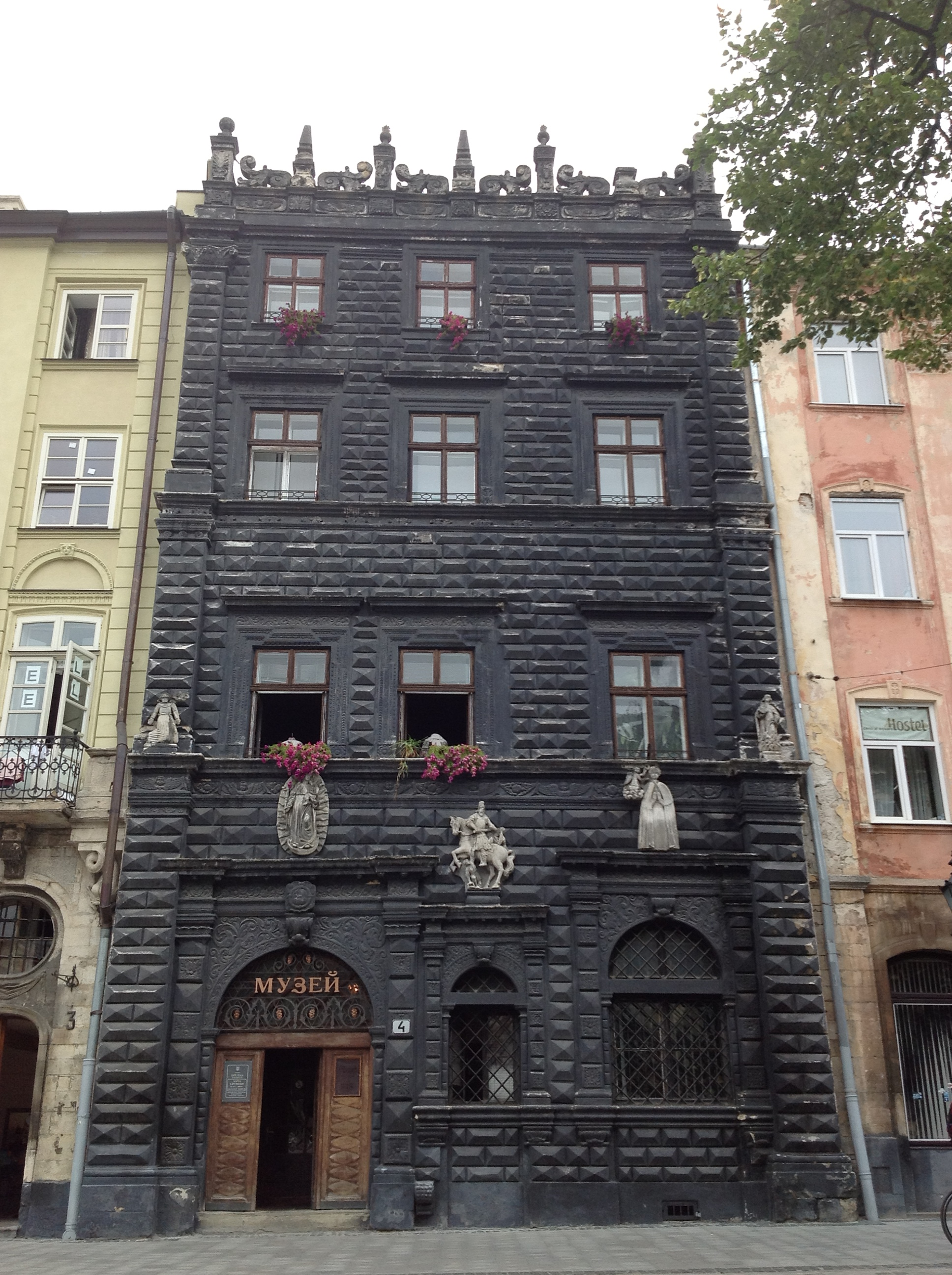
Чёрная каменица

В привилее от 1356 года Казимир III отмечал, что войт подчиняется только королю или старосте (войт и лавники назначались от имени короля). Однако в 1387 году привилеем галицкого наместника Владислава Опольчика должности войта и лавников стали выборными. В 1388 году Владислав II Ягелло подтвердил этот привилей, уточнив, что райцы могут избирать войта Львова, кандидатуру которого одобрит король. В 1591 году львовский городской совет принял решение избирать войта на год поочерёдно из числа лавников и старейшин совета. Войтом не могли стать психически больной, немой, слепой, глухой, не достигший 21 года, нехристианин, рождённый вне брака и женщина. Войт приступал к исполнению обязанностей после принятия присяги, символом его власти был серебряный жезл.
Руководителем городского самоуправления был бургомистр (или проконсул). Эта должность существовала во Львове с середины XIV века. Каждый год из числа райцев выбирали трёх бургомистров, которые выполняли свои функции поочерёдно в течение четырёх недель. Согласно уставу от 1378 года выборы проводились 22 февраля в ратуше. На церемонии королевскому старосте вручали перечень с тремя фамилиями членов совета, определённых коллегией райцев, среди которых староста выбирал одного «королевского бургомистра» (срок его полномочий был первым в году). Затем из оставшихся двух фамилий поспольство выбирало своего бургомистра, а оставшийся кандидат автоматически становился бургомистром от панов-райцев. В конце календарного года каждый бургомистр отчитывался перед советом о потраченных средствах.
Бургомистры, как и райцы, выполняли административно-судебные функции: разбирали гражданские конфликты (особенно что касалось коммерческих споров, долгов, опеки и наследства), следили за ценами и противопожарной безопасностью, наказывали провинившихся торговцев и ремесленников. В 1523 году львовский бургомистр получил право собирать шос, в 1525 году Сигизмунд I передал под юрисдикцию бургомистра сёла Зубра и Сихов, а в 1532 году своим декретом передал в распоряжение бургомистра сбор налога с проезда львовскими мостами. Кроме обычного существовал и ночной бургомистр, который следил за городской стражей и проверял, закрыты ли на ночь ворота.

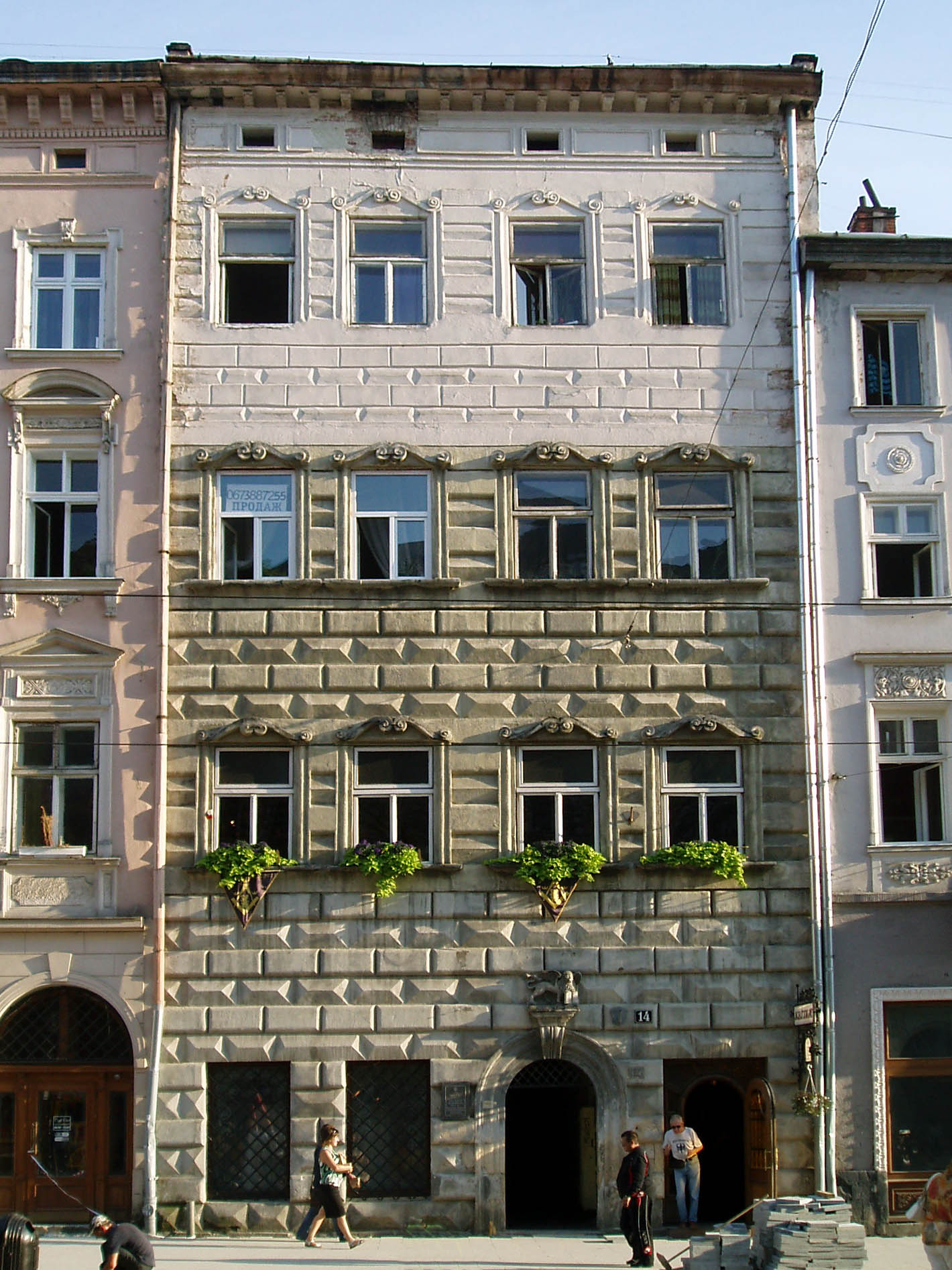
Венецианская каменица

В 1434 году, в результате распространения на западноукраинские земли польской правовой системы, была утверждена должность воеводы, который руководил Русским воеводством и выполнял некоторые судебные функции (в документах предшествующих времён также упоминались воеводы, но они обладали совсем другими полномочиями). Первым воеводой русским был Ян Менжик. Назначаемый польским королём, русский воевода имел титул «генерального» и занимал 15-е место в сенате польского Сейма среди всех представленных в нём воевод.
В том же 1434 году король Владислав III Варненьчик издал привилей, согласно которому галицкая боярская знать окончательно была уравнена в правах с польской шляхтой и освобождена от всех обязательств, кроме воинской службы (с этого момента даже название «боярин» было официально изменено на «пан»). Таким образом, с автономным устройством галицких земель было покончено, остатки русского права были окончательно ликвидированы, во Львове утвердилась польская административная, военная и судебная системы.
Воевода собирал и руководил в своих землях ополчением из числа шляхты и поспольства, открывал работу генерального сеймика воеводства, контролировал цены, весы и меры в городе, наблюдал за соблюдением прав евреев, возглавлял вечевой суд, просуществовавший до 1578 года. Иногда воевода выступал посредником в конфликтах и спорах между мещанами и магистратом, шляхтой и духовенством. Формально львовские мещане не подпадали под власть воеводы, но на деле последний как представитель королевской власти во Львове постоянно вмешивался в дела магистрата.
Таким образом в средневековом Львове существовало три центра административной, судебной и экономической власти: городской (магистрат в лице бургомистра, райцев, войта и лавников), королевский (в лице воеводы, старосты и каштеляна) и церковный (в лице католического архиепископа, настоятелей монастырей, соборов и ректоров школ).
В различные периоды львовский гарнизон имел разную численность войск и разное вооружение. Например, в 1495 году на Высоком замке размещалась одна гауфница (гуфниця), одна полугауфница, одна тараница (тарасниця) и одна полутараница, а также пять гаковниц и 14 ручниц (в 1509 году — 29 больших гаковниц или коз и шесть меньших гаковниц). В 1537 году во Львове были одна длинная округлая тараница, три тараницы с гранями, одна шрубница, одна гауфница, одно дело и одно дельце, а также шесть гаковниц и шесть коз; в 1558 году — четыре больших дела, три разрушительных дела и одно дельце, а также 13 гаковниц, 10 коз и 5 губчастых (кремнёвых) ружей; в 1570 году — восемь дел, шесть гаковниц, 7 полугаковниц, одна коза и шесть ружей.

## Экономика
Основой экономики средневекового Львова были торговля и ремёсла, поэтому благосостояние города напрямую зависело от безопасности торговых путей. В XIV и первой половине XV века наблюдался расцвет хозяйственной жизни Львова, во второй половине XIV века в городе возникли первые цехи. Однако во второй половине XV века в экономике Львова наступил застой, вызванный завоеванием османами Константинополя, Балканского полуострова и побережья Чёрного моря, что подорвало торговые связи львовских купцов с Востоком. Несмотря на это Львов продолжал оказывать большое влияние на состояние внутреннего рынка окрестных земель. Во второй половине XVI века наступил новый подъём экономики города, который привёл к расцвету ремёсел и торговли. Настоящим бичом для коммерции были частые пожары и эпидемии (во время последних доступ посторонних через городские ворота прекращался, богатые патриции уезжали в загородные имения, а хозяйственная жизнь в самом городе замирала). Нередки были и нападения иноземных войск, во время которых Львов подвергался значительным разрушениям, а городские власти вынуждены были платить крупные выкупы.
Цеховые организации были заимствованны из Западной Европы, и у истоков первых львовских ремесленных корпораций стояли немецкие колонисты. Вскоре цехи стали средством ограничения прав некатолического населения. Русинам и армянам было очень трудно стать членами цеха, а евреям доступ в цех вообще был запрещён (в XVI веке среди ремесленников средместья более 95 % составляли католики). Согласно записям судебной книги львовского магистрата и другим документам, в 80-х годах XIV века во Львове проживали представители 23 ремесленных профессий, в 20-х годах XV века — 36 профессий, в 80-х годах XV века — 50 профессий.
Анализ королевских привилеев, дарованных национальным общинам Львова, свидетельствует о том, что наилучшее общественное положение среди некатолического населения занимали армяне. Больше всего экономических ограничений от католического патрициата приходилось на евреев, однако они находились под юрисдикцией русского воеводы и не подпадали под судебную власть города (таким образом, муниципалитет не имел полного контроля над еврейской общиной). Поэтому, на самом деле, в наихудшем положении находились русины, которые были самой слабой в общественном положении этнической группой. Значительная часть внецеховых ремесленников из числа русинов, армян и евреев проживала в предместьях, а именно на территории юридик, владельцы которых были озабочены в первую очередь прибылью, а не религиозными ограничениями.
В львовских предместьях и пригородных сёлах большое значение сохраняло сельское хозяйство и связанные с ним ремёсла, здесь располагались пруды, мельницы, пасеки, сады, виноградники, огороды и поля, население выращивало свиней, коз, кур и гусей.

### Внешняя торговля
С момента своего основания Львов находился на перекрёстке оживлённых торговых путей, известных как тракт или шлях. Будучи значительным городом Червонной Руси и крупнейшим городом Галицко-Волынского княжества, Львов играл важную роль на торговом пути между Киевом на востоке и Краковом и Прагой на западе. Купеческие обозы из Киева приходили через Луцк и Теребовлю, обозы из Молдовы и Валахии — через Каменец-Подольский, Коломыю и Галич (также через Галич шли обозы из Венгрии и соляных источников Прикарпатья), обозы из Польши, Чехии, Австрии и Германии — через Перемышль и Ярослав, из портов Прибалтики — через Владимир и Белз.

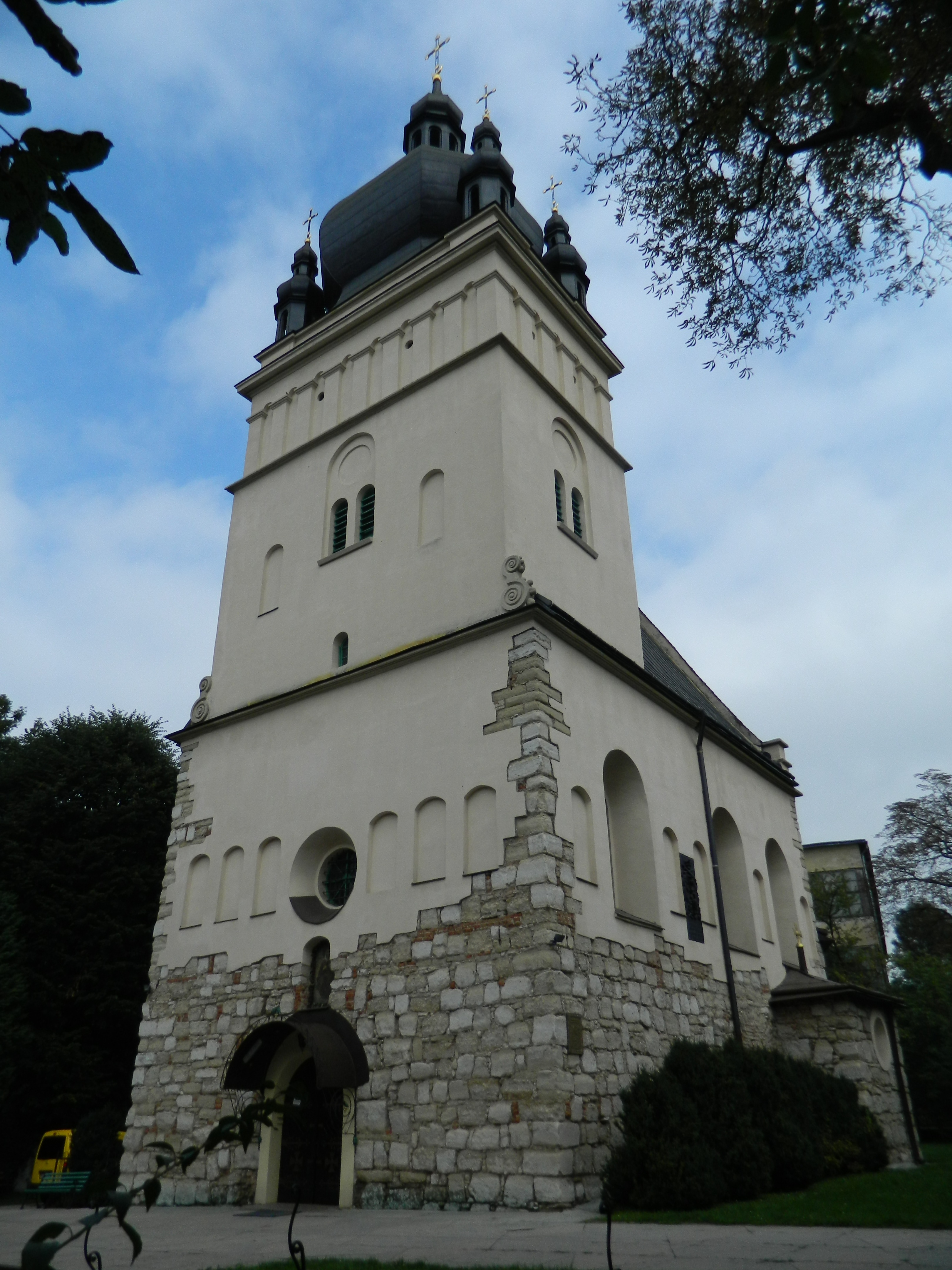
Церковь Святой Параскевы Пятницы

После вхождения Львова в состав Польши город превратился в важный пункт транзитной торговли Центральной Европы с Востоком, а также Руси с портами Балтии. В 1372 году Львову было предоставлено «право склада»: все иногородние купцы, как польские, так и иностранные, не могли объехать город стороной, они должны были заезжать и продавать свой товар львовским купцам. Благодаря этому праву и другим привилегиям, предоставленным местным купцам, Львов превратился в крупный посреднический центр торговли между Востоком и Западом (особенно между Крымом, Северным Причерноморьем и городами Ганзейского союза). В город прибывали купеческие обозы из Германии, Фландрии, Венгрии, Чехии, Италии, Великого княжества Литовского и генуэзских колоний в Крыму. В XIV веке Львов был непосредственно связан с Таной, Кафой, Килией и Белгородом. В царствование господаря Мирчи Старого были заключены прямые торговые договоры между Валахией и купцами Львова (1390 и 1409 года).
В 1439 году Влад II Дракул издал грамоту, которой разрешил львовским купцам свободно торговать в его землях и ездить через Валахию к туркам. Во второй половине XV века львовские купцы укрепили торговые сношения с Гданьском, через порт которого шла активная торговля со странами Скандинавии, Нидерландами, Францией, Англией и Шотландией. В 1460 году господарь Стефан III Великий предоставил львовским купцам торговые привилегии на территории Молдавского княжества (они вывозили скот, прежде всего волов, кожи, вина, мёд, икру и рыбу, а привозили железные ножи, косы, топоры, а также ткани и серебряные изделия). На рынках Львова для дальнейшего реэкспорта продавали сукно, оружие, конскую упряжь, сельскохозяйственные орудия, зерно, древесину, смолу, поташ, воск и мёд. Кроме Молдовы, Валахии и Гданьска львовские купцы вели активные коммерческие операции в Кракове, Варшаве и Вильно.
Из Венгрии доставляли вино, серебро, золото, медь, железо, порох и скот, из Московии привозили меха, воск, юфть, ремесленные и художественные изделия (львовские купцы бывали в Смоленске, Новгороде, Москве и других городах). В конце XV — начале XVI века произошли коренные изменения во внешней торговле Львова. После захвата османами Константинополя и Северного Причерноморья пришла в упадок транзитная торговля восточными товарами, в которой доминировали армяне, евреи, итальянцы и немцы. Львовские купцы переориентировались на другие рынки и товары, город превратился в важный центр сбыта зерна, скота, шкур, а также древесины, воска, соли и селитры.
В XVI веке армянские, греческие и еврейские купцы наладили тесные торговые отношения между Львовом и городами Османской империи. Среди привозимых товаров были шёлк, атлас, персидские ковры, редкие шкуры, золото, изюм, пряности и специи, сирийская сбруя и арабские скакуны.

### Внутренняя торговля и финансы
Во второй половине XIV века по указу Казимира III во Львове начали чеканить серебряный русский грошик, который вскоре превратился в самую распространённую монету. Деятельность львовского монетного двора, который не работал в 1370—1372 годах, возобновил Владислав Опольчик, однако при нём русские грошики чеканились уже нескольких типов и разного веса. С конца 1378 года под контролем нового галицкого старосты Эмерика во Львове начали чеканить монеты от имени короля Людвика Венгерского.
Последние эмиссии грошиков львовского монетного двора приходятся на правление короля Владислава II Ягелло. В 1399 году, в связи с постепенной ликвидацией автономии галицких земель и унификацией галицкой и краковской монетных систем, чеканка русских грошиков была прекращена. При этом началась эмиссия львовских полугрошей.
В 1353—1382 годах во Львове от имени Казимира III, Владислава Опольчика и Людвика Венгерского чеканились медные русские денарии, которые выполняли функцию разменной монеты на внутреннем рынке («городские деньги»). Копа или 60 русских денариев равнялись одному русскому грошику, а два грошика равнялись пражскому грошу.
Владислав Опольчик много времени уделял реформе налоговой системы, городских финансов и земельной собственности Львова. Он предоставил городу «право склада», подтверждённое в 1380 году Людвиком Венгерским, ввёл должность львовского мытаря, который собирал налоги и подати с купцов, издал привилей, согласно которому город получал поступления от исполнения на его территории судебных наказаний. Десятину от львовских таможен и продажи соли Опольчик подарил католическому архиепископу.
Часть городских земель князь освободил от уплаты налогов, часть доходов даровал костёлу и городу (также он забрал из городской юрисдикции церковные земли). Чтобы быстрее заселить окрестности города, Опольчик освободил жителей пригородов на 20 лет от налогов и чинша. Кроме того, он всячески содействовал переселению во Львов ремесленников из Моравии и Силезии. В 1405 году по указу Владислава II Ягелло во Львове был введён чрезвычайный налог для выкупа Добжиньской земли у крестоносцев.
В 1425 году Владислав II освободил от уплаты налогов в пределах Польского королевства всех львовских мещан и купцов, которые присягнули на верность его новорождённому сыну, будущему королю Владиславу III. В марте 1426 года Владислав II освободил всех львовских мещан от обязанности обеспечивать подводами и конями королевских гонцов и сокольничих.

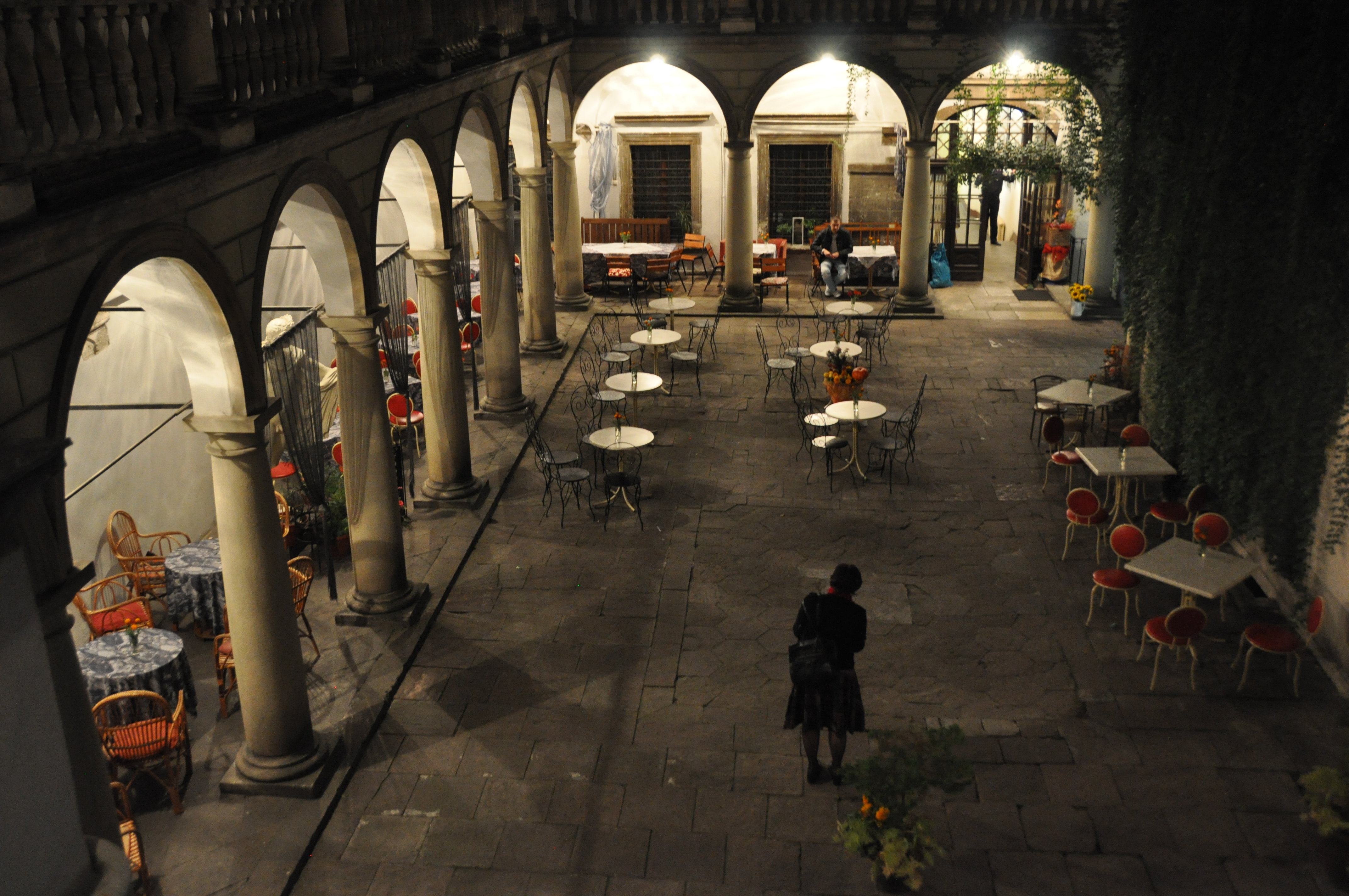
«Итальянский дворик» во дворце на площади Рынок

Экономический рост способствовал образованию постоянных рынков, где происходил обмен сельскохозяйственными продуктами и изделиями ремесленников. С 1472 года в январе и июле во Львове проводились многолюдные ярмарки, длившиеся по две недели. Богатые купцы, часть ремесленных мастеров, католические костёлы и монастыри занимались ростовщичеством. В конце XVI века крупнейшими львовскими финансистами, которые кредитовали как частных лиц, так и магистрат, были семейства Корняктов, Кампианов и Алембеков.
Крупные скопления купеческих лавок (крамниць) располагались вокруг площади Рынок, Галицких и Краковских ворот города. На месте современных Староеврейской и Сербской улиц торговали скотом, на месте Театральной улицы (на участке между площадью Мицкевича и улицей Беринды) — мясом, на месте Краковской улицы — оружием и доспехами. Название площади Рынок произошло от немецкого слова «Ring», преобразованного впоследствии в понятие «рынок» как место торговли. Здесь располагались магистрат и дома знатных горожан, здесь торговали и устраивали казни, это было самое оживлённое место средневекового Львова.

### Ремёсла

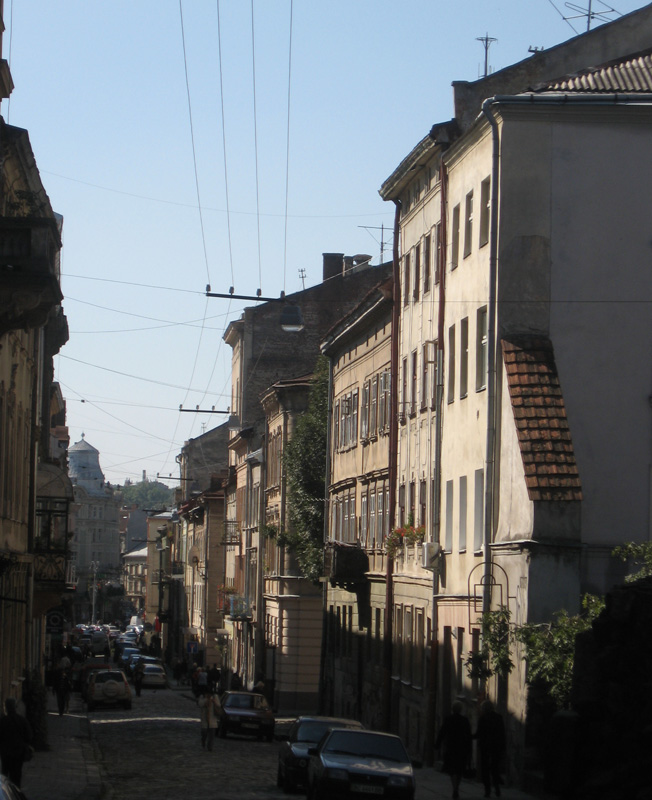
Улица братьев Рогатинцев

Древнейшие печи для выплавки цветных металлов, обнаруженные в 1992 году во время археологических раскопок на месте нынешнего рынка «Добробут», учёные датировали ранним княжеским периодом. В 1997 году во время работ на площади Старый Рынок были найдены литейные формы, изделия из глины, металлов, стекла, дерева, кожи, камня и кости, датированные XIII—XVI веком, варган (дримба) и сопилка XIV—XV веков, а также оборудование мастерской по обжигу извести и чаны для обработки кожи XV века.
Также во время археологических исследований 1997 и 2000 года были найдены местная и привозная керамика. Декоративные и тарные изделия (особенно амфоры и пифосы для зерна), попавшие во Львов вместе с караванами с Востока, были более высокого качества. Местные гончары (в том числе львовские армяне) изготовляли керамику по юго-восточным образцам, но из-за качества глины и обжига она была более примитивной. Среди местной керамики наиболее часто попадались водопроводные трубы, чаши на подставке, посуда с глазурью XIV—XV веков.
Ремесленники составляли большинство населения средневекового Львова. Они объединялись в цехи, которые регламентировали всю хозяйственную деятельность города. Несмотря на примитивные инструменты и механизмы, использовавшиеся в ремесленном производстве, изделия львовских мастеров достигали высокого уровня и славились во многих странах (например, мечи, пушки, ювелирные изделия, а также сёдла и упряжь братьев Рогатинцев). Каждый мастер имел одного или нескольких подмастерьев и учеников. Некоторые мастерские принадлежали магистрату, например, основанная в 1422 году воскобойня у городской стены (в районе нынешней улицы Беринцы), продукция которой экспортировалась в Германию, Францию, Валахию и Крым, литейные возле Краковских ворот (основана в конце XV века) и Галицких ворот (основана в 1582 году).
В средневековом Львове было развито сложное литейное производство, о чём свидетельствуют сохранившиеся до наших дней колокол церкви Святого Юра, отлитый в 1341 году мастером Яковом Скорой, и бронзовый колокол «Исаия», который в 1584 году отлил Даниэль Круль. В 1491 году мастер Валентин Фельтен отлил колокол для львовской ратуши (от служил до 1826 года). Кроме того, высокого уровня развития достигали ювелирное дело, гравирование, кузнечный и гончарный промысел, выделка мехов и кож, производство сбруи, полотна, одежды и обуви. На полноводной Полтве стояли мукомольные мельницы, окрестности занимали пасеки, сады и виноградники, благодаря которым Львов славился производством мёда, воска, пива и вина. В реестрах 1407 и 1425 годов упоминаются девять ремесленных цехов (artes mechanicorum) — резников; пекарей; кузнецов; сапожников; портных, к которым примыкали ткачи; скорняков; кожевников и седельников, к которым примыкали овчинники и шорники; пивоваров, к которым примыкали медовары и солодовники, а также купцов и владельцев магазинов. В конце XV века во Львове насчитывалось уже 14 ремесленных цехов.

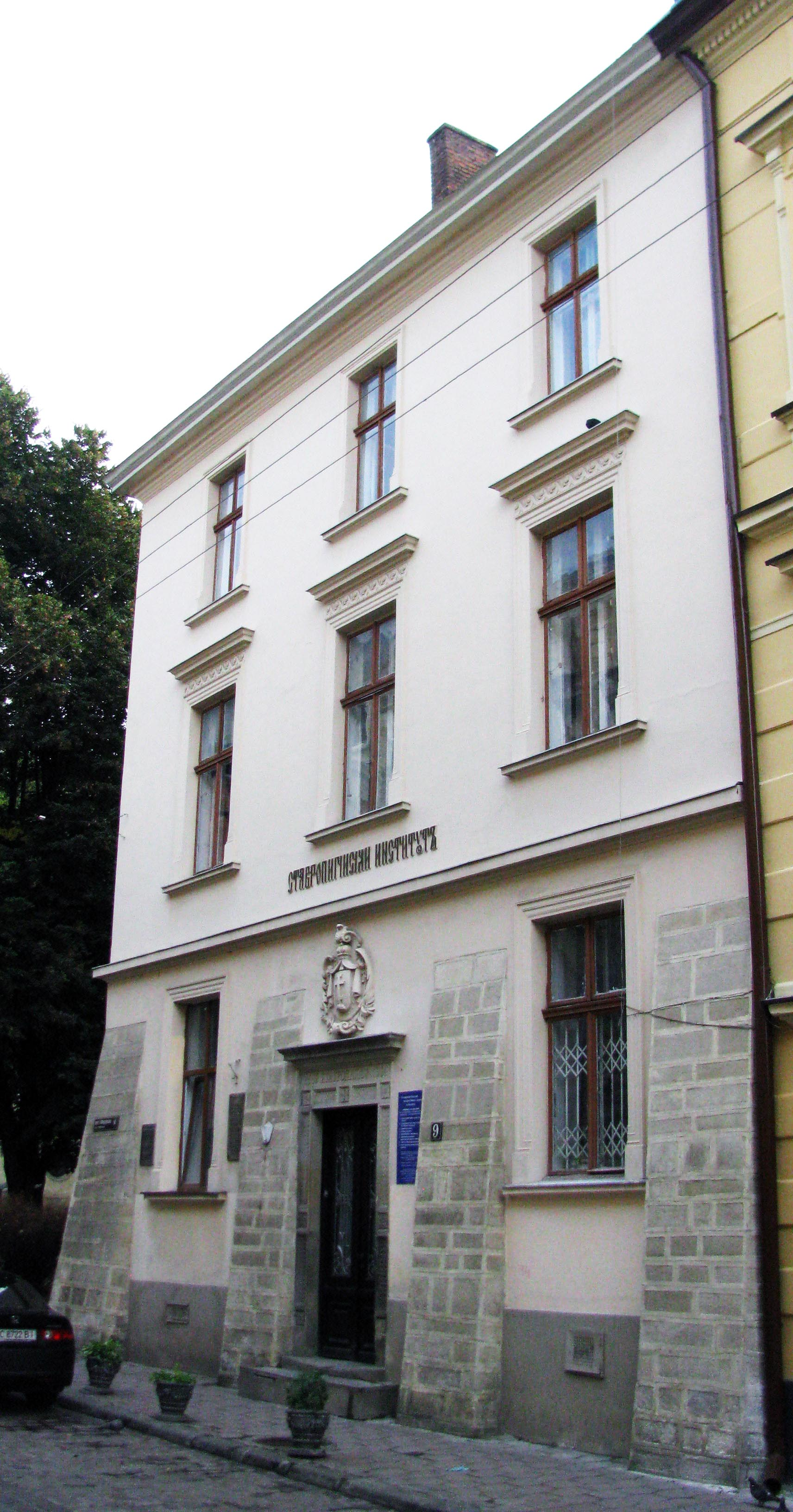
Типография Успенского братства

Если в ранний период своей деятельности (XIV—XV века) цехи играли прогрессивную роль и способствовали промышленному развитию Львова, то уже в конце XV — начале XVI века их стремление к сохранению мелкого производства тормозило развитие производительных сил, мешало техническим усовершенствованиям и не вызывало потребности в сложных орудиях труда. Цехи превратились в закрытые корпорации, чьи старшины использовали привилегии для собственного обогащения и борьбы с конкуренцией. В мелких мастерских преобладала примитивная техника и отсутствовало широкое разделение труда. Рост ремесленного производства сопровождался не расширением площадей и ассортимента уже существующих мастерских, а увеличением числа узких специальностей и появлением новых цехов.
Часть изделий ремесленники производили по индивидуальным заказам, но начиная с XVI века большинство их изготавливалось непосредственно для продажи. С развитием ремёсел росло и количество цеховых учеников и подмастерьев. Срок обучения ученика составлял от трёх до семи лет, в зависимости от профессии. Во время обучения ученик не только не получал за свою работу никакой платы, но и был вынужден платить за учёбу мастеру. Преждевременный уход от мастера влёк за собой потерю стажа обучения. Подмастерья находились в несколько лучшем положении, но и у них нагрузка была высокой, а плата — мизерной. Получение подмастерьями звания мастера было сопряжено со множеством трудностей. В середине XV века подмастерья начинают создавать свои самостоятельные организации (господы), призванные защищать их от притеснений со стороны мастеров. Например, в 1469 году уже существовала «господа» подмастерьев ткацкого цеха.
Кроме того, во Львове имелось множество ремесленников, которые по разным причинам не попали в состав цеха, но смогли открыть собственную мастерскую. В частности, вне цеховых организаций оказывались подмастерья и ученики, которым цеховой старшина отказывал в работе, иногородние ремесленники и беглые крестьяне. Значительную часть их составляли русины, евреи и армяне, которым был закрыт доступ во многие цехи. Привилегированные цеховые мастера называли внецеховых ремесленников «партачами» и имели право забирать изготовленный ими товар.
«Партачи», значительно ограниченные в правах, состояли из трёх основных социальных групп. В первую группу входили те, кто жил в юридиках, которые подчинялись не магистрату, а феодалам из числа шляхты и духовенства. Такие ремесленники находились под защитой хозяев юридик, выполняли для них работы или платили денежный оброк (чинш). Во вторую группу входили самостоятельные ремесленники, жившие в предместьях Львова или в городских сёлах. Третья, самая обездоленная группа, состояла из покинувших цех подмастерьев и учеников, а также беглых крестьян. Они не имели возможности открыть собственное дело и вынуждены были наниматься на работу к другим мастерам.

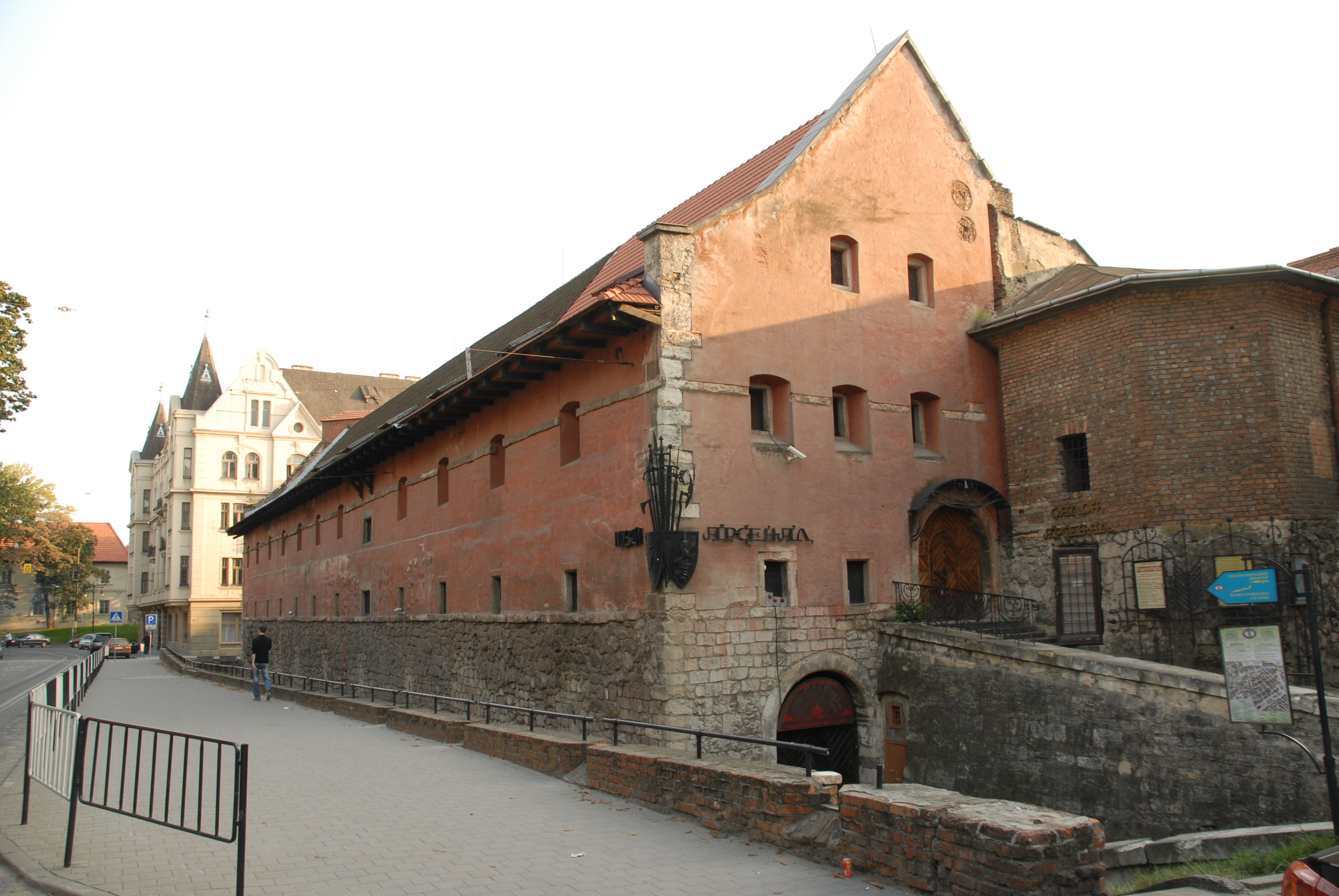
Городской арсенал

В XVI веке внецеховые ремесленники составляли около 40 % всех ремесленников Львова. Но их число регламентировали не устоявшиеся традиции и давние уставы, а рынок и спрос на их товары. Более мобильные «партачи» постоянно конкурировали с цехами, подрывая их монопольное положение, вынуждая улучшать качество изделий, понижать цены и искать новые пути сбыта товаров. В XVI веке к старым мукомольным мельницам добавились маслобойные, кожедубильные и бумажные мельницы, однако какой-либо значительной роли в экономике города они не играли, оставаясь скорее исключением среди преобладающего ручного труда.
Львов наряду со столичным Краковом был одним из крупнейших центров Польского королевства по производству оружия, боеприпасов и доспехов. В конце XIV — начале XV веков шесть мастеров изготовляли ручные и тяжёлые арбалеты (куші). Особенно среди них славился мастер Габирман, чьи подарочные арбалеты были при дворах многих европейских правителей. Первые пушки и шесть бочек пороха привёз во Львов Владислав II Ягелло в 1394 году. Вместе с королём в город прибыл и пушкарь Зброжко. Первый львовский пушкарь упоминался в городских документах 1404 года, а в 1408 году Львов пригласил на работу опытного краковского пушкаря Куявчика.

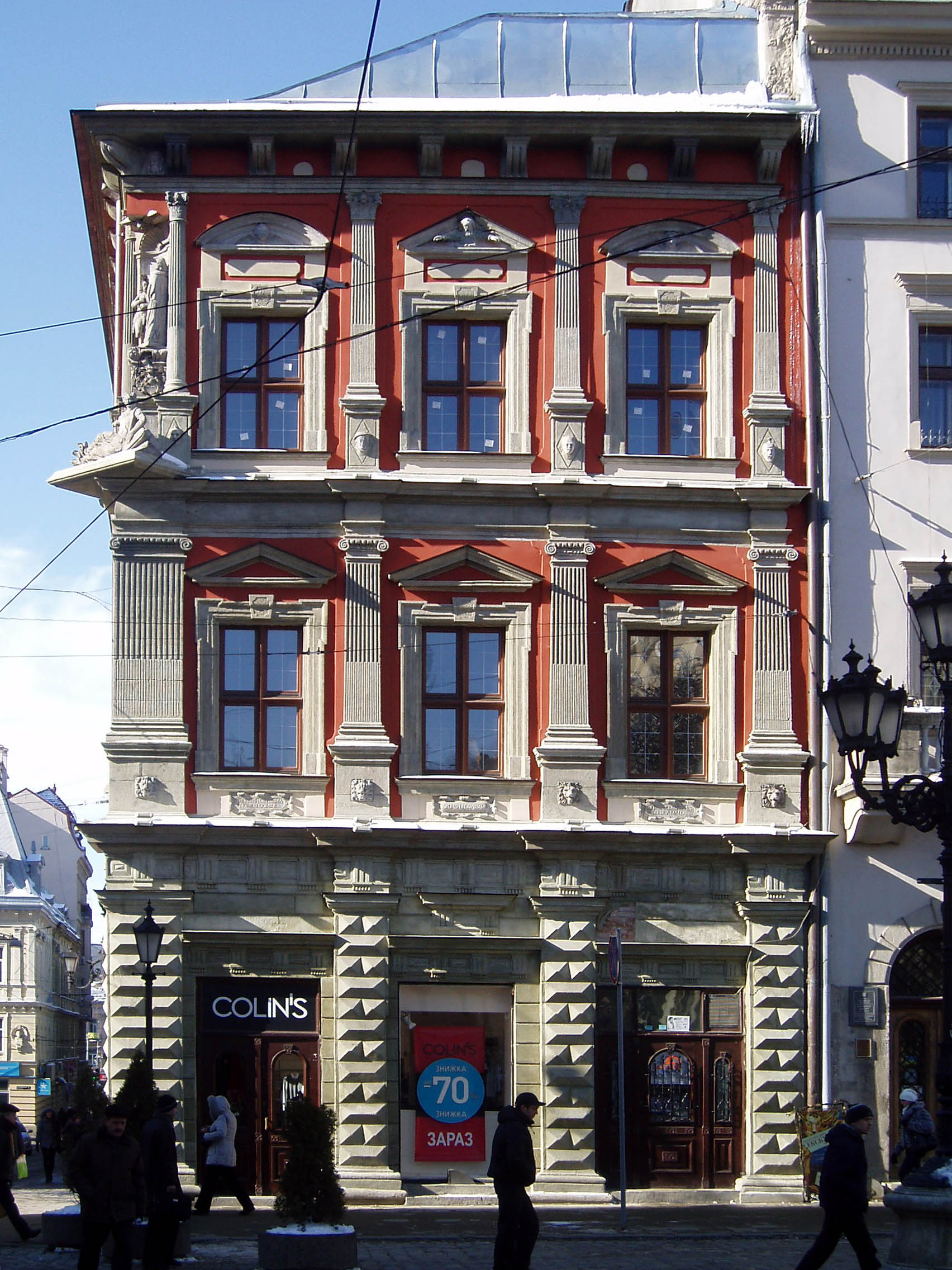
Дом Шольц-Вольфовичей

В 1430 году между оборонными стенами уже существовал старый городской арсенал. В 1468 году Казимир IV привёз во Львов нескольких пушкарей, один из которых был назначен городским литейщиком, и для него была построена литейная мастерская, производившая пушки и колокола. В конце XV века во Львове начали самостоятельно производить порох (первые упоминания об этом встречаются в документах 1475 и 1484 годов). В тесной связке с пушкарями работали кузнецы и столяры, изготовлявшие дубовые лафеты и железные колёса, а также мастера, чинившие старые пушки и следившие за новыми (орудия требовали регулярной сушки, чистки и смазывания салом).
В 1554 году здание старого городского арсенала разобрали и в течение двух следующих лет построили новое. Пожар 1571 года уничтожил арсенал, в 1574—1576 годах на деньги города он был отстроен и с некоторыми изменениями дошёл до наших дней. С юга к арсеналу примыкала башня цеха сапожников, а с севера — цеха тесёмщиков и токарей. Здесь хранились боеприпасы и часть городских пушек, а на втором этаже — запасы зерна. С 1582 года при арсенале работала литейная мастерская, где производили пушки, ядра и колокола.
Уже в начале XV века широко был известен львовский цех мечников. Он отличался религиозной либеральностью и принимал в свои ряды православных русинов и пришлых иностранцев. Немало ремесленников, производивших мечи и сабли, проживало в предместьях, особенно в приходе Святого Николая. Большим уважением в средневековом Львове пользовались часовщики. В 1404 году появилось первое упоминание о механических часах на львовской ратуше. В конце XV века для них отлили колокол, а в 1504 году был сконструирован механизм, который отбивал время (до этого по колоколу били вручную). Также часы имелись на Галицких воротах (впервые они упоминаются в 1430 году), но здесь время каждый час сообщал трубач.

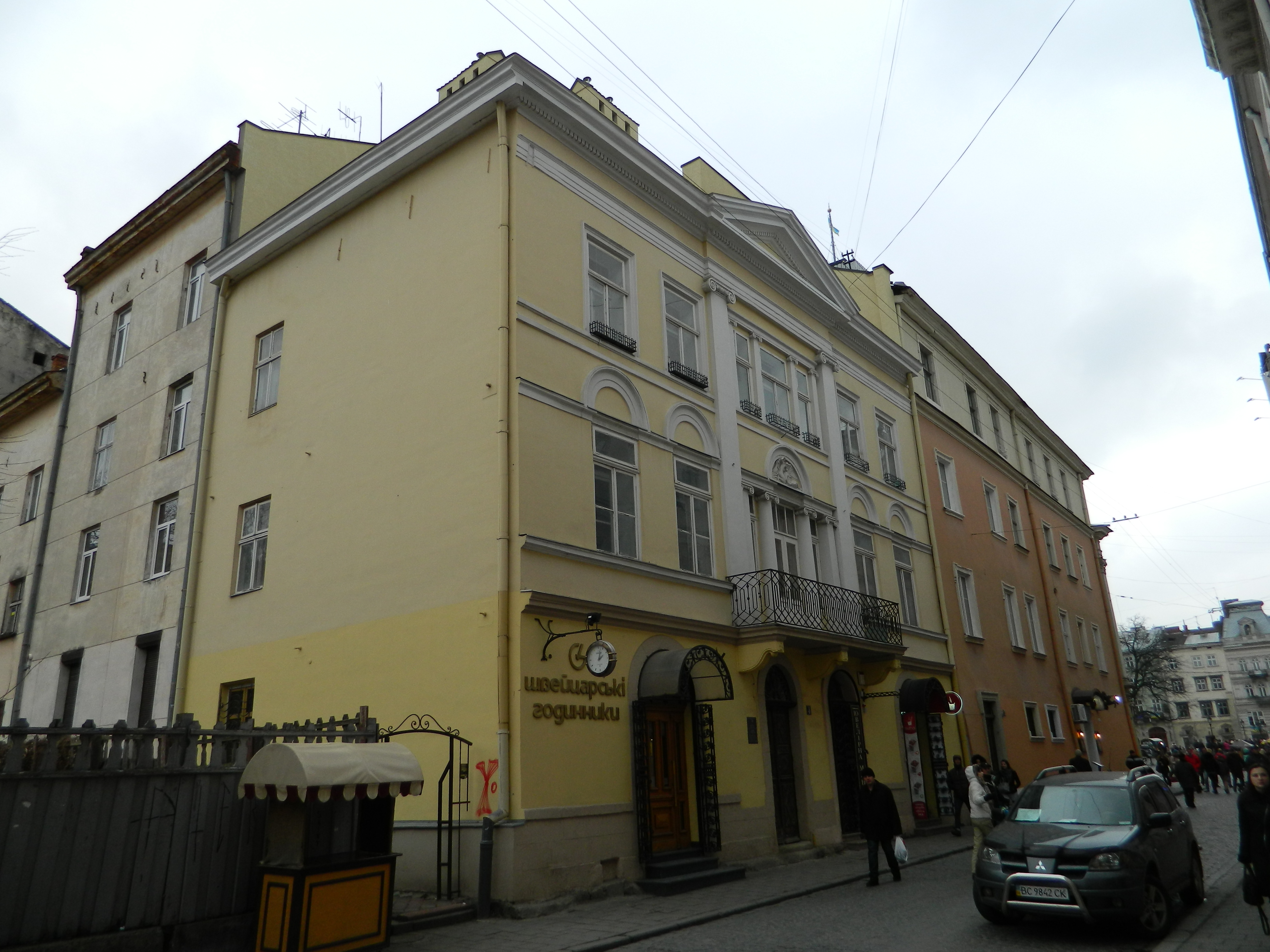
Улица Краковская, 4

В 1579 году во Львове насчитывалось 20 ремесленных цехов, количество ремесленных профессий перевалило за сотню. Ремесленники вместе с семьями составляли около четверти населения города. Особенно славились изделия львовских цехов кузнецов, художников, ювелиров и литейщиков, продававшиеся в Кракове, Варшаве, Венеции, Киеве, Молдовы и Русском царстве.
Высокого развития достигают книгопечатание и львовская школа гравюры, у истоков которых стоял Иван Фёдоров. Его жилище и печатный станок размещались в доме львовского ремесленника Адама Бондаря, который находился на Краковской улице недалеко от площади Рынок, на месте нынешнего дома № 4. После возвращения во Львов Фёдоров жил в доме портного Антона Абрамовича на Подзамче.
На новую высоту в эпоху Возрождения поднялось мастерство архитекторов и скульпторов Львова. Особое внимание уделялось воспитанию подрастающей смены. Например, каждый подмастерье цеха строителей, желавший сдать экзамен на звание мастера, должен был представить на суд старейшин свою модель портала.

## Быт и праздники
Уже в княжеский период истории Львова (конец XIII—XIV век) улицы города мостили брёвнами, а некоторые жилые дома строили в технике фахверка (деревянный каркас заполняли глиной или кирпичом). В готическом или «польском» Львове фахверковые дома постепенно стали вытеснять деревянные постройки, а оборонные сооружения, храмы и резиденции патрициата стали строить из каменных блоков и кирпичей. В результате археологических раскопок были найдены фрагменты мощёной камнем улицы, которая проходила по внутреннему периметру Высокой стены, а также кирпичной набережной, которая с запада шла вдоль Полтвы и второй линии обороны.
Особенно ярко трансформация застройки от деревянной к каменной прослеживается по следам домов, которые располагались вдоль самого древнего торгового пути, пересекавшего город (нынешние улицы Князя Романа, Галицкая, Краковская и Богдана Хмельницкого), а также вокруг площади Рынок. Из-за частых пожаров деревянную и фахверковую жилую застройку заменили каменные дома (кам`яниці), активное строительство которых развернулось в XV—XVI веках, однако до наших дней в большинстве своём сохранились лишь фундаменты, первые этажи или фрагменты перестроенных позже строений той эпохи. Нередко в последующие века в старых каменных домах надстраивали этажи, переоборудовали этажи или отдельные комнаты под зажиточных жильцов, на первых этажах обустраивали витрины магазинов.
Площадь Рынок
Райцам и другим городским чиновникам было предписано носить одежду исключительно польского образца. Готическая обувь, найденная во время раскопок в слоях XV—XVI века, имела острый носок и сужение подошвы в месте перехода от пятки к стопе. Верхняя часть была выкроена из одного цельного куска кожи. Все детали найденной обуви были соединены тачным швом. В XVI веке сапоги шляхты имели цветные голенища из специальных сортов кожи — кордыбана или сафьяна, а обувь мещан изготовляли из простой чёрной или серой кожи (именно в связи с этой особенностью средневековой моды во Львове появилась поговорка «Видно пана по халявах»).
Во Львове пышно отмечали все религиозные праздники (национальные меньшинства имели ряд ограничений и праздновали преимущественно в своих кварталах), а также восшествия на престол польских королей, рождения наследников трона, крупные военные победы государства. Город преображался во время визитов короля или других высокопоставленных гостей. По различным торжественным случаям магистрат организовывал банкеты в ратуше, а также выделял деньги на раздачу милостыни бедным.
Элементом городского фольклора были ведьмы, колдуны (ведьмаки), гадалки и ясновидящие, нередко упоминаемые в судебных делах эпохи Средневековья. Они насылали и снимали порчу, лечили и принимали роды, изготавливали зелья и амулеты, помогали в коммерческих делах и личной жизни. По слухам, местом сборов ведьм была гора Лысовка в Винниках.
В средневековом обществе очень большим влиянием пользовалась Церковь. Религиозные ограничения усложняли межэтнические и межконфессиональные контакты. Несмотря на давление католического патрициата, препятствовавшего строительству новых православных церквей и синагог, во Львове были очень редки случаи перехода в католицизм русинов или евреев, а также смешанные браки. Большинство русинов сохраняли свои исконные имена. Если представители разных конфессий вступали в брак, то это были в основном повторные браки вдовцов и вдов. Чаще всего смешанные браки случались в предместьях и городских сёлах, поскольку в средместье такие браки воспринимались крайне отрицательно и за них могли даже наказать. Детей от смешанных православно-католических браков запрещалось крестить в православной церкви, а всё же крещённых силой возвращали в католичество. Чтобы сократить число браков между русинами и поляками, была даже облегчена процедура разрыва смешанных браков.

## Медицина и санитария

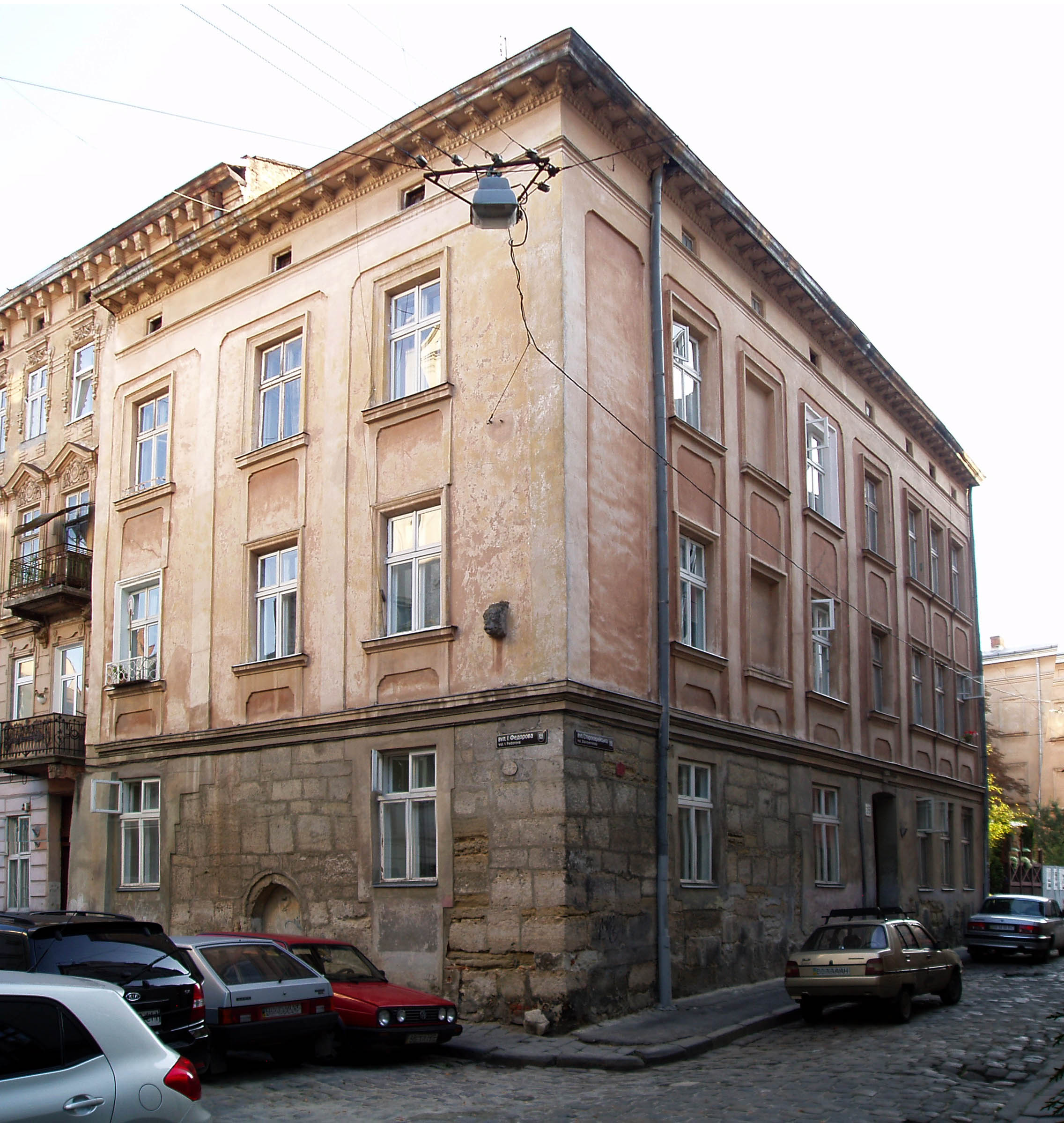
Дом на улице Староеврейской

Окружённый крепостными стенами, валом и рвом, средневековый Львов испытывал недостаток чистой питьевой воды, особенно во время осад. В оборонных рвах жители разводили рыбу, сюда же впадали многочисленные ручьи, выносившие из города бытовые и промышленные стоки. С ростом населения колодцы, расположенные внутри крепостных стен, уже не могли удовлетворить потребность Львова в питьевой воде. К тому же, из-за близости к кладбищам и во время сильных ливней, вода в этих колодцах не отвечала санитарным нормам. Много воды потребляли ремесленные мастерские, пекарни, городские бани и домашние хозяйства, в которых варили пиво.
Первые сведения о львовском водопроводе относятся к концу XIII века. В грамоте князя Льва Даниловича (1292) упоминается каменный жёлоб, по которому вода стекала из источника на Замковой горе через сад церкви Святого Николая к Нижнему замку. Позже на основе природных источников вокруг Высокого замка была создана целая система каменных и деревянных водосборников, из которых вода самотёком попадала в город. Ещё один водосборник имелся на холмах Лычакова, а именно на территории полей больницы Святого Духа (в XVI веке рядом с этими полями был основан монастырь бонифратров, со временем приспособленный под военный госпиталь). В XIV веке во Львове появились водовозы (вассерфюреры), развозившие воду в бочках, и водоносы (вассертрегеры), но их услуги были слишком дорогими для большей части потребителей.
В результате раскопок, проведённых в 1997 году, было найдено русло ручья, который стекал с Высокого замка в районе современной улицы Князя Льва. В XIV веке ручей был засыпан, а по его руслу проложили керамический водопровод, который обеспечивал водой баню восточного типа, действовавшую в окрестностях современной площади Старый рынок.
В XV—XVI веках городские власти активно взялись за решение проблемы водоснабжения. В 1404—1407 годах под руководством Петера Штехера был построен первый водопровод, в котором вода самотёком шла по керамическим трубам, но его точное местонахождение неизвестно. В 1411 году было проложено ещё 250 труб, от них за два следующих года построили около ста ответвлений. В 1464 году первый водосборник появился в Галицком предместье (второй — в 1497 году), в 1471 году появились три водосборника на площади Рынок, в 1482 году — водосборник возле Краковских ворот, в 1488 году — новый водосборник перед ратушей, в 1490 году — в конце улицы Краковской и возле женской бани, в 1492 году — перед доминиканским монастырём. В 1505 году была проложена 241 труба, в 1532 году было использовано 504 трубы для постройки 59 больших трубопроводов и 42 меньших.

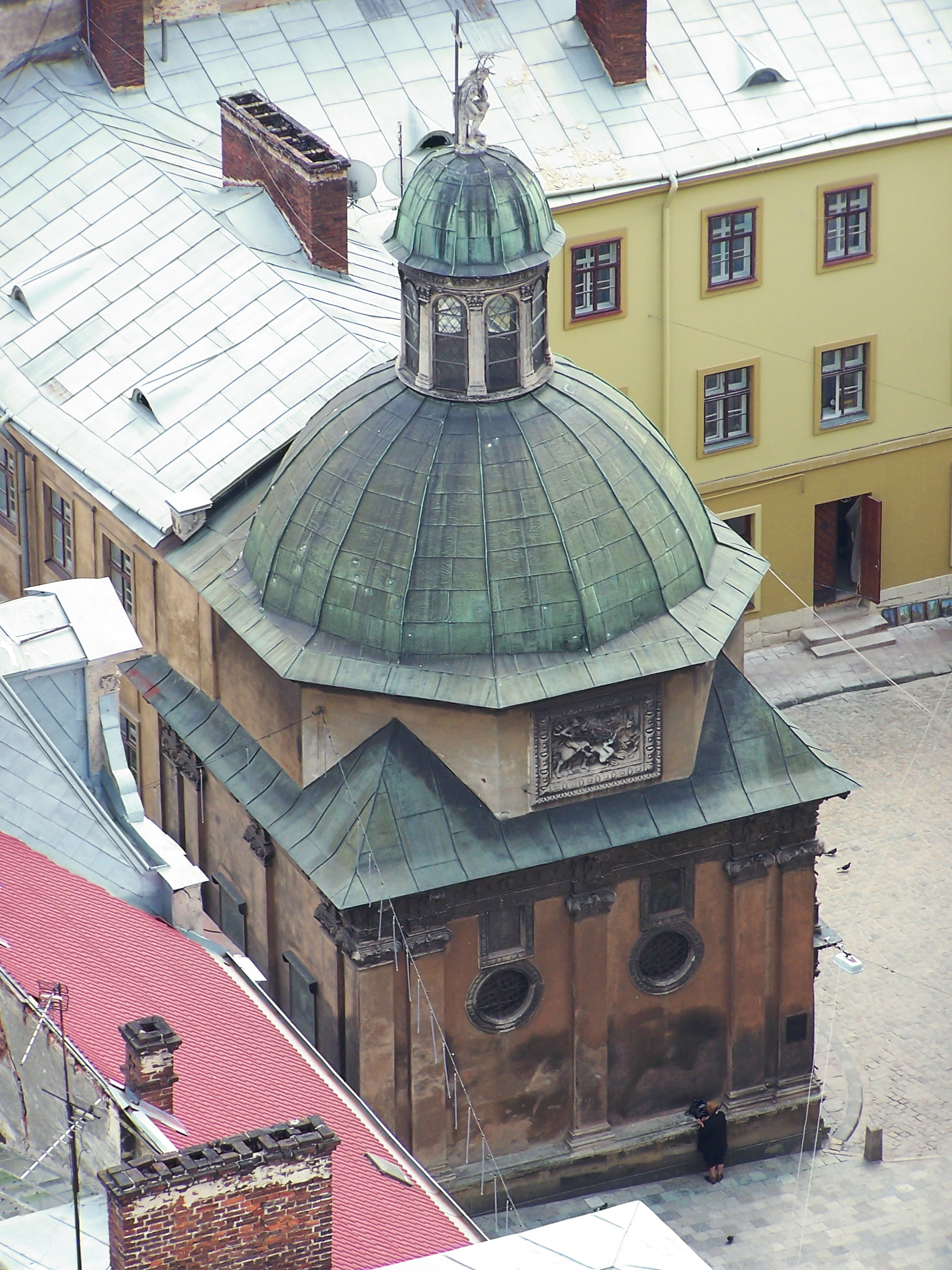
В Средневековье здесь располагалось католическое кладбище

Если первые водопроводы строили из керамических труб, то в дальнейшем рурмастера перешли к более дешёвым и надёжным деревянным трубам (из высверленных стволов дуба, ольхи или сосны). Вырытые под трубы траншеи укрепляли камнем или раствором, стыки труб замазывали смолой, а сами деревянные секции скрепляли скобами и оковывали железом. Маршрут пролегания водопровода держался в строгой тайне, особенно для чужаков. В первой половине XVI века городские водопроводы сходились на площади Рынок в каменный водосборник (водна скриня), который стоял перед ратушей, а уже из него вода по деревянным трубам подавалась в дома.
Большим бедствием для средневекового Львова были эпидемии чумы, холеры и тифа, уносившие тысячи жизней. Первая из зафиксированных в письменных источниках эпидемий поразила Львов зимой 1288 года (предположительно, её могли принести осаждавшие город монгольские войска). К наиболее значительным относится эпидемия чумы 1362 года, затем эпидемии повторялись в 1480 и 1484 годах. Осенью 1497 года остатки польского войска, разбитого на Буковине, вновь принесли в город чуму.
Следующие масштабные эпидемии поражали Львов в 1547, 1572—1573, 1588, 1594 и 1599 годах. Во время эпидемии 1547 года закрылась кафедральная школа, и магистрат компенсировал ректору его финансовые убытки. В 1587—1589 годах во Львове впервые была учреждена должность «морового бургомистра», который во время эпидемии или накануне её наделялся специальными полномочиями. Эпидемия 1599 года унесла жизни около 2 тыс. львовян (в память о них был возведён костёл Святого Войцеха). Умерших во время эпидемий хоронили не на городских кладбищах, а за пределами Львова. Одно из таких моровых кладбищ с XVI века располагалось на месте нынешнего Лычаковского кладбища.
Городские кладбища, располагавшиеся преимущественно при монастырях и церквях, представляли угрозу санитарному состоянию Львова. Одним из крупнейших погостов внутри городских стен было кладбище при Латинском соборе, от которого до наших дней дошла лишь часовня Боимов. Во время австрийского правления все средневековые кладбища Львова были ликвидированы.

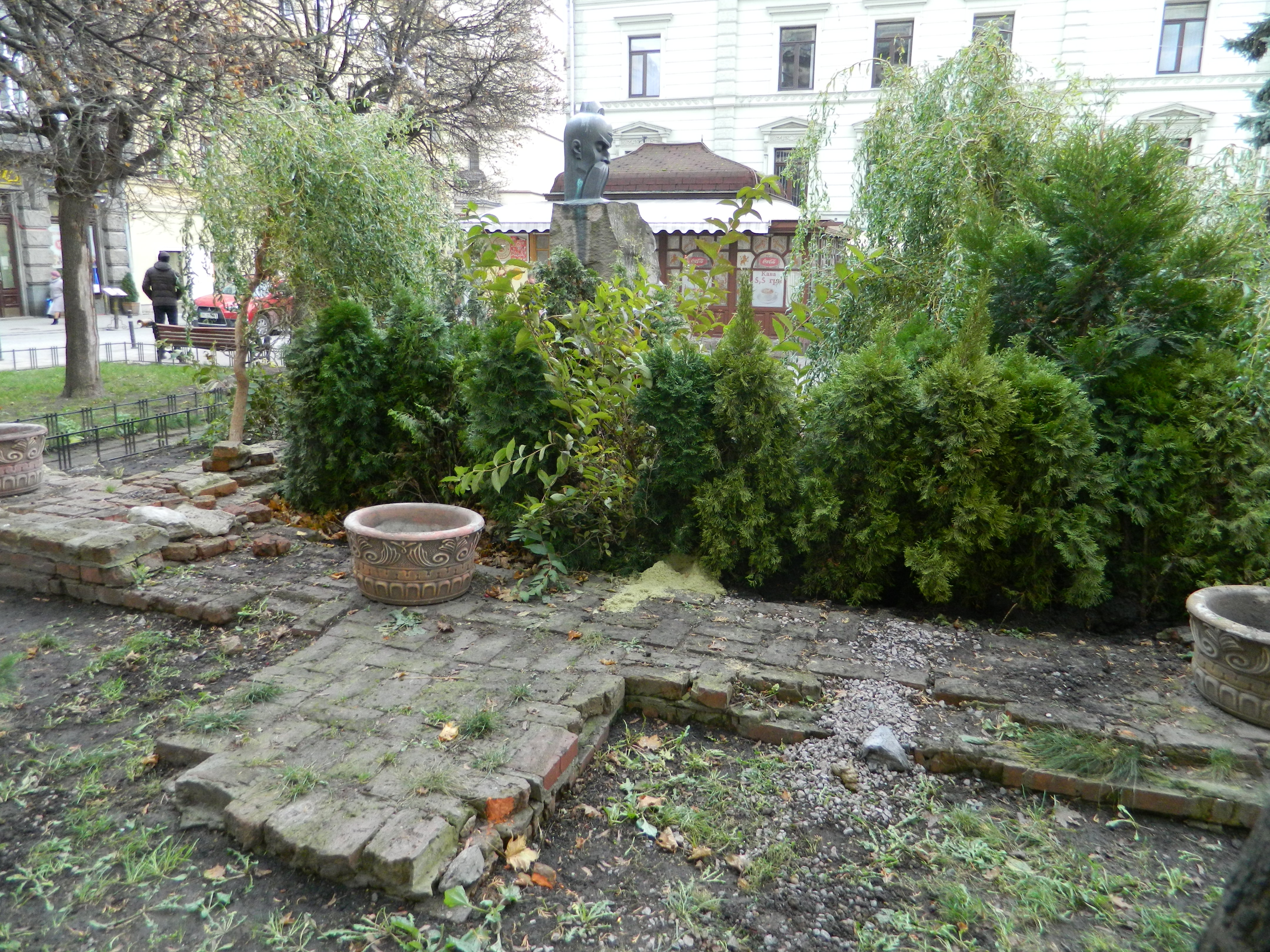
Остатки древних стен на площади Подковы

Первые богадельни, совмещавшие в себе черты медицинских учреждений и благотворительных приютов для бедных, появились при церквях и монастырях. Содержались они на средства религиозных братств, а также на пожертвования прихожан и отдельных богатых горожан. Самым древним считался госпиталь (шпиталь) Святой Елизаветы, основанный Казимиром III в районе нынешней площади Ивана Подковы. Больнице помогал и Владислав Опольчик, присоединивший к ней часовню Нижнего замка (перед этим она была отобрана у православных и в 1377 году освящена именами Святой Катерины и Святой Марии Магдалины). Ректор больницы и часовни получал от князя жалованье, назначаемое из налогов на львовские мельницы. В 1399—1408 годах (по другим данным, строительство велось в 1377—1431 годах) был построен костёл Святого Духа, от которого и богадельня стала называться больницей Святого Духа. С начала XV века между архиепископом и магистратом тянулся спор о принадлежности больницы, и лишь в 1546 году госпиталь Святого Духа был полностью подчинён городу. Другой древней богадельней была больница Святого Станислава, сгоревшая в 1509 году во время молдавской осады города.
В средневековом Львове было развито аптекарское дело, имелись зачатки фармацевтики. Первая аптека появилась при дворце князя Льва Даниловича, на месте современного монастыря доминиканцев. Её в 1270 году основала жена Льва, Констанция Венгерская. Позже аптеки открыли при многих монастырях и городских богадельнях (кроме лекарств там продавали специи, пряности, сухофрукты, орехи, сахар, рис, цитрусовые, мыло, сладости и лечебные травы, а также свечки, оливковое масло, краски и другие хозяйственные товары). Лекарственные средства по народным рецептам и европейским трактатам изготовляли как врачи и хирурги, так и многие мещанки для личного пользования.
В городских хрониках и актах 1392 года упоминается аптекарь Клемент, в хрониках 1445 года есть сведения о фармацевте Василии Русине, получившем гражданство Львова. В середине XV века во Львове не хватало аптекарей, и магистрат был вынужден приглашать иноземцев, а также выделять средства на закупку мазей и лекарств. Первая постоянная аптека современного образца появилась в городе во второй половине XV века и располагалась на углу площади Рынок и современной улицы Печатной (Друкарської). В 1574 году её купила семья Зенткевичей, владевшая предприятием до 1850 года. Во второй половине XVI века также были известны аптекарь Марцин Стажаховский, торговавший во время ярмарок у ратуши, а в 1566 году получивший королевское разрешение продавать ликёры без уплаты налогов, и армянин Павел Абрагамович, получивший в 1596 году звание военного доктора, но сохранивший право торговать в своей аптеке. В конце XVI века стало известным немецкое семейство аптекарей Альнпек (Алембек).

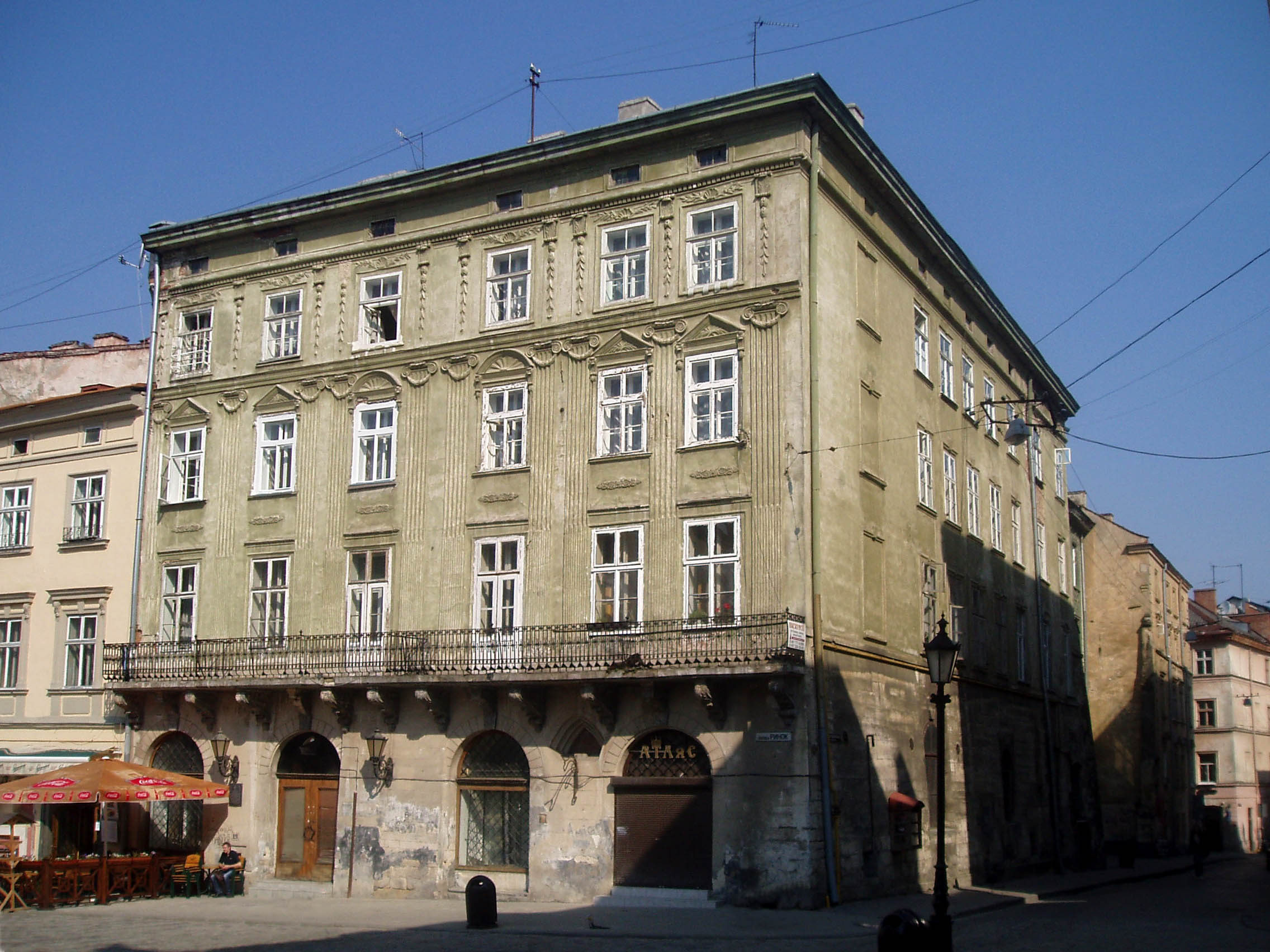
Дом «Под оленем», в котором располагалась первая аптека

Средневековые врачи и аптекари широко применяли кровопускание и медицинские банки, порошки и мази, давали больным, беременным и детям венгерское вино, мёд, растворённый в молоке толчёный янтарь, орехи в уксусе, настойки и экстракты руты, шафрана, корицы, гвоздики, шалфея и любистока, чеснок и зелёную руту с солью, лёгкие собаки и сало разных животных, обкладывали тела луком. Во время эпидемий львовяне с предрассудками закапывались в гной, сжигали гной так, чтоб дым обкуривал жилище, забивали в ямки осиновые колья, вставляли в дверь деревянную палку, подвешивали на крышах конские черепа.
Многие львовские аптекари увлекались алхимией, но Церковь негативно относилась к этому и преследовала таких «исследователей» как колдунов. Львовские алхимики поддерживали контакты со своими «коллегами» из Праги и Германии. В апреле 1578 года гостивший во Львове Стефан Баторий послал к берлинскому алхимику Леонарду Турнессеру львовского мещанина Бояновского (видимо, также алхимика), который должен был привести королю противоядие, испытанное на себе. Алхимиком был Андрей Торосович, родной брат армянского архиепископа Николая Торосовича, который оборудовал свою лабораторию в собственном доме по улице Армянской.

## Комментарии
1. ↑  Элементы магдебургского права, например, должность войта, имелись и в княжеский период. Поэтому существует мнение, что королевская грамота 1356 года скорее подтверждала статус-кво, чем вводила магдебургское право с нуля[47][48].
2. ↑  Постепенно «папский» лев, стоящий на задних лапах, вытеснил идущего на четырёх лапах «русского» льва[68].
3. ↑  Согласно другим данным, внутренняя стена, имевшая 6 метров в высоту и почти 1,7 км в длину, была построена в конце XIV века, а внешняя стена — в начале XV века[87].
4. ↑  Вероятнее всего, Доринг был генуэзцем, прибывшим в Кафу, или уже родившимся в этой генуэзской колонии[112].
5. ↑  В частности, это дома № 4, 6, 7, 16, 25, 26, 28 и 45.
6. ↑  Например, в 1525 году Сигизмунд I подтвердил запреты на владение русинами домов вне границ национального квартала, на занятие ремёслами, кроме тех, которыми занимались их отцы, на членство в цехах, в которых они ранее не состояли[164].
7. ↑  По-видимому, первые евреи переселились из разрушенных монголами городов Киевской Руси и стали основой общины предместья, а более поздняя община средместья сформировалась из евреев Центральной и Западной Европы[190].
8. ↑  До этого после ликвидации Галицкой митрополии право на управление православной епархией в регионе имел католический архиепископ.
9. ↑  Небольшая пушка, которую ставили на замковых террасах (укр. тарасах) для обороны валов.
10. ↑  Пушка свинченная (укр. зішрубована) из нескольких частей.
11. ↑  Бронзовая пушка.
12. ↑  Самое раннее документальное упоминание про львовскую цеховую организацию сапожников датировано 1386 годом. В 1459 году цех ткачей получил первый в городе цеховой устав[306][94].
13. ↑  В 1379 году — «абсолютное право склада» восточных товаров[313].